# Carrocería (elementos de estilo)

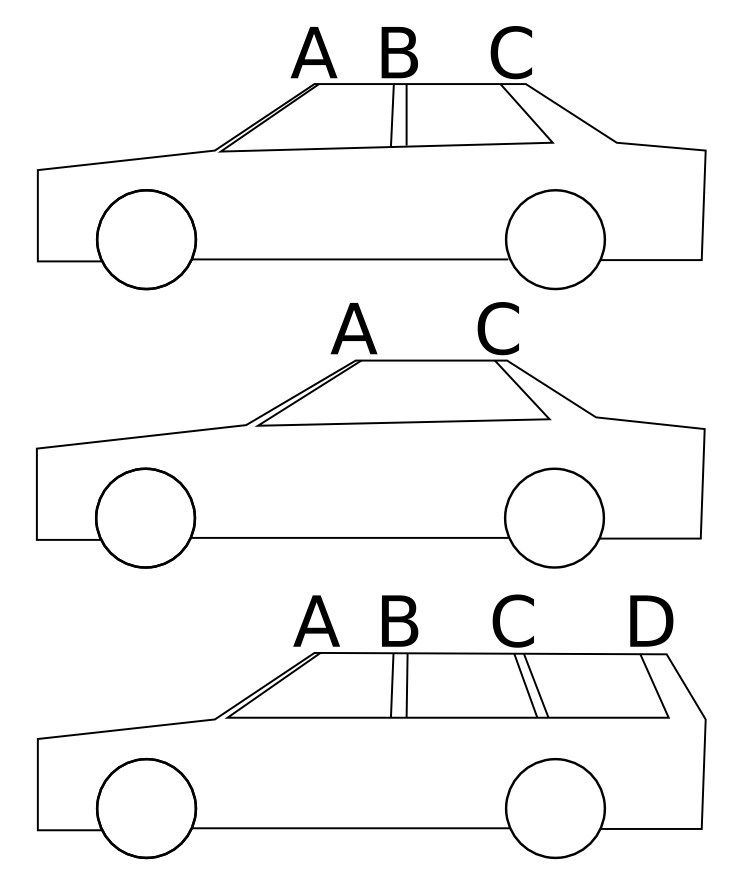
Nomenclatura de los pilares en el automóvil. Tenerla presente para seguir las explicaciones.

## Parrilla

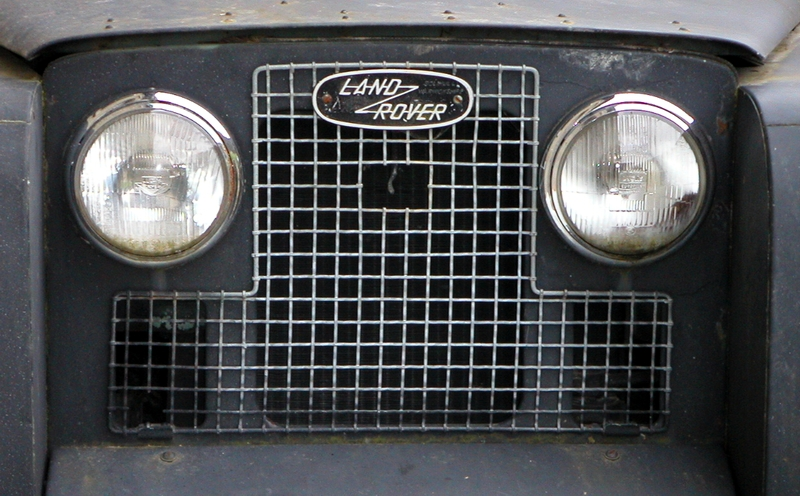
Rejilla metálica de un Land Rover Series II. Fue sustutuida por una de plástico en la Serie III, ¿La razón? La metálica se usaba como parrilla para asar carne.

En automoción la parrilla o calandra es una apertura (real o simulada) en la carrocería de un vehículo con el propósito original de permitir la entrada de aire. La mayor parte de los vehículos tienen una parrilla en la parte frontal de este, que es más un elemento de estilo y de diferenciación de la marca que una necesidad práctica. 

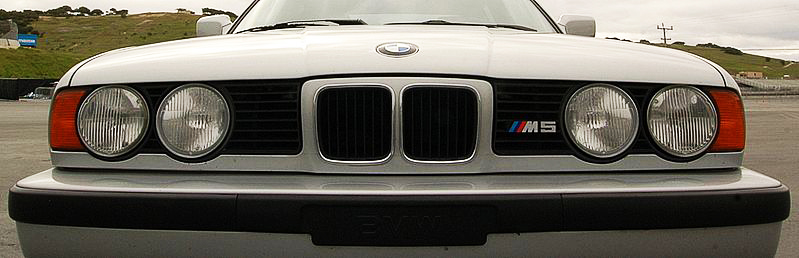
Distintiva parrilla en doble riñón en un BMW.

Algunos vehículos han prescindido de la parrilla y otros tienen parrillas simuladas que no dejan pasar el aire, estando las tomas de aire del motor en el parachoques delantero. La parrilla ha pasado a ser un elemento que el comprador espera tanto que esté en el coche, que algunos modelos con motor trasero incorporaron falsas parrillas delanteras solamente para satisfacer esta necesidad psicológica. Otras localizaciones de las parrillas (falsas o verdaderas) son delante de las ruedas (para refrigerar los frenos) o en el capó trasero (en vehículos de motor trasero).

### Algunas características
- La parrilla con 7 barras verticales de los Jeep. Daimler-Chrysler llegó a demandar a General Motors por el parecido a esta parrilla de la parrilla frontal del Hummer. Chrysler perdió el caso.[1]
- La parrilla en doble riñón de BMW.
- La parrilla de Rolls-Royce, famosa por recurrir a un truco óptico para que las barras parezcan perfectamente verticales.
- La parrilla de Mercedes-Benz.

Ejemplos:

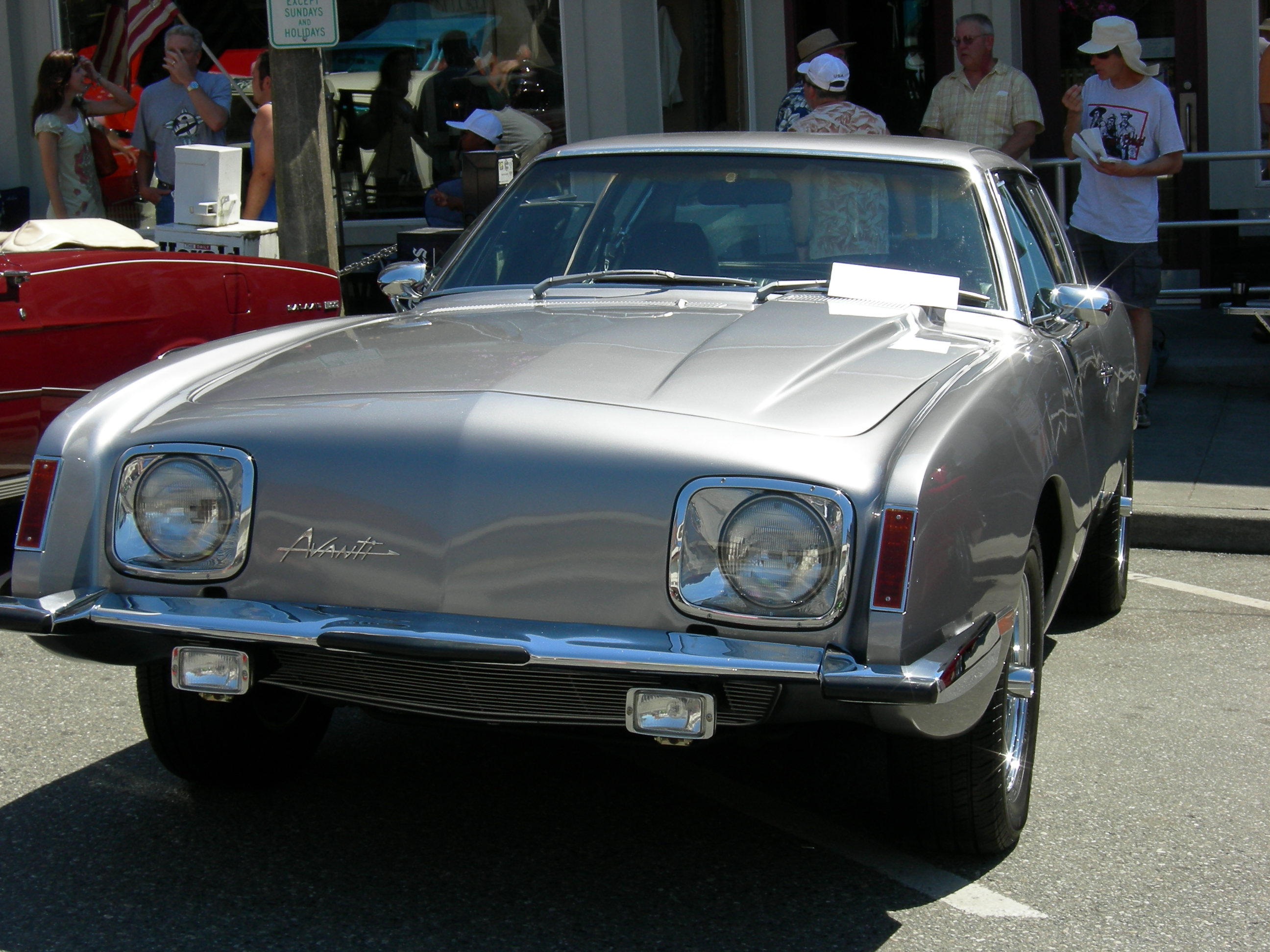
Studebaker Avanti. Vehículo sin parrilla.
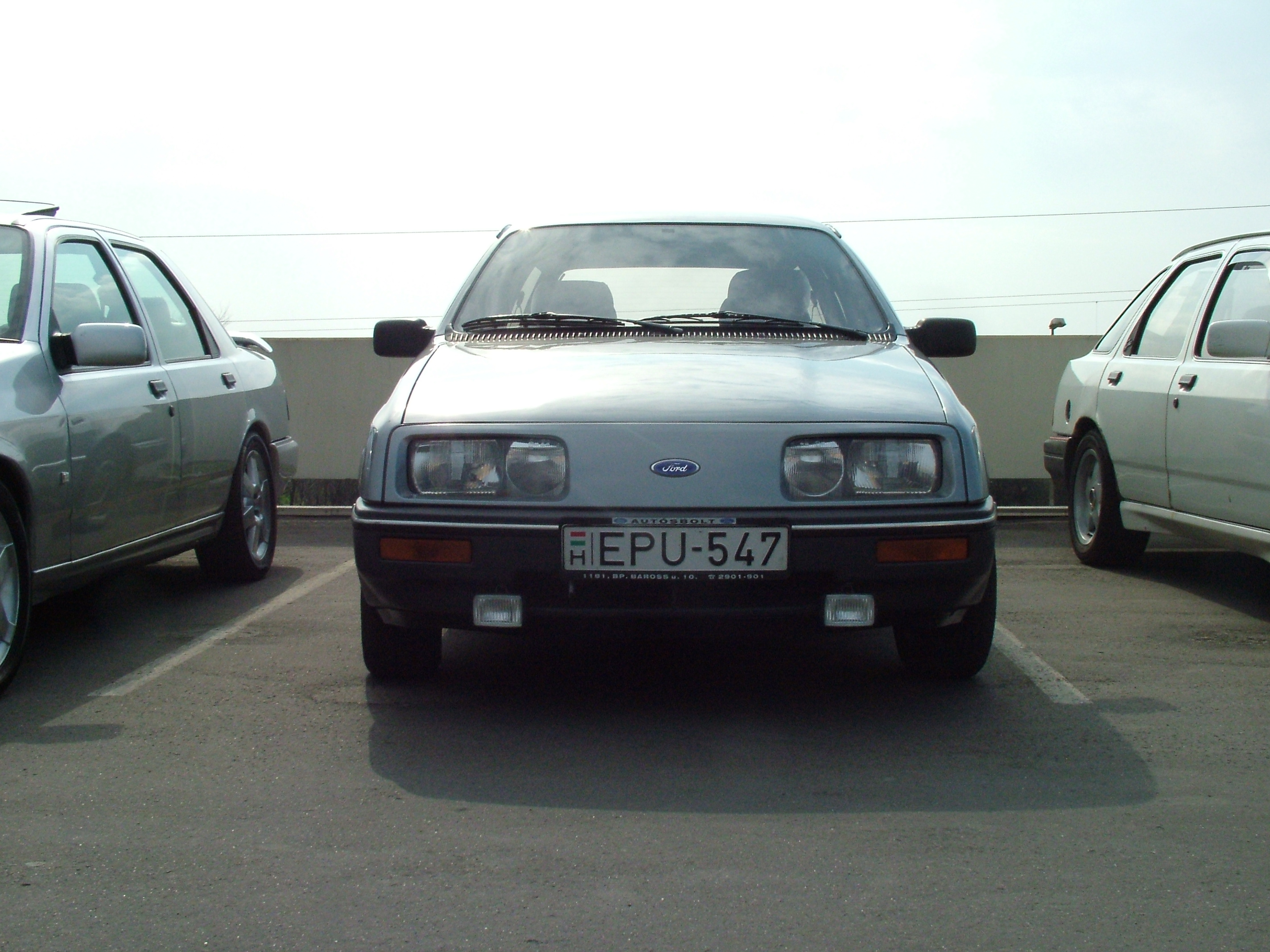
Ford Sierra Mk1. Vehículo sin parrilla. La segunda serie del Ford Sierra incorporó parrilla, para dar así un aspecto más convencional al vehículo.
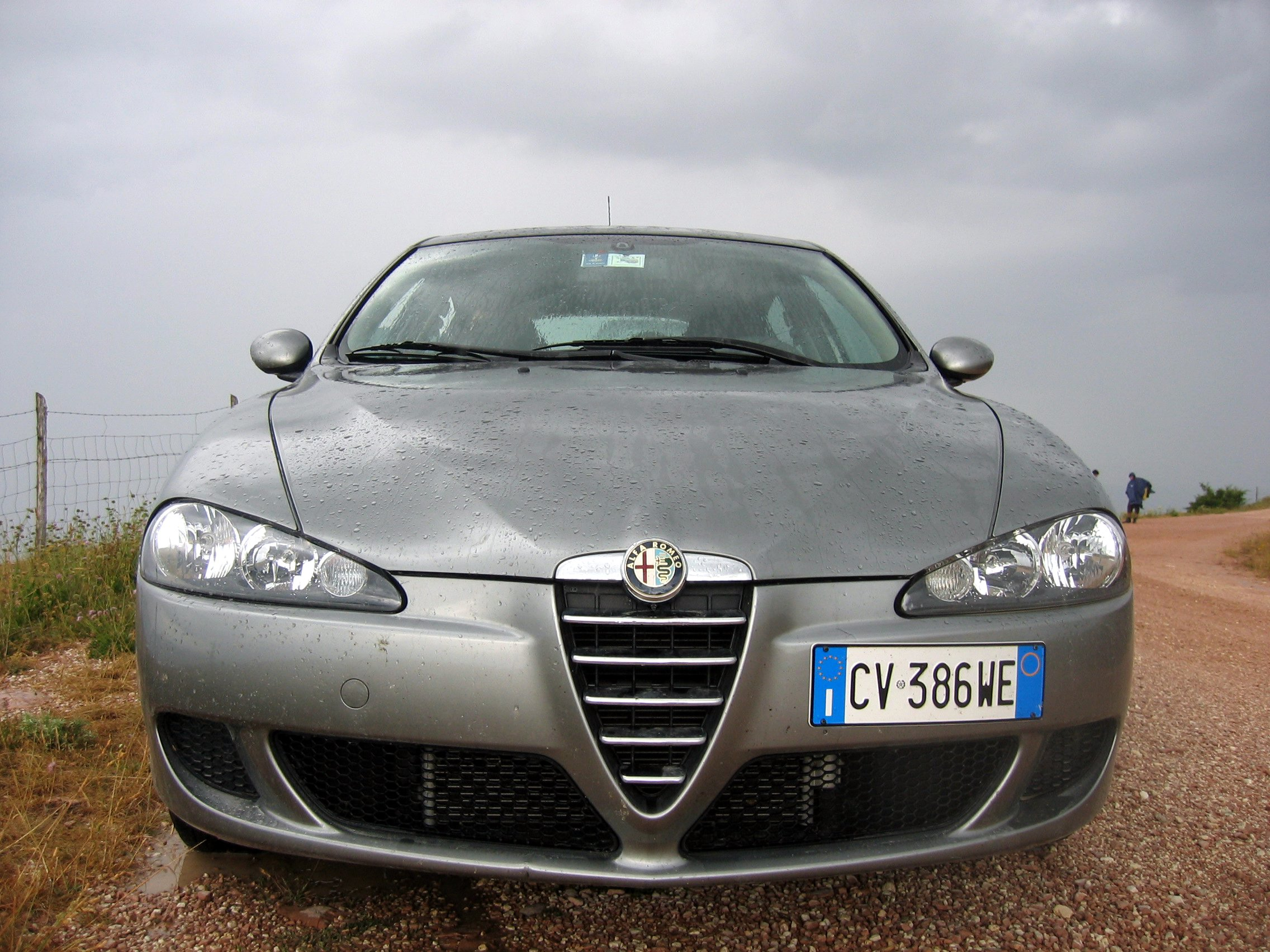
Alfa Romeo 147. Vehículo con parrilla clásica de Alfa en forma de V.
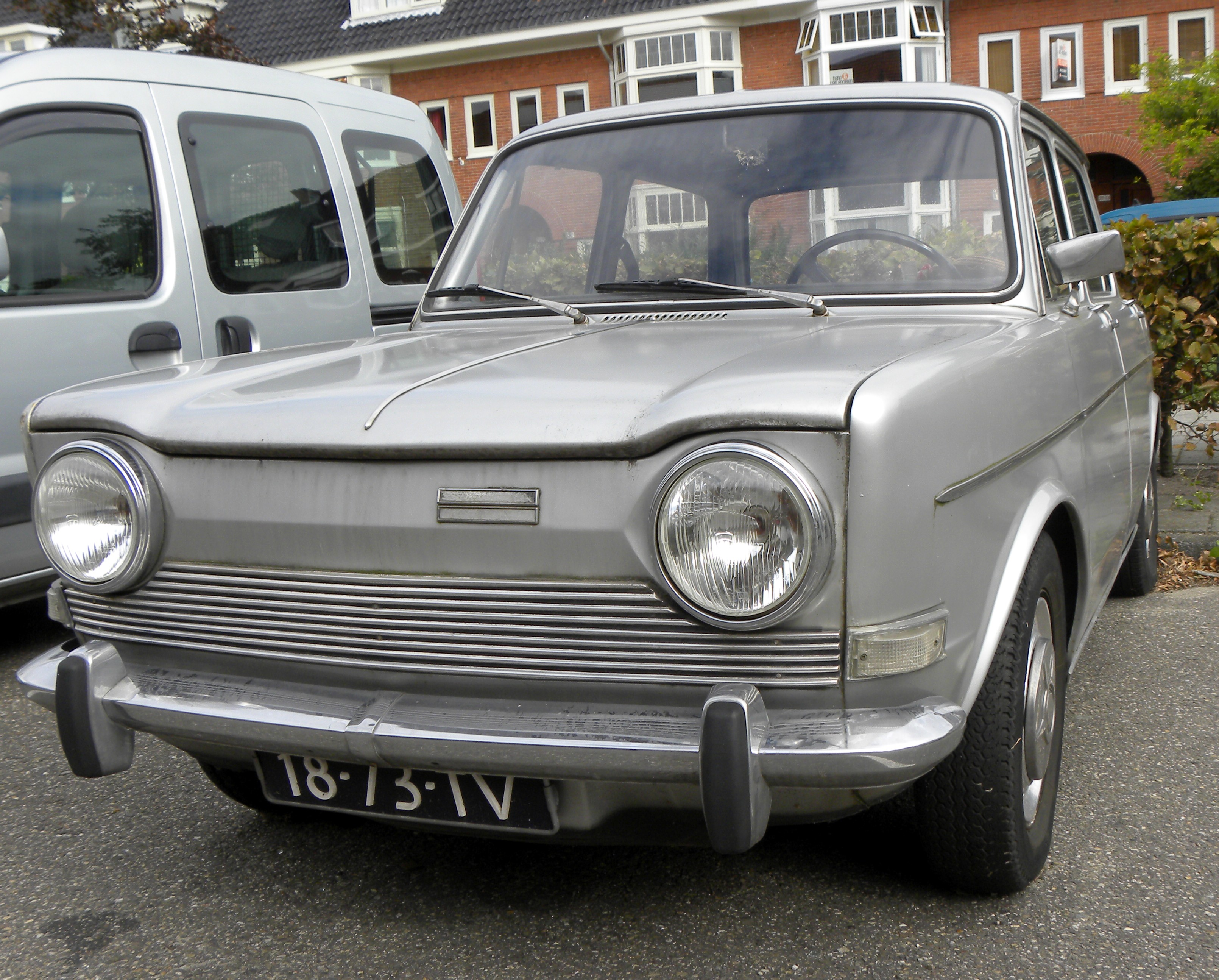
Simca 1000. Falsa parrilla delantera en un vehículo de motor trasero.
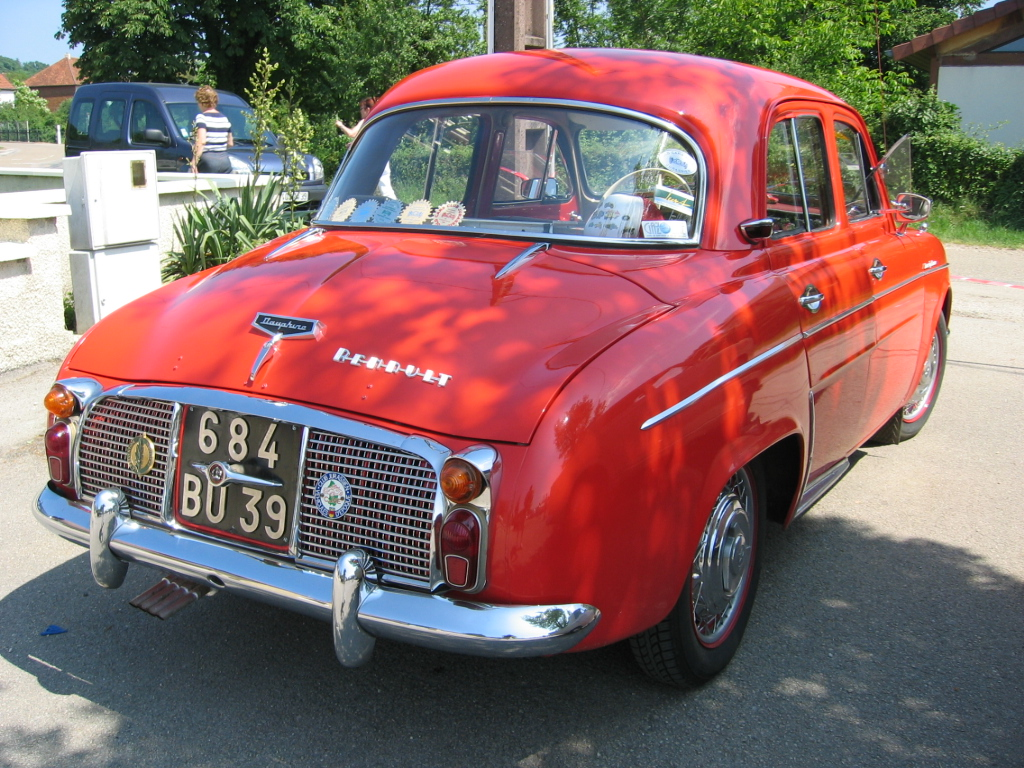
Renault Dauphine, parrilla para el enfriamiento del motor trasero.
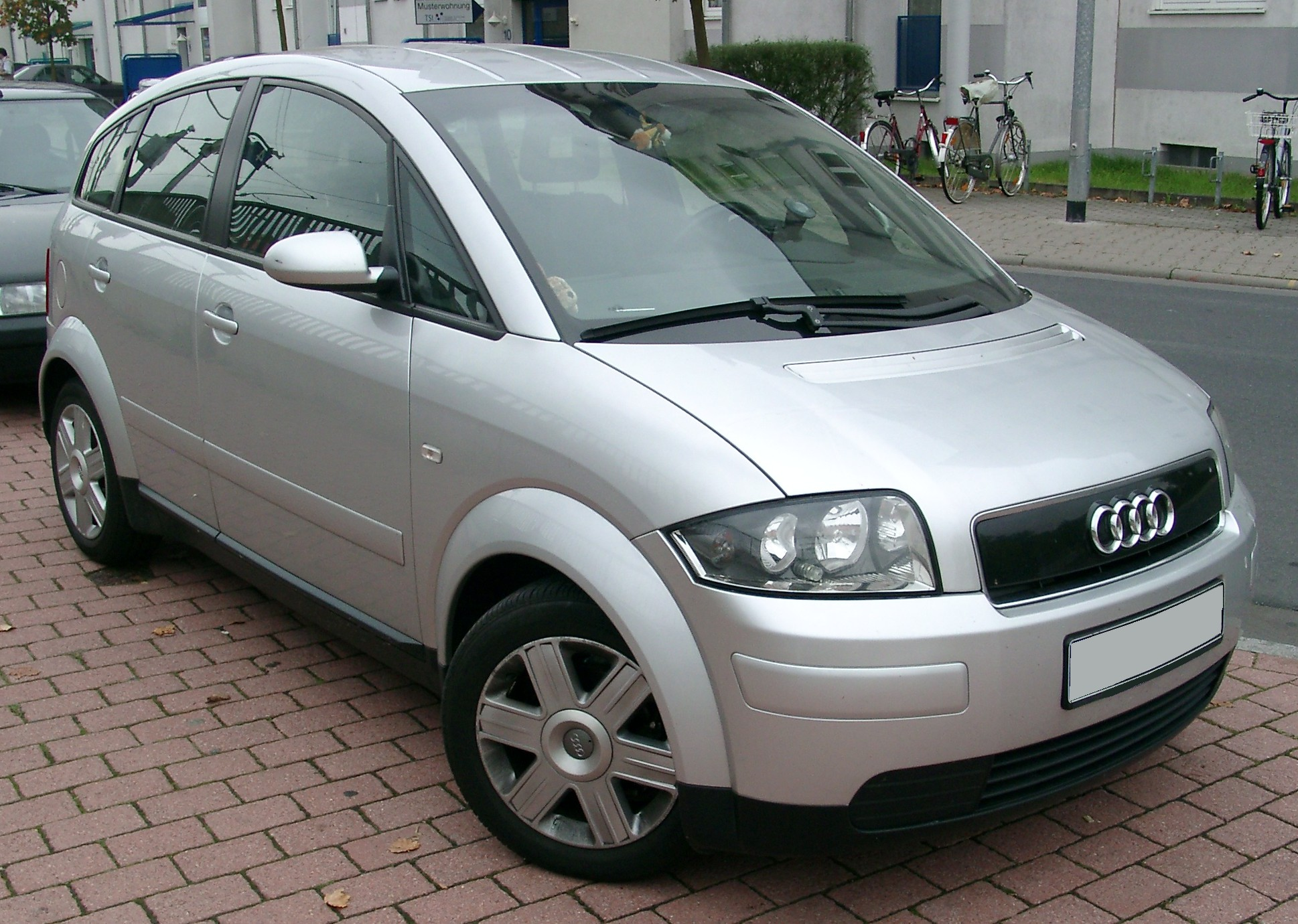
Audi A2. Falsa parrilla sellada al aire. La toma de aire real está debajo del parachoques. La segunda serie de este vehículo incorporó una imitación de una parrilla normal, en contraposición con el plástico liso de la primera serie.

## Neumáticos de bandas blancas
Los neumáticos de bandas blancas se caracterizan por disponer de una banda de goma blanca en los laterales externos. Eran una característica de los coches de lujo, o al menos, de los coches que aspiraban a ser considerados como lujosos.
Su fabricación y mantenimiento es más complejo, y además la goma blanca es más débil mecánicamente que la negra, debido a los distintos aditivos que necesita. Neumáticos de bandas blancas siguen como opción de fábrica en el Lincoln Town Car. 

### Ejemplos

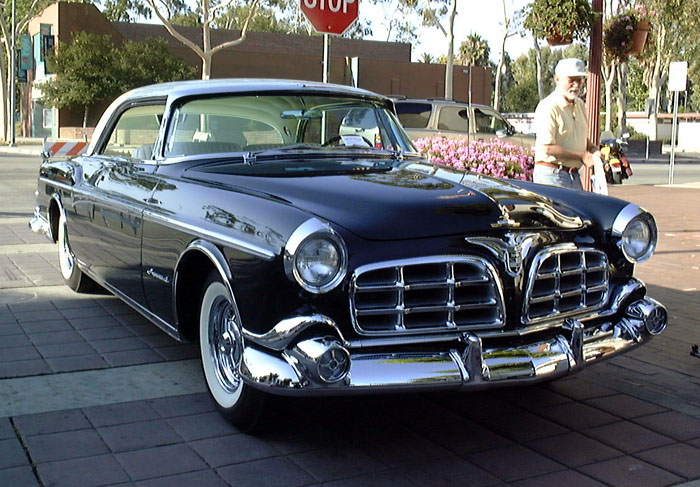
Chrysler Imperial de 1955. Neumáticos de bandas blancas. El vehículo, además, es un hardtop de dos puertas
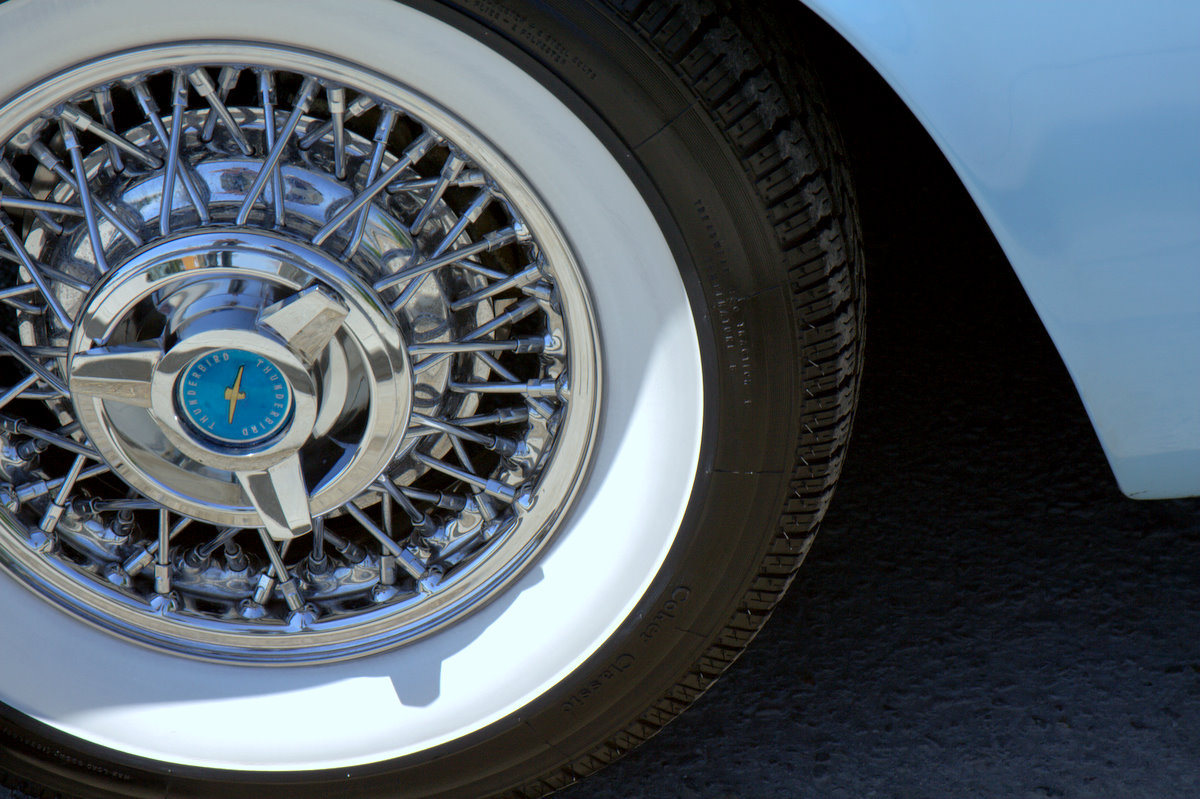
Neumático de banda blanca en un Ford Thunderbird de 1957

## Tapa de rueda de repuesto
La tapa de rueda de repuesto es una característica muy imitada por automóviles estadounidenses de lujo, también conocido como la tapa del capó o tapa de cubo de basura (es así como la llamaban sus críticos), es una moldura en la tapa del capó que simulaba cubrir la rueda de repuesto. 
El nombre tapa de cubo de basura está recogido por Michael Sedgwick en su libro Automóviles de los años 50 y 60.

### Ejemplos

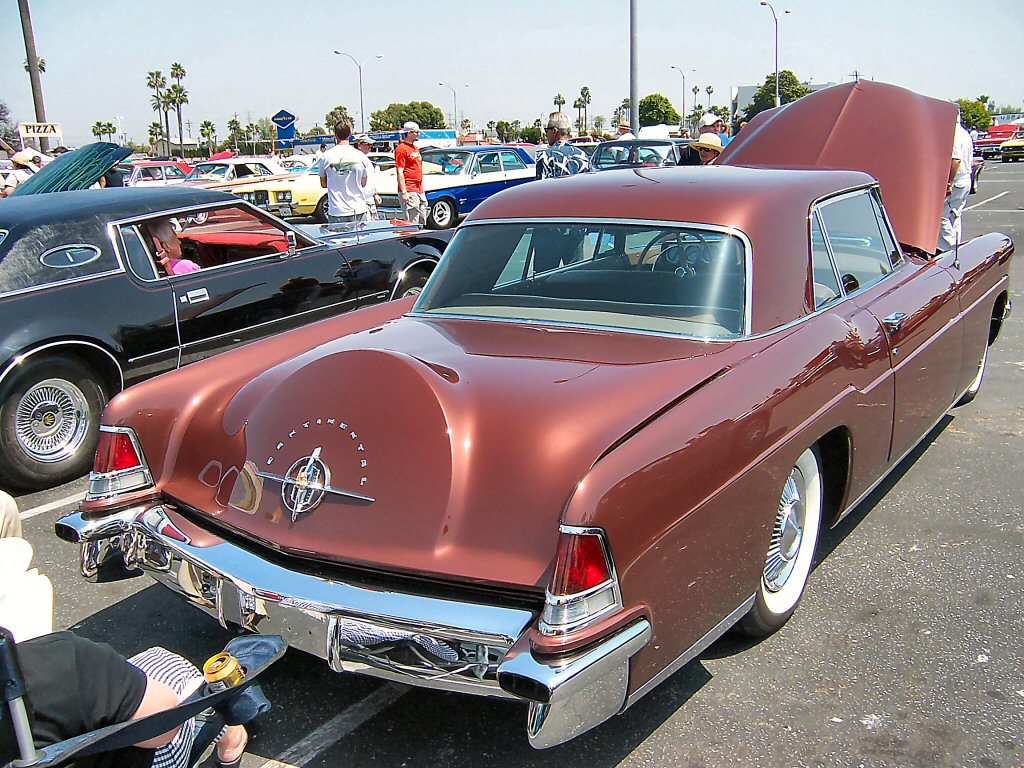
Lincoln Continental Mark II. El coche que empezó la moda. La rueda de repuesto estaba realmente debajo de la moldura, entorpeciendo el acceso al maletero. El coche negro de la izquierda tiene una Opera Window en el Pilar C.
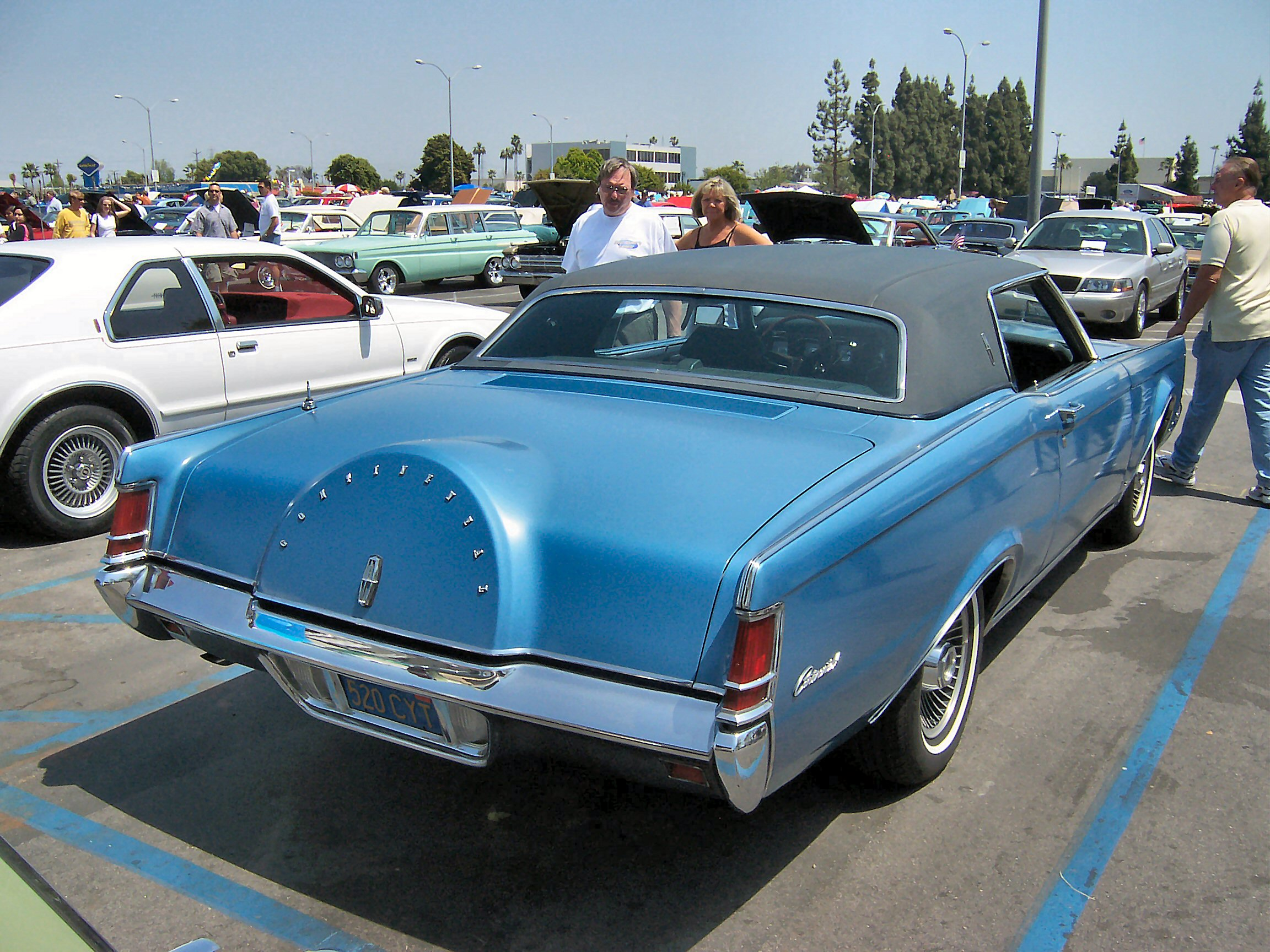
Lincoln Continental Mark III, 1970. La rueda de repuesto ya no está realmente debajo de la moldura. Uno de estos vehículos aparece en la película The French Connection.
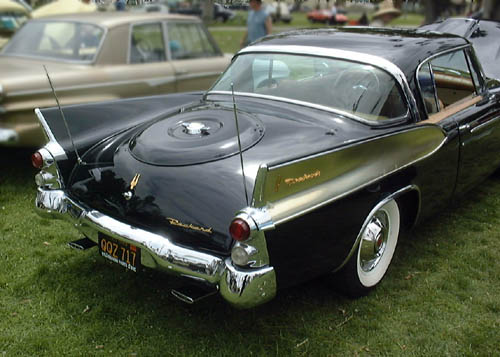
Packard Hawk. La tapa de rueda de repuesto como simple adorno.
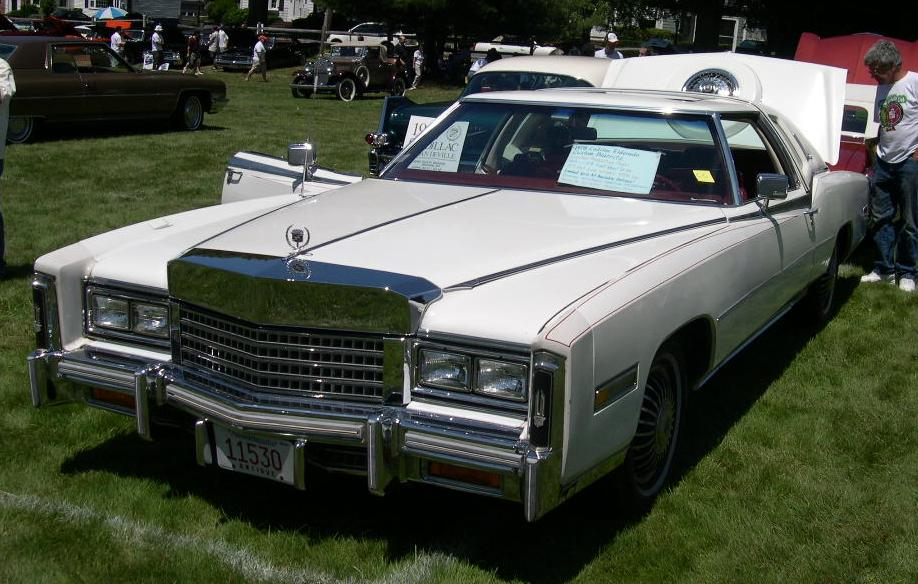
Cadillac Eldorado Biarritz de 1976. Tapa de rueda de repuesto en el maletero. Nótense los radios de la falsa rueda.

Comenzó siendo un elemento estilístico en el coche de super-lujo de 1955 Lincoln Continental Mark II. Este elemento imitaba a los coches de lujo de los años 1920 y 1930, que frecuentemente portaban la rueda (o las ruedas) de repuesto en esta posición. Este vehículo portaba realmente la rueda de repuesto debajo de la moldura, lo cual entorpecía el acceso al maletero. El Continental Mark II era un coche de súper-lujo, vendido al nivel de precio de los Rolls Royce contemporáneos y con nivel de calidad de fabricación superior a cualquier otro producto Lincoln. Lincoln (la división de coches de tope de gama de Ford) lo vendía a un precio inferior al precio de coste, ya que era lo que se llama un loss leader, esto es, un producto que de por sí hace perder dinero a la compañía, pero que estimula la venta de otros productos.
Siendo un éxito la Tapa de rueda de repuesto como símbolo de distinción, otros fabricantes empezaron a incorporarlo, pero como un simple adorno, sin cubrir realmente la rueda de repuesto, vistos los inconvenientes de la colocación de la rueda de repuesto en esa posición.
Otros fabricantes hicieron su propia adaptación del tema, trasladando la Tapa de rueda de repuesto al centro de la tapa del maletero, donde, como es lógico, nunca se situó realmente la rueda de repuesto. Hasta coches económicos como el Plymouth Valiant de 1960 terminaron por incorporar este adorno.

## Ruedas de radios

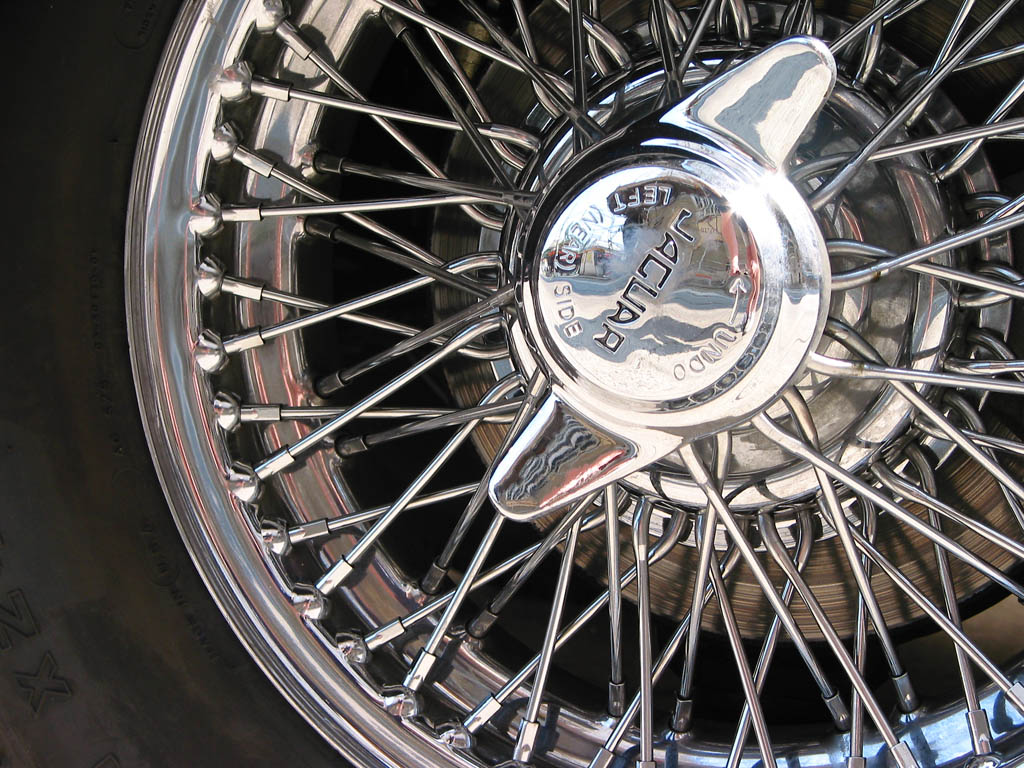
Auténticas ruedas de radios de un Jaguar XK con tuerca central tipo mariposa.

Antes de 1960, los coches deportivos a menudo venían equipados con ruedas (llantas) de radios (rayos) con una tuerca central tipo mariposa knockoff, pero en los años 60, las llantas de aleaciones ligeras se convirtieron en un elemento común y ahora predominan. Las ruedas de radios son más caras de fabricar, más difíciles de mantener (en algunos casos los radios podían combarse y perder el equilibrado) y más pesadas que la ruedas metálicas convencionales, aunque tienen el efecto positivo de buena ventilación a los frenos.
Finalmente, los fabricantes optaron por crear tapacubos que imitasen el aspecto de una rueda de radios y estos son un elemento puramente decorativo, cuyo único inconveniente es que es difícil limpiarlas.

### Ejemplos

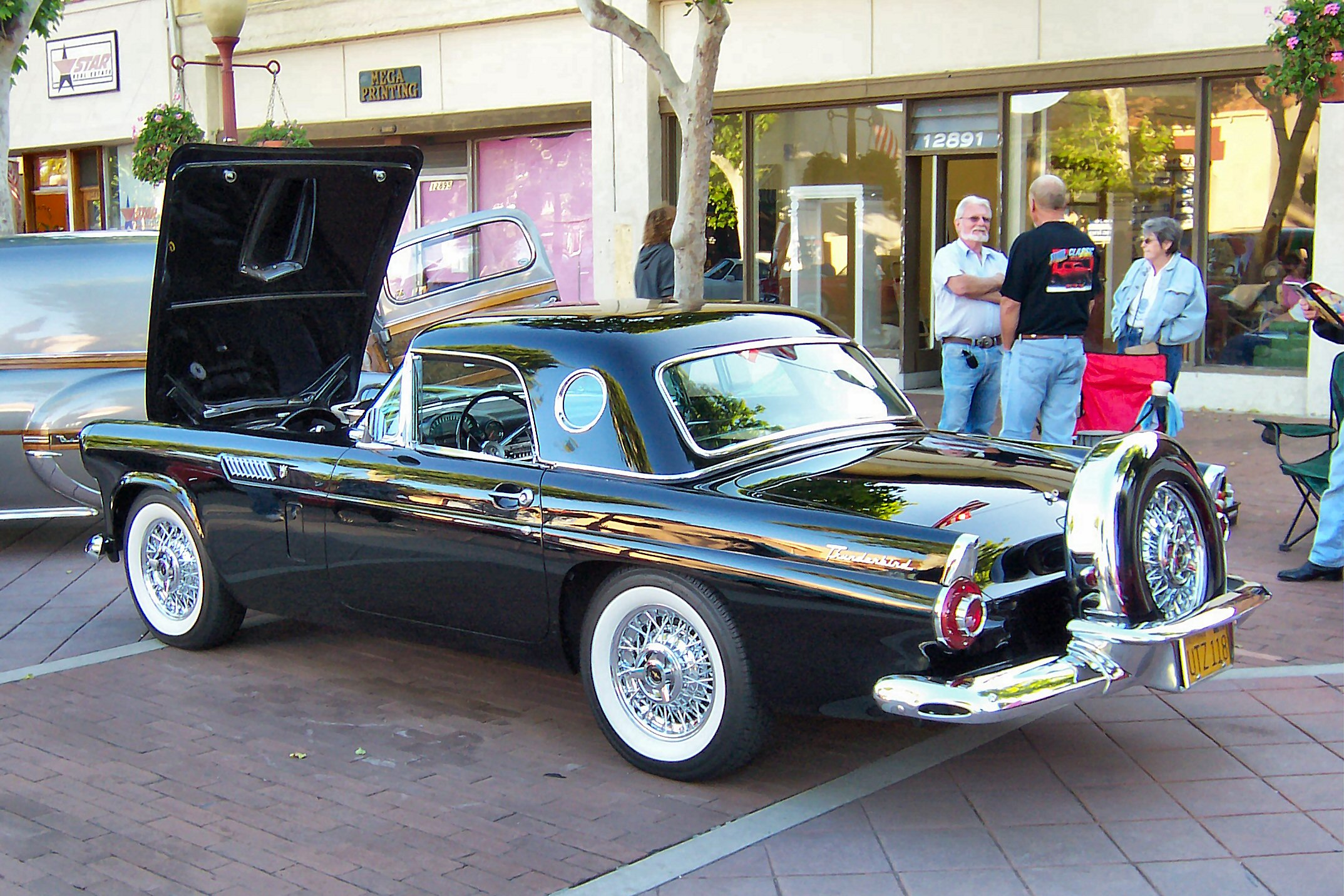
Ruedas de radios auténticas en un Ford Thunderbird de 1956.
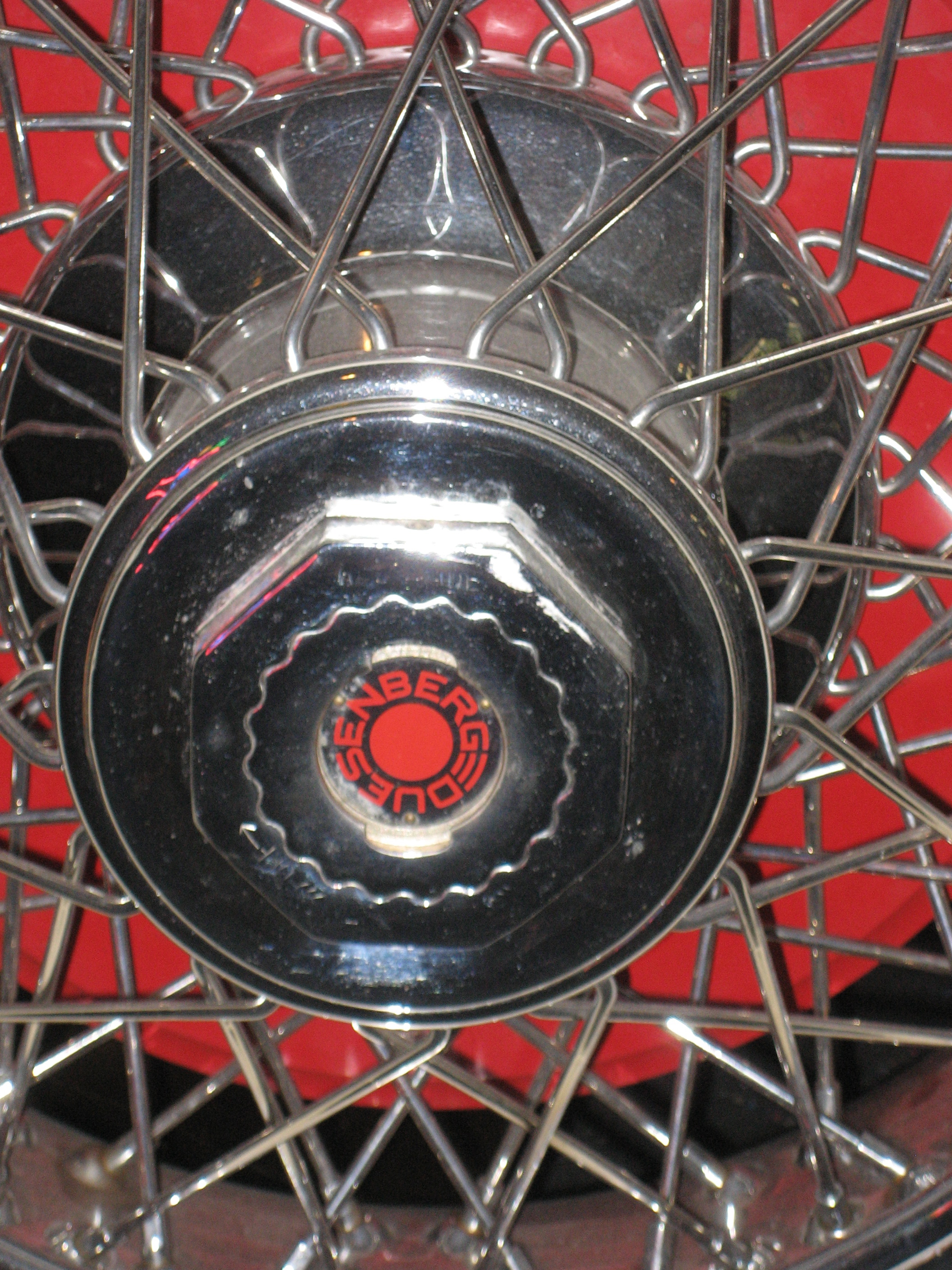
Tapacubos imitando ruedas de radios en un Duesenberg.
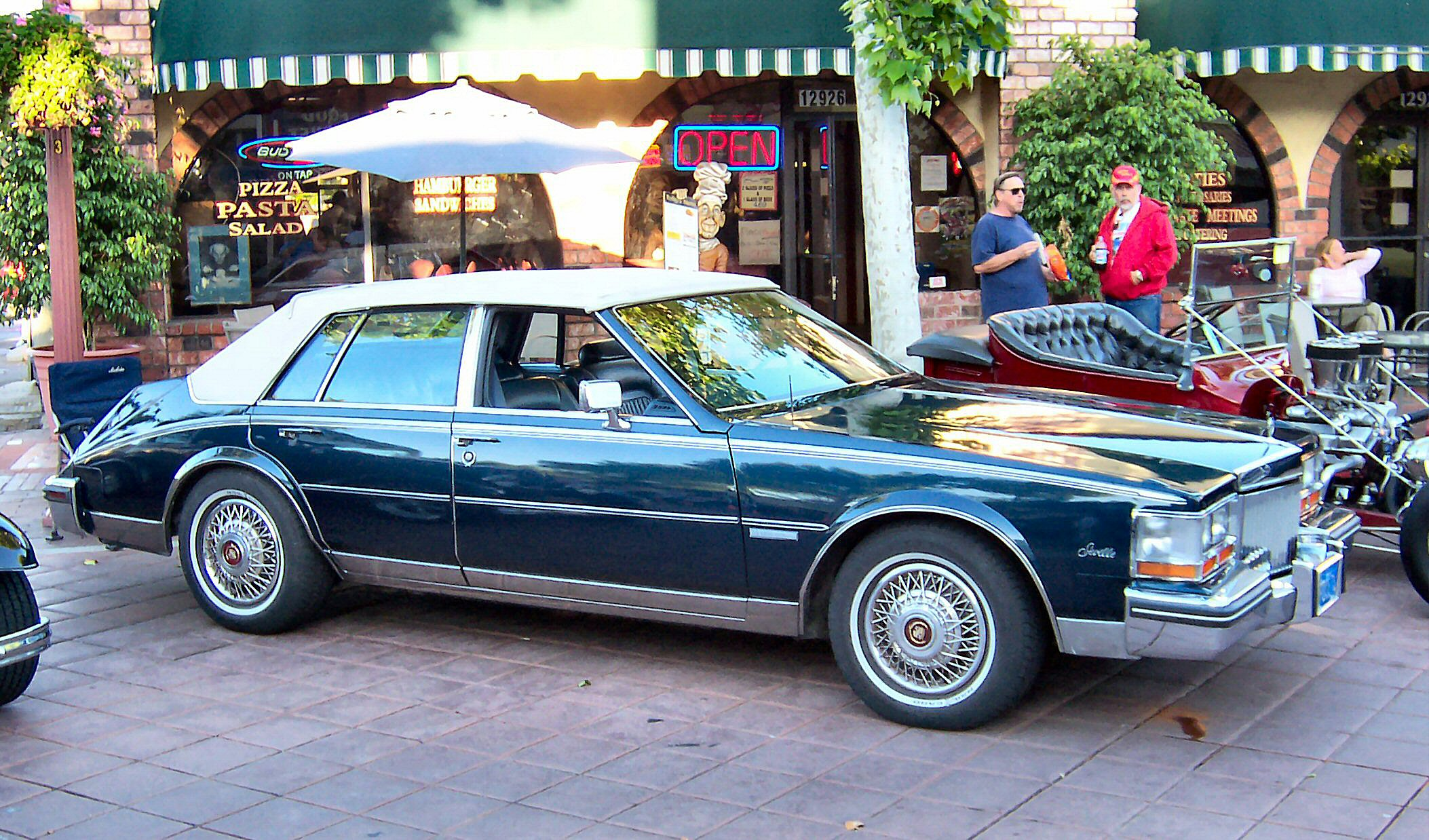
Imitación de ruedas de radios en un Cadillac Seville de 1980.
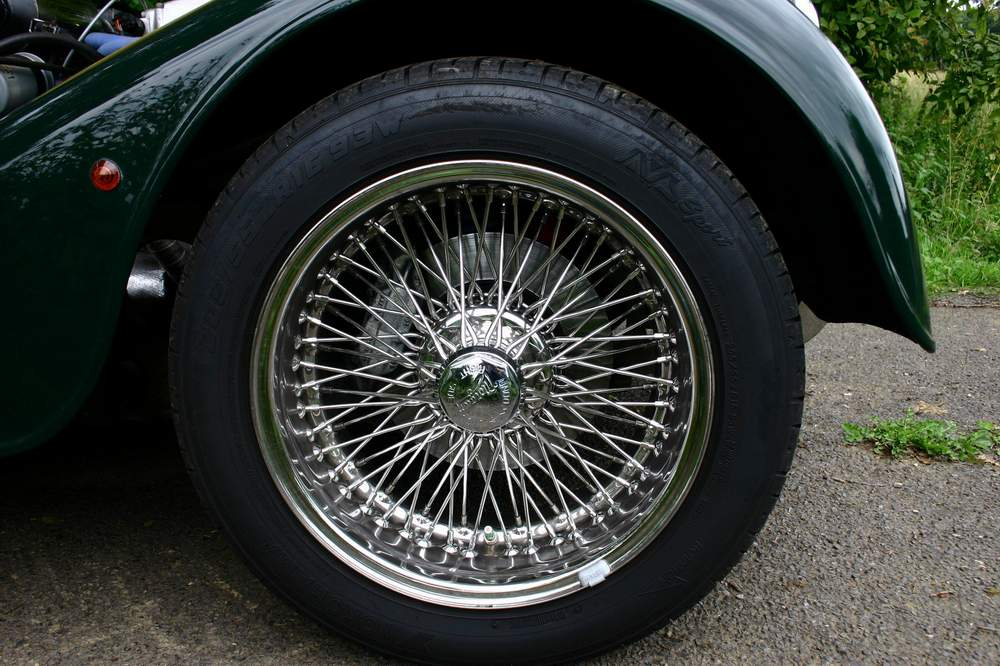
Llantas de radios de la gama clásica actual de un Morgan Roadster.

## Ornamento de capó

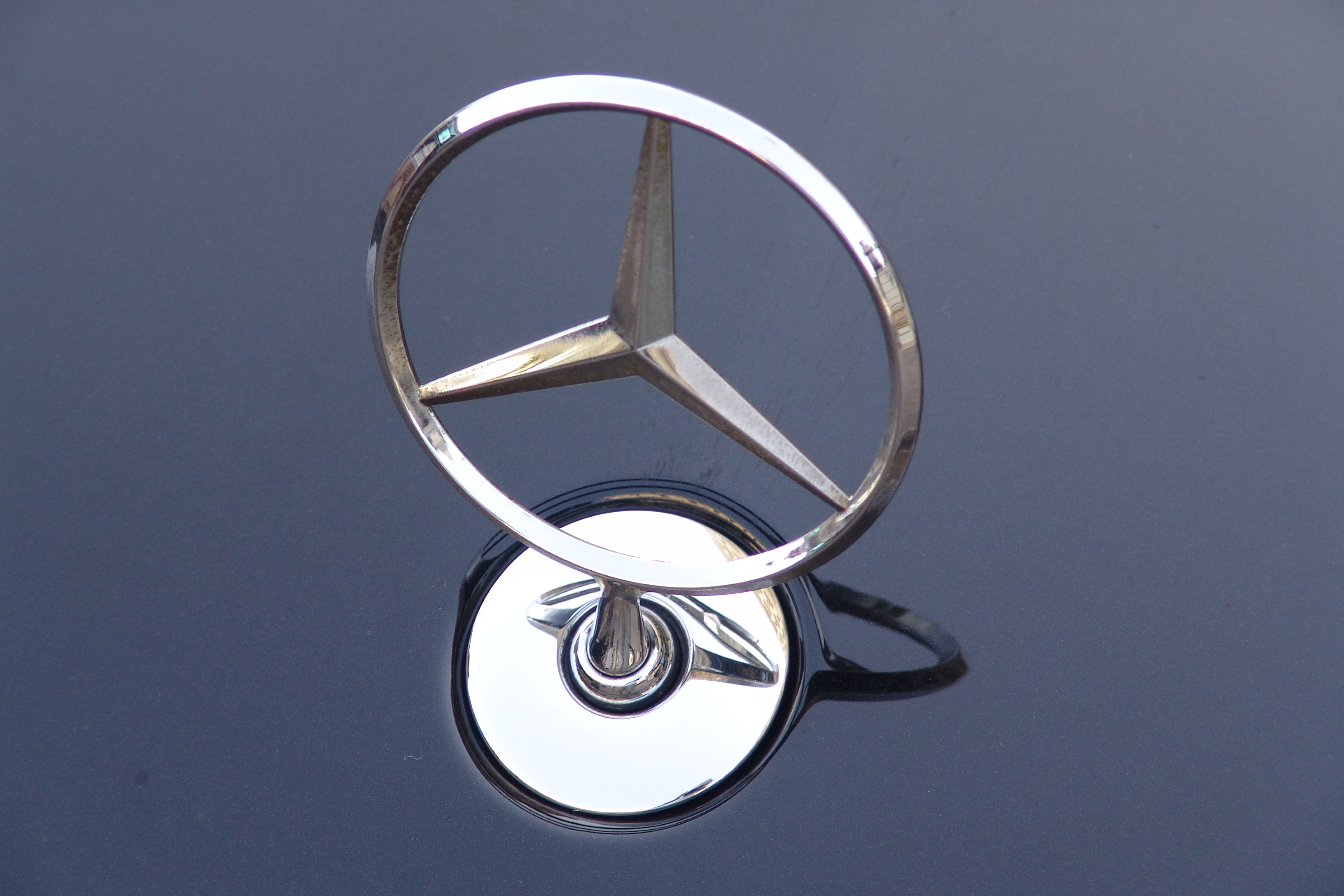
Ornamento de capó de Mercedes-Benz

En los primeros ornamentos de las tapas de radiador había un elemento funcional: Un termómetro para medir la temperatura del agua con la escala visible para el conductor. Este dispositivo se llamaba MotoMeter, y fue desapareciendo en los años 1920, sustituido por un termómetro de agua montado en el habitáculo. Los Ornamentos o mascotas (símbolos de la marca) fueron sustituyendo al Motometer en el cierre roscado del radiador. 
Las ornamentos más famosos son la estrella de tres puntas de Mercedes-Benz y el Espíritu del éxtasis de Rolls Royce.
Al evolucionar el diseño de carrocerías, el radiador pasó a estar oculto y estos ornamentos, ya sin ninguna función salvo la de adornar, siguió en el mismo lugar. Estos ornamentos en algunos casos quitan la visibilidad y son objeto frecuente de robos y vandalismo. Además, pueden ser peligrosos, ya que en caso de atropello con peatones pueden causar graves heridas. Este es el motivo por el cual Mercedes-Benz empezó a instalar sus estrellas sobre una bola articulada en los años 1970.

### Ejemplos

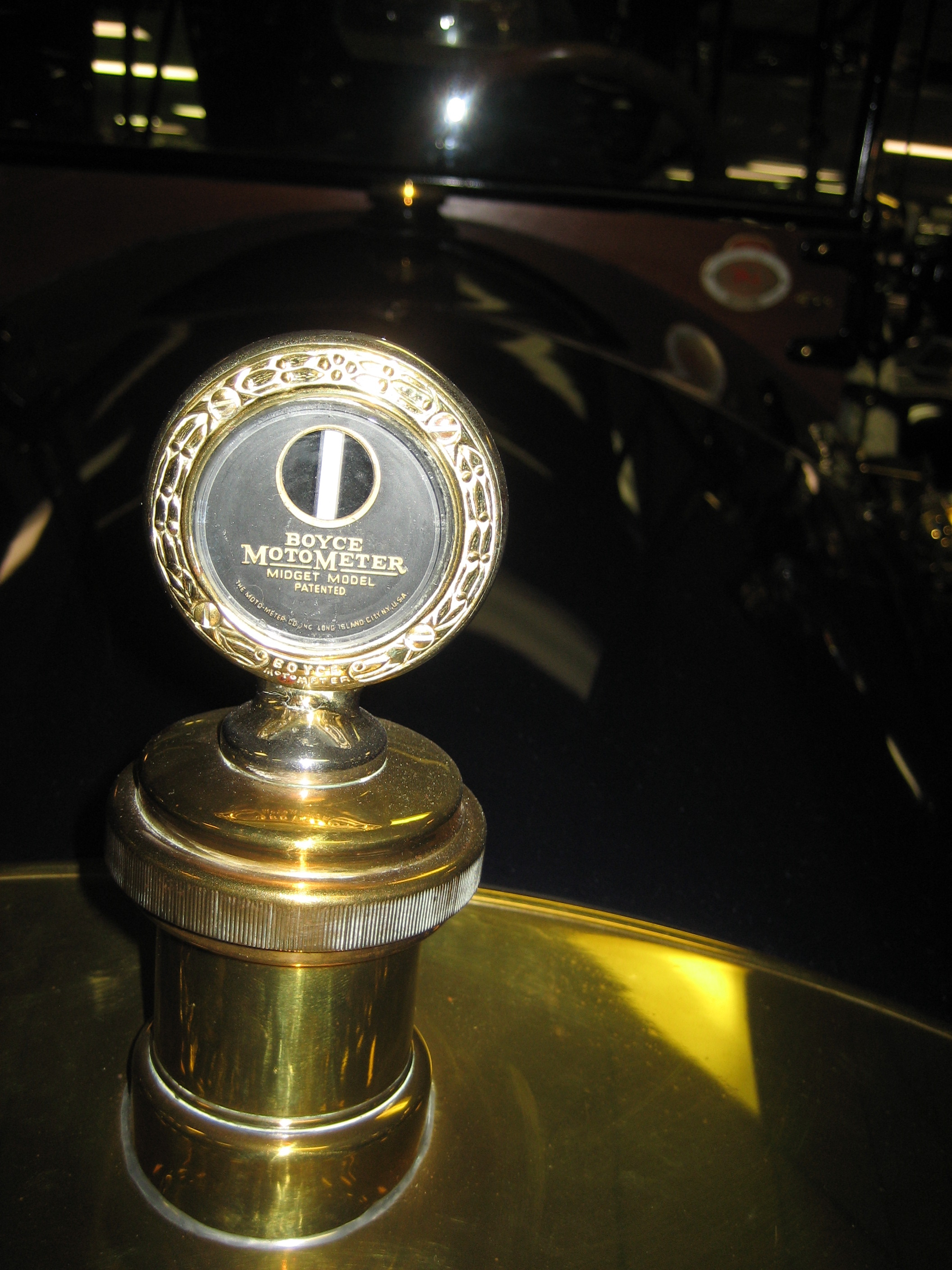
Tapón del radiador Boyce MotoMeter en un automóvil de 1913.
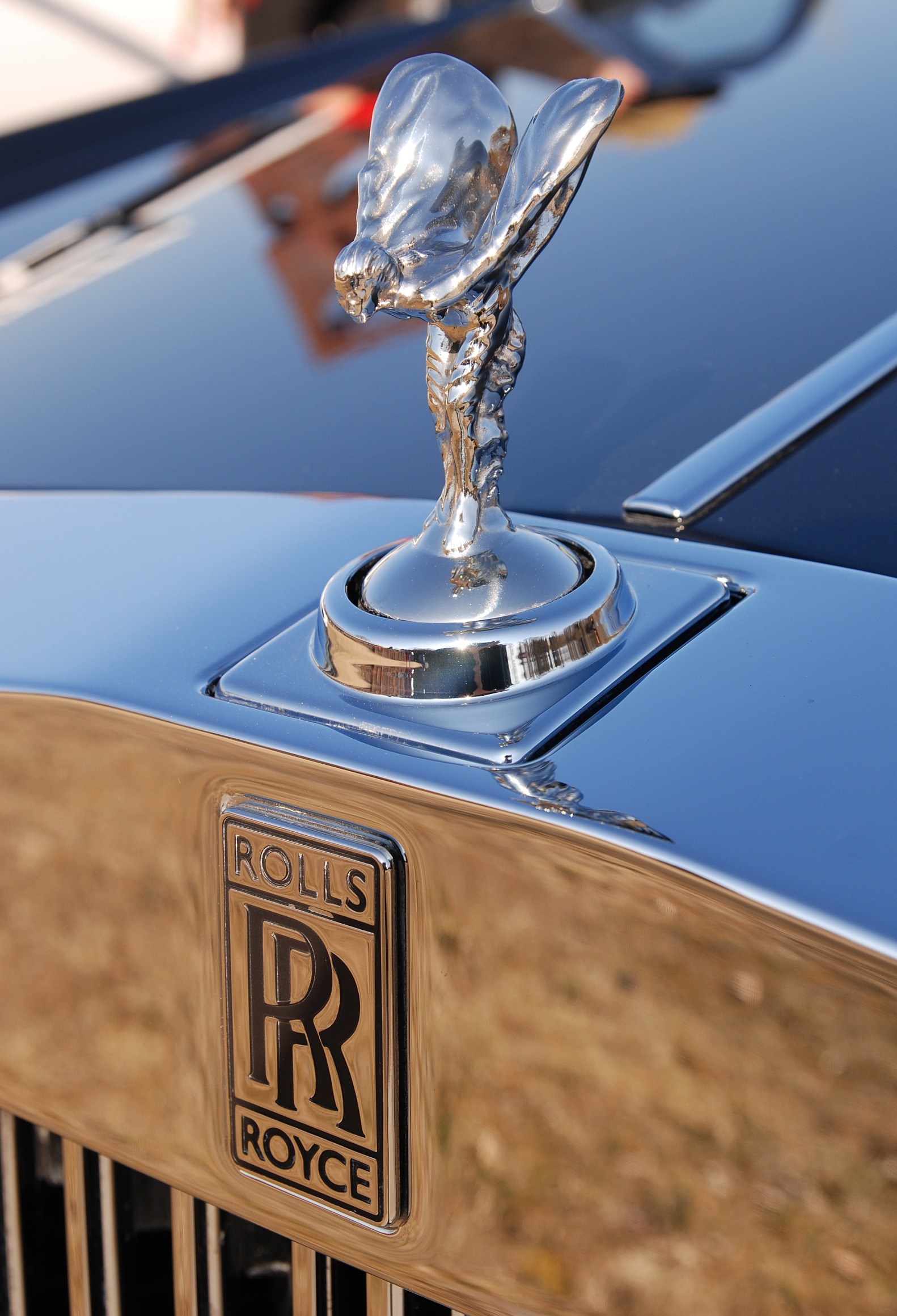
Espíritu del éxtasis o Emily en un Rolls Royce.
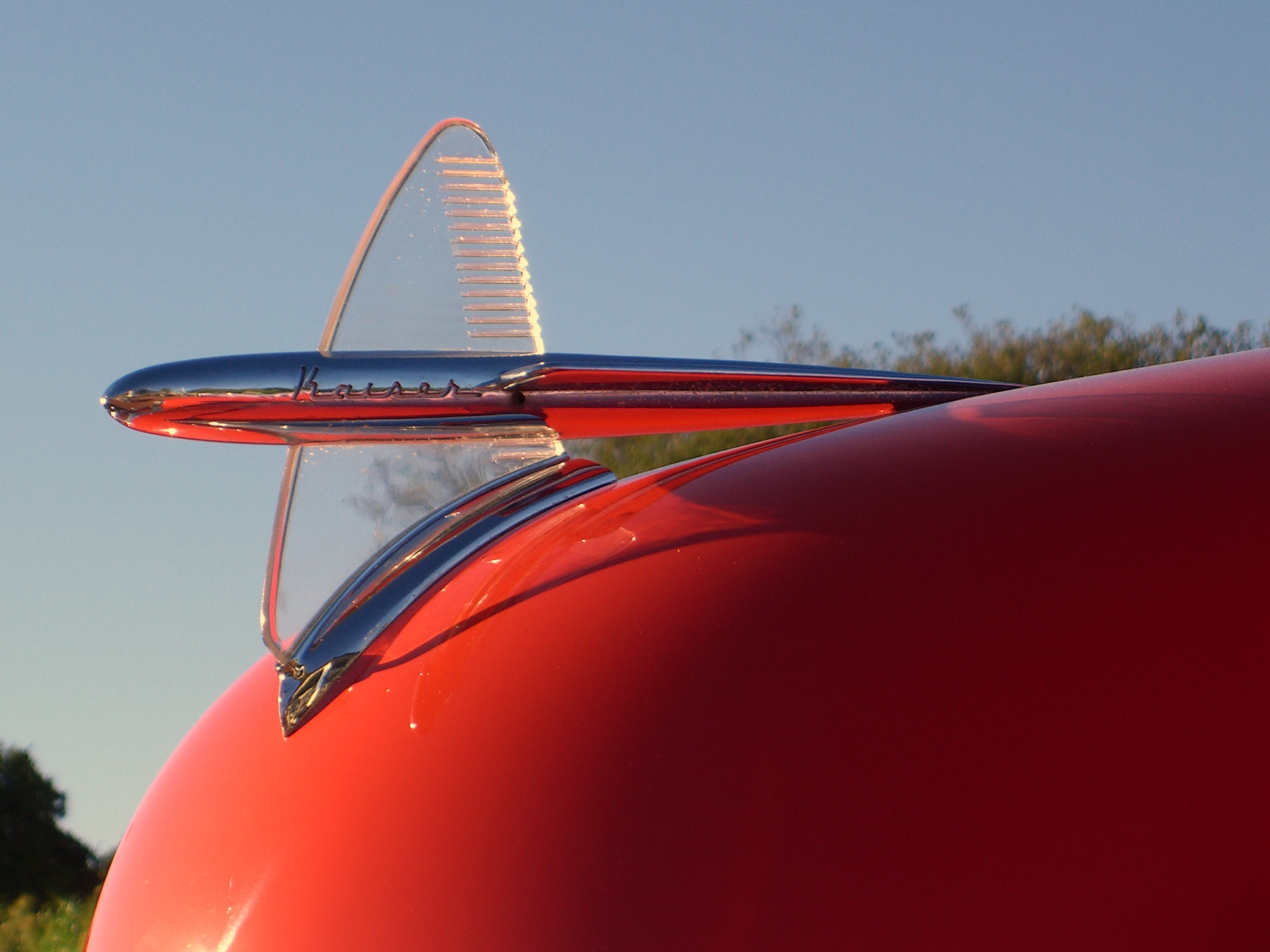
Adorno en un capo de un Kaiser  Virginian de 1949.
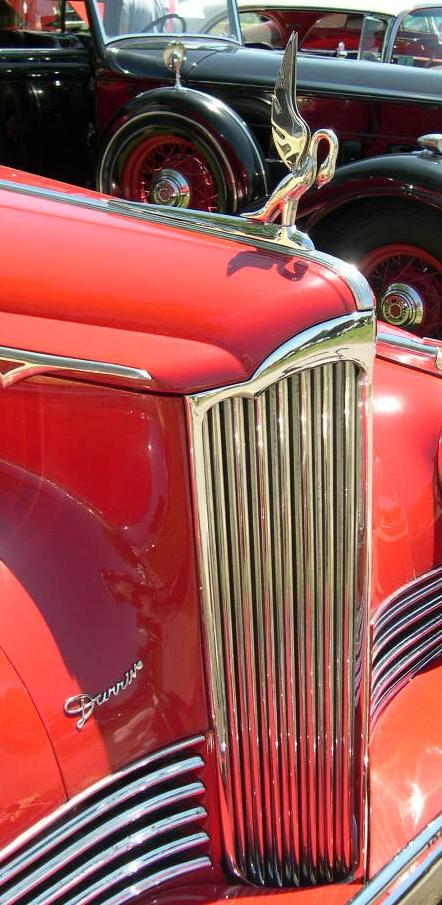
Pelícano de un Packard.
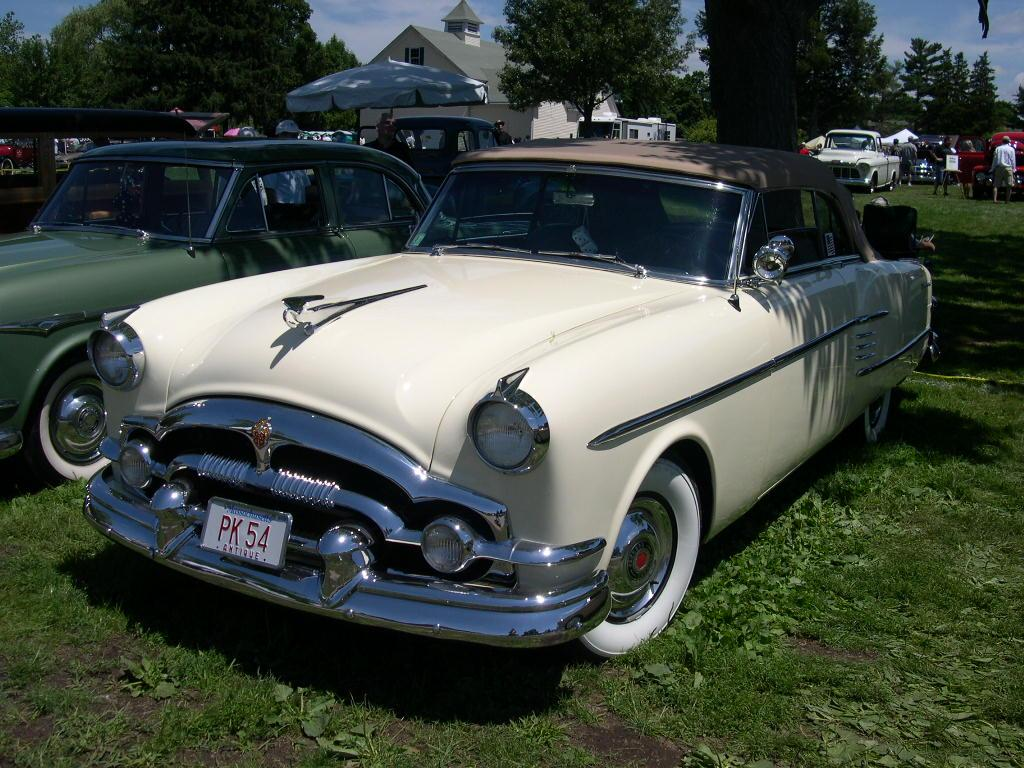
Motivo en forma de cohete en un Packard.
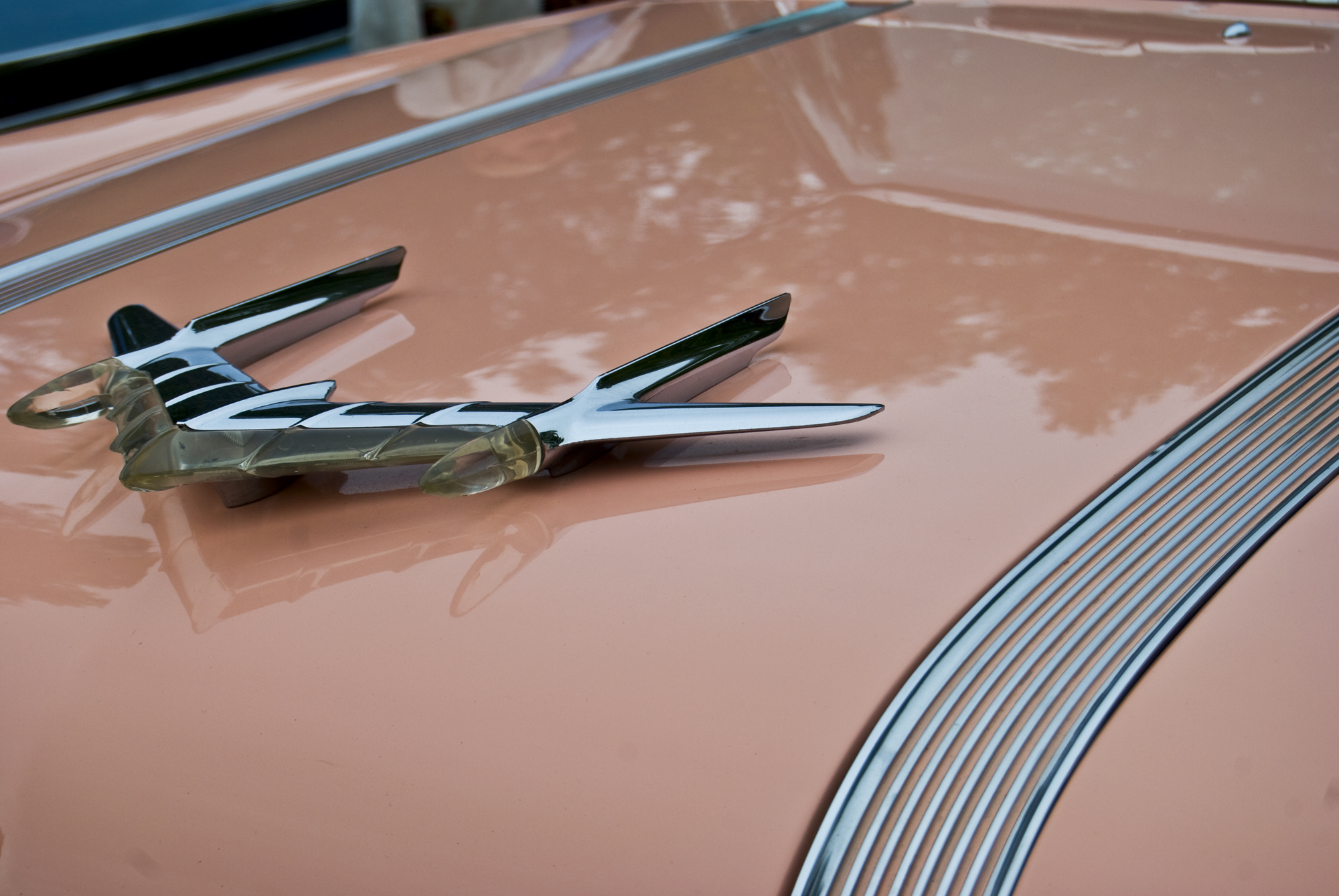
Ornamento de capó en forma de avión en un Pontiac de 1954.

## Perforaciones
Iniciados por Buick en 1949 (y llamándose inicialmente Ventiports), los Portholes eran una serie de tres o cuatro perforaciones en la aleta delantera del coche, detrás de las ruedas delanteras. El origen de este elemento estilístico estuvo en una personalización hecha por un particular en la cual, además, había una luz dentro de cada perforación, que se encendía sincronizadamente con cada bujía. Las Perforaciones no cumplían ninguna función real, salvo la de señalar que el vehículo era especial. Inicialmente, los Buick más económicos tenían 3 perforaciones, y los más caros 4. Cuando el número de huecos se popularizó en todos los modelos, los propietarios de Buick con 4 perforaciones se quejaron. 
El 2003 los huecos se reintrodujeron en el Buick Park Avenue. También aparecen el Buick Lucerne. En este último vehículo las versiones de 6 cilindros llevan 6 huecos, y las de 8 cilindros 8. También, en algunos autos europeos, algunos coches asimilaban los huecos como distinción de la cilindrada del motor, o si no como en el caso de Ford, (solo su línea europea) la colocación de un hueco, el cual era un escudito que decía la palabra Ghía, asimilando que era la versión más alta de la línea.

### Ejemplos

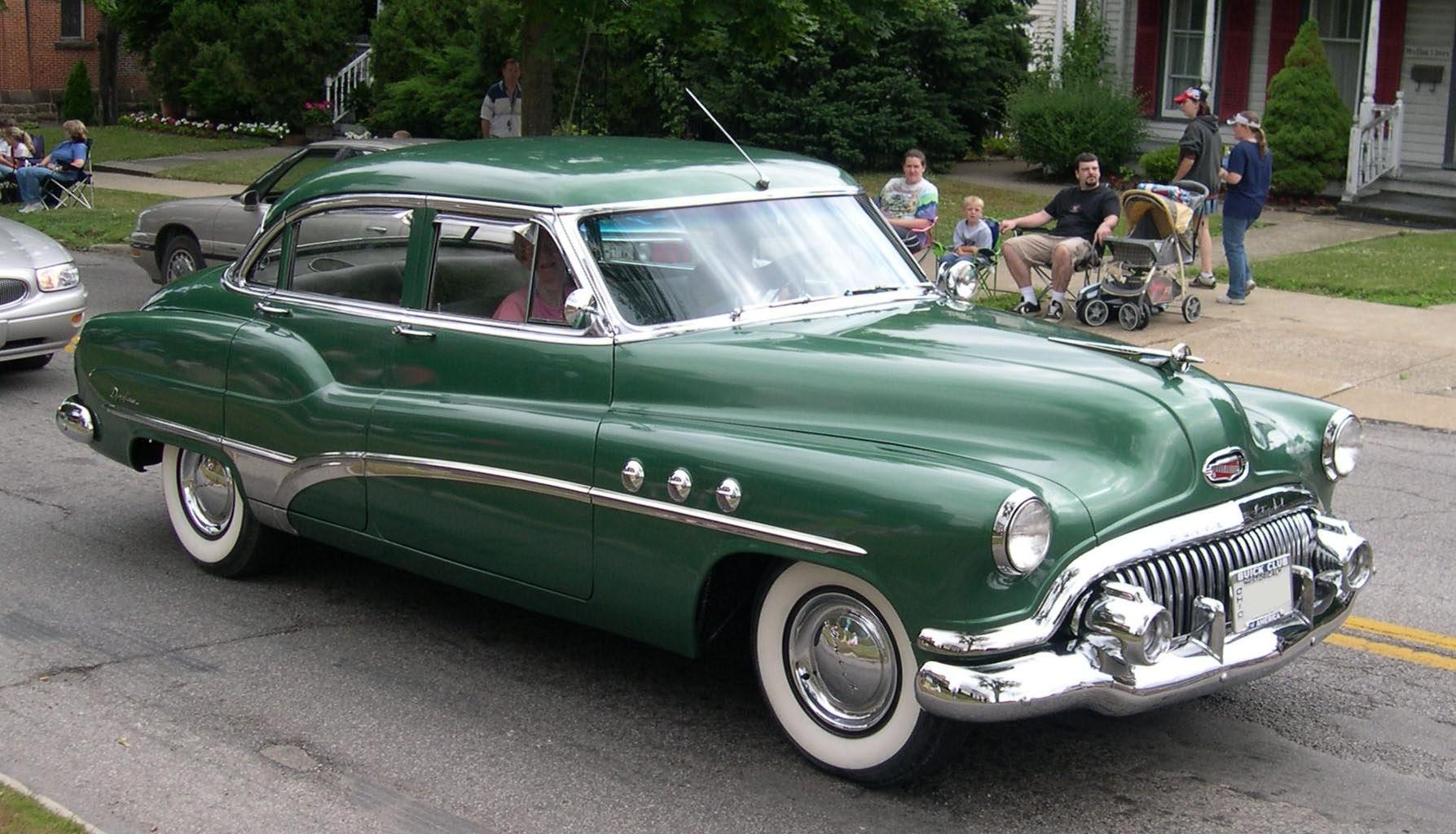
Buick de 1951. Las 3 Perforaciones indican que este era un Buick más económico.
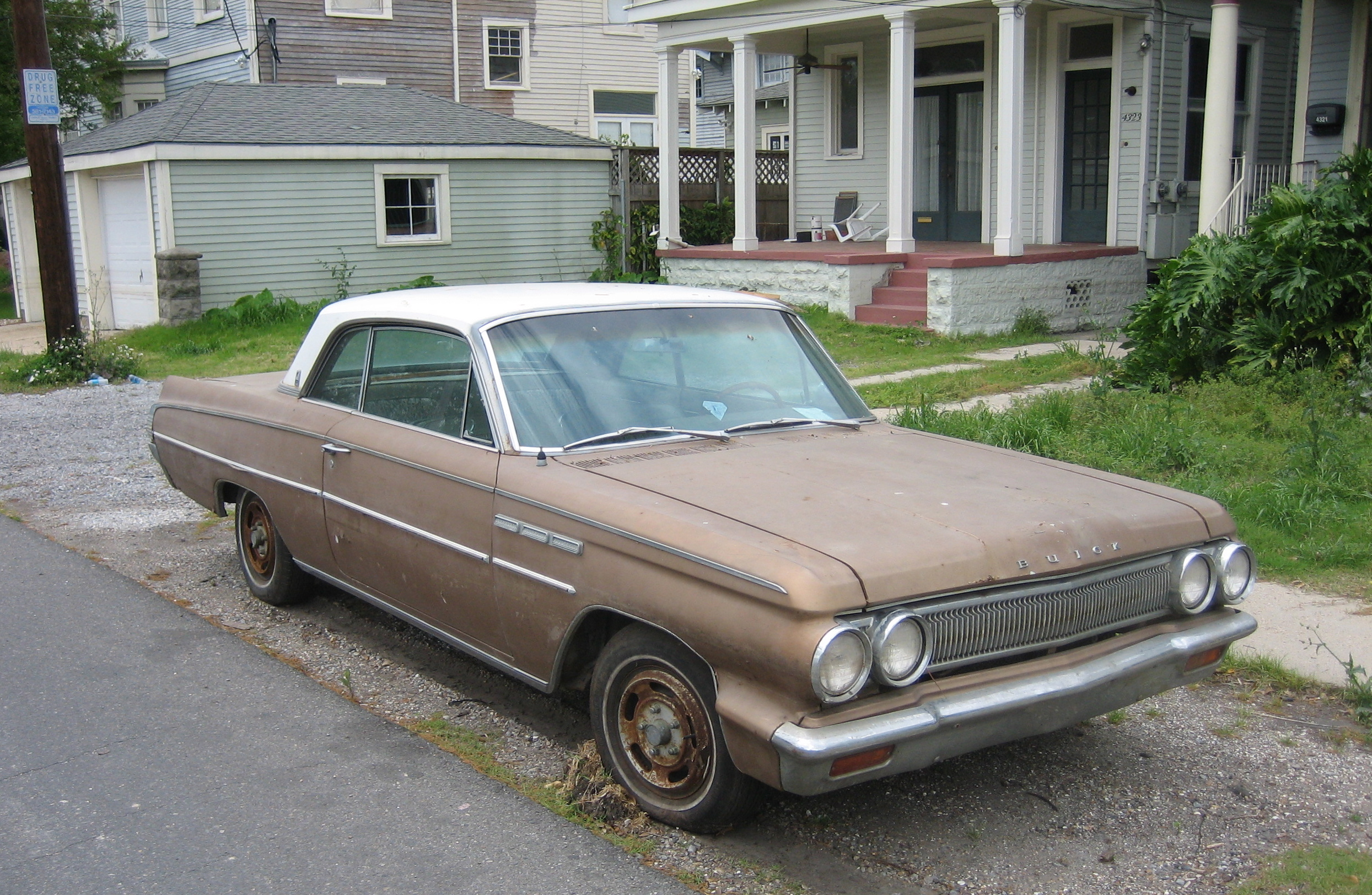
Buick Skylark de los años 1960. Las Perforaciones se han convertido en un adorno simbólico.
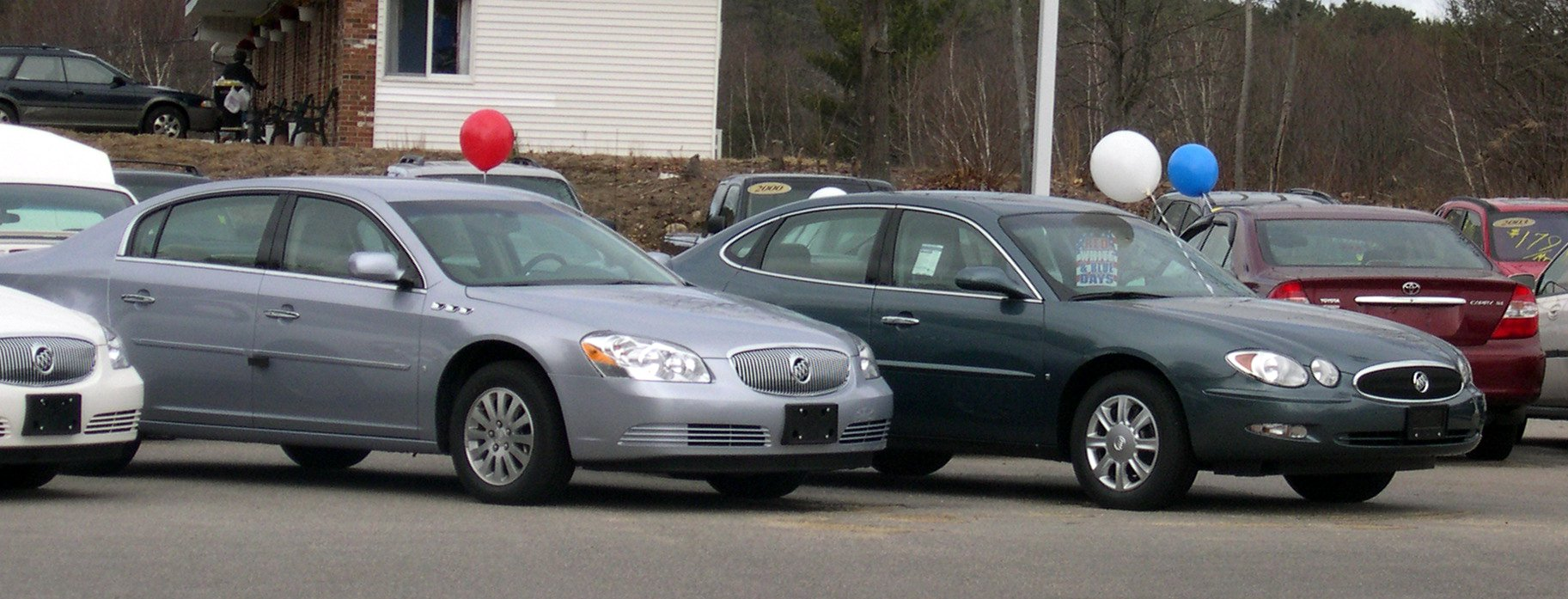
Buick Lucerne (centro) con 3 huecos, que indican que el vehículo tiene 6 cilindros.

## Alerones

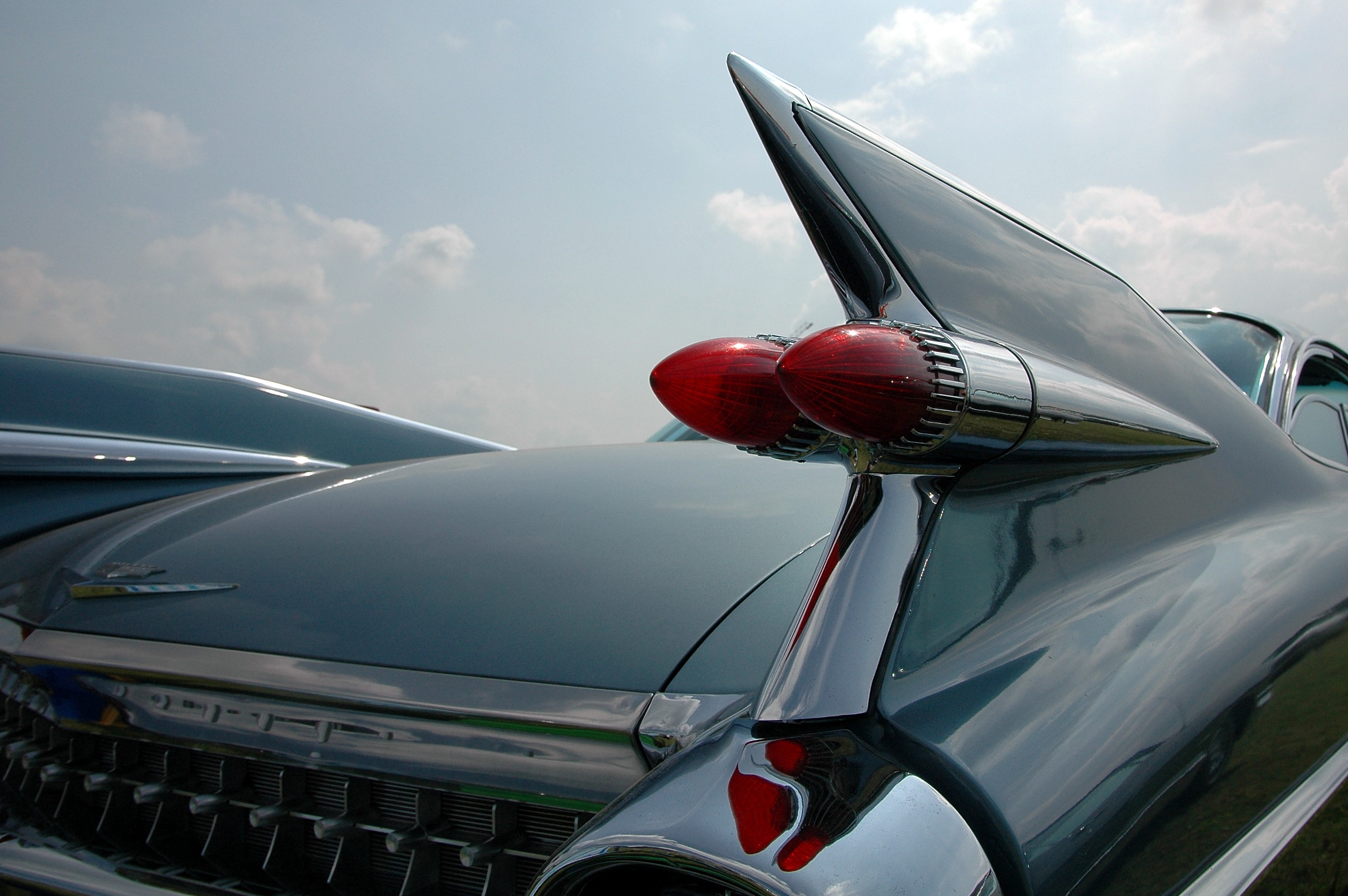
Cadillac de 1959 con alerones tipo cohete espacial, este vehículo se considera como el cenit de las aletas

Los alerones o aletas (Tailfins en inglés) se iniciaron en Estados Unidos, siendo comúnmente aceptado que el jefe de diseño de General Motors Harley Earl fue el primero en usarlas, inspirándose, según dijo, en el avión de caza P-38 Lightning. 
Fue también General Motors el fabricante que las utilizó con mayor entusiasmo, especialmente en su división de coches de lujo, Cadillac. En Ford, por ejemplo, las aletas nunca fueron tan grandes ya que Robert McNamara (definido muchas veces como tecnócrata) las consideraba una extravagancia (Fuente: Película-documental-entrevista con Robert Mcnamara Rumores de guerra, Fog of war). 
En los años 1950 se fueron extendiendo a más y más coches. Alcanzaron su máxima influencia en los años 1958-1960, siendo comúnmente aceptado que el coche que las utilizó de forma más extravagante y desmesurado fue el Cadillac Eldorado y Fleetwood de 1959 de Harley Earl. Empezaron a desaparecer a partir de 1960. A principios de los años 1960 ya sólo estaban presentes de forma vestigial en los modelos nuevos.
Los alerones no tenían ninguna función, salvo la de dar al automóvil un aspecto impresionante, y, se dijo en su día, dar estabilidad direccional al vehículo. Las aletas fueron criticadas por encarecer y lastrar el coche, entorpecer el acceso al maletero, complicar el mantenimiento anticorrosivo y ser un riesgo para los peatones (véase tailfin). 
Ejemplos:

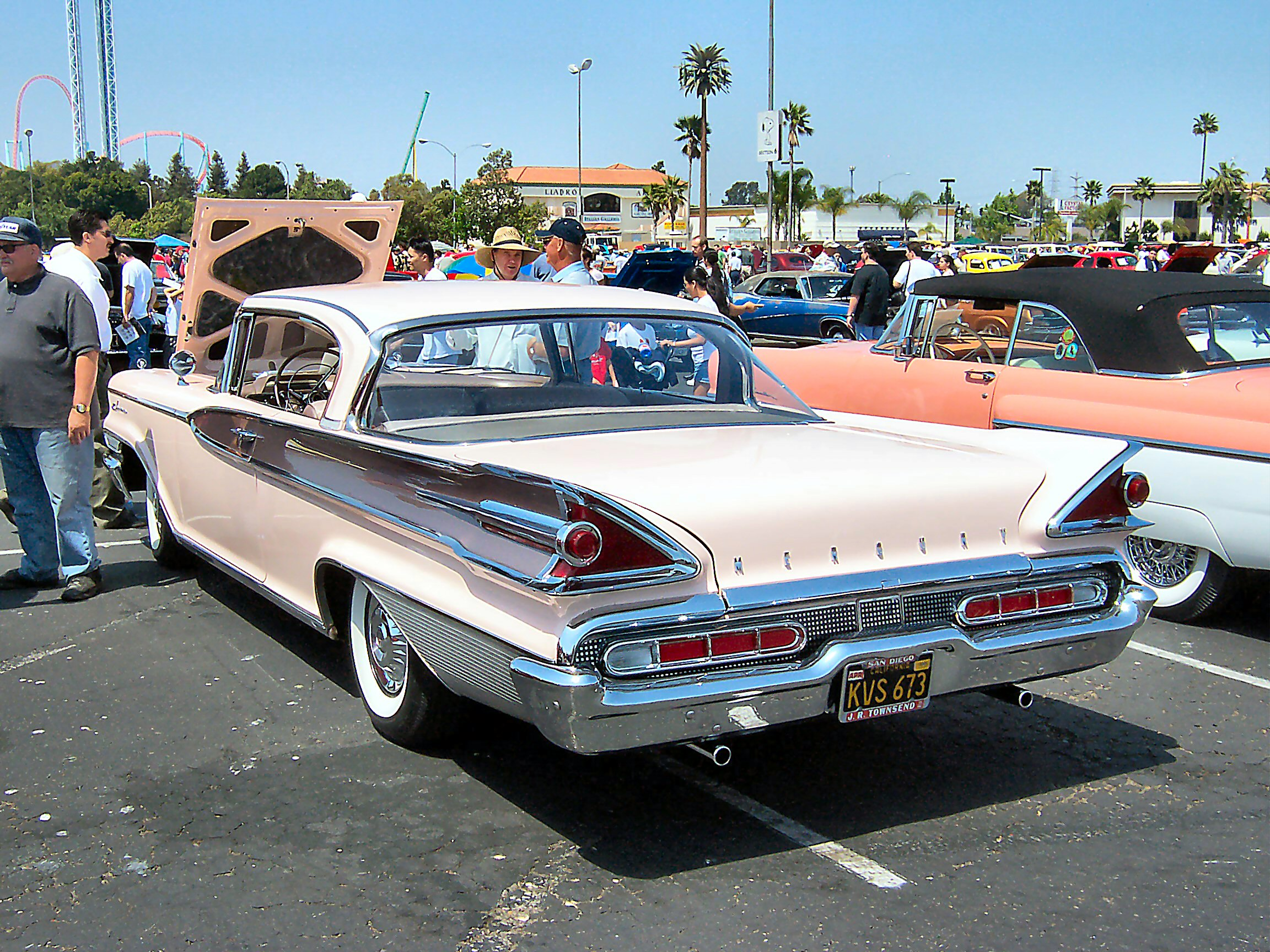
Mercury Park Lane de 1959. Robert McNamara, de Ford, consideraba a las aletas una extravagancia, por lo que se reservaban para los topes de gama de la compañía, como este Mercury. Este coche, además, fue criticado porque, al encenderse los intermitentes de noche, se veía iluminarse una punta de flecha (triángulo rojo) señalando al sentido opuesto al que iba a girar el vehículo.
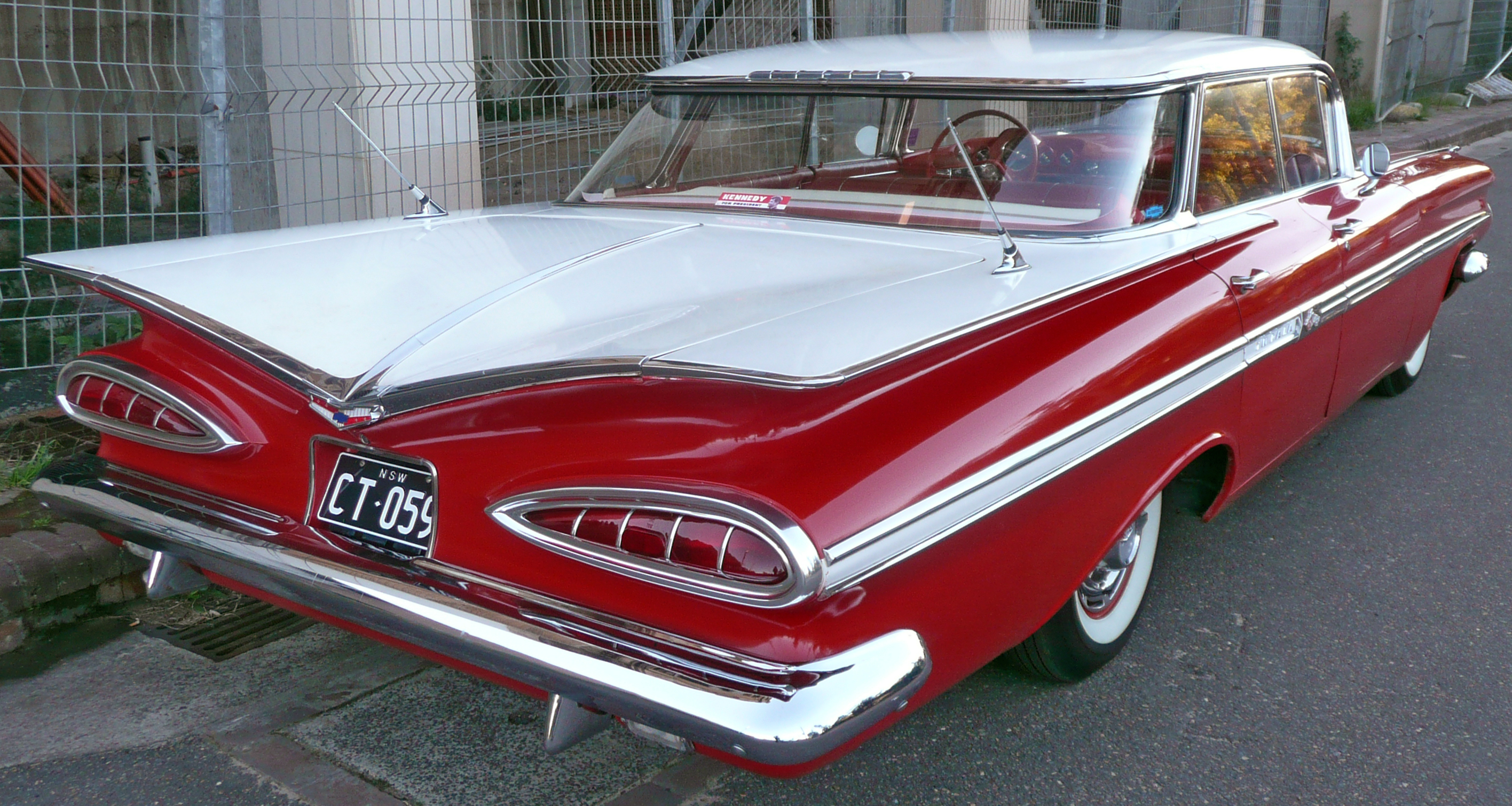
Chevrolet Impala cuatro puertas sin parantes de 1959. Un raro ejemplo de aletas horizontales. Los coches de General Motors tuvieron las aletas más exageradas.
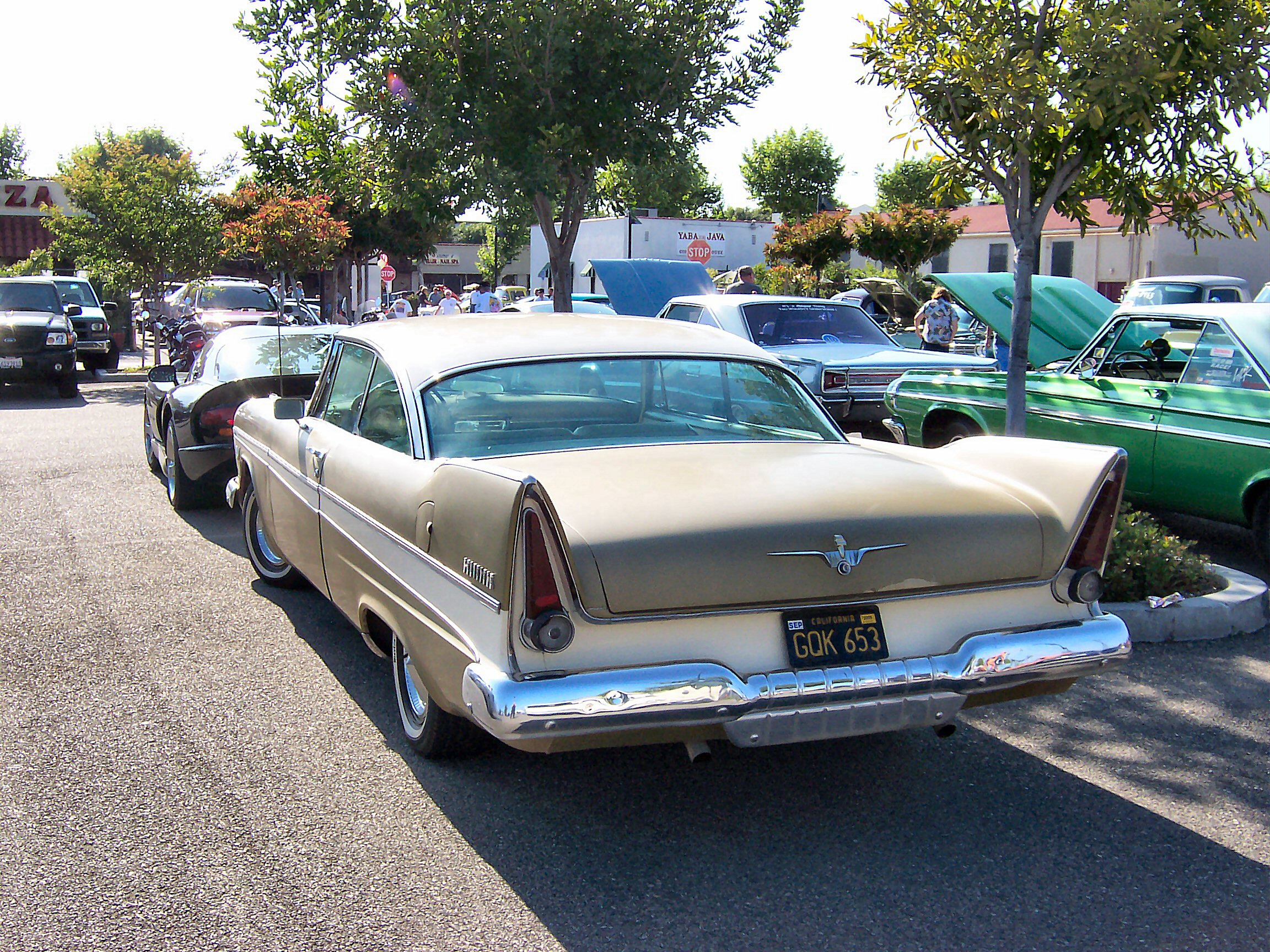
Plymouth Belvedere de 1957.
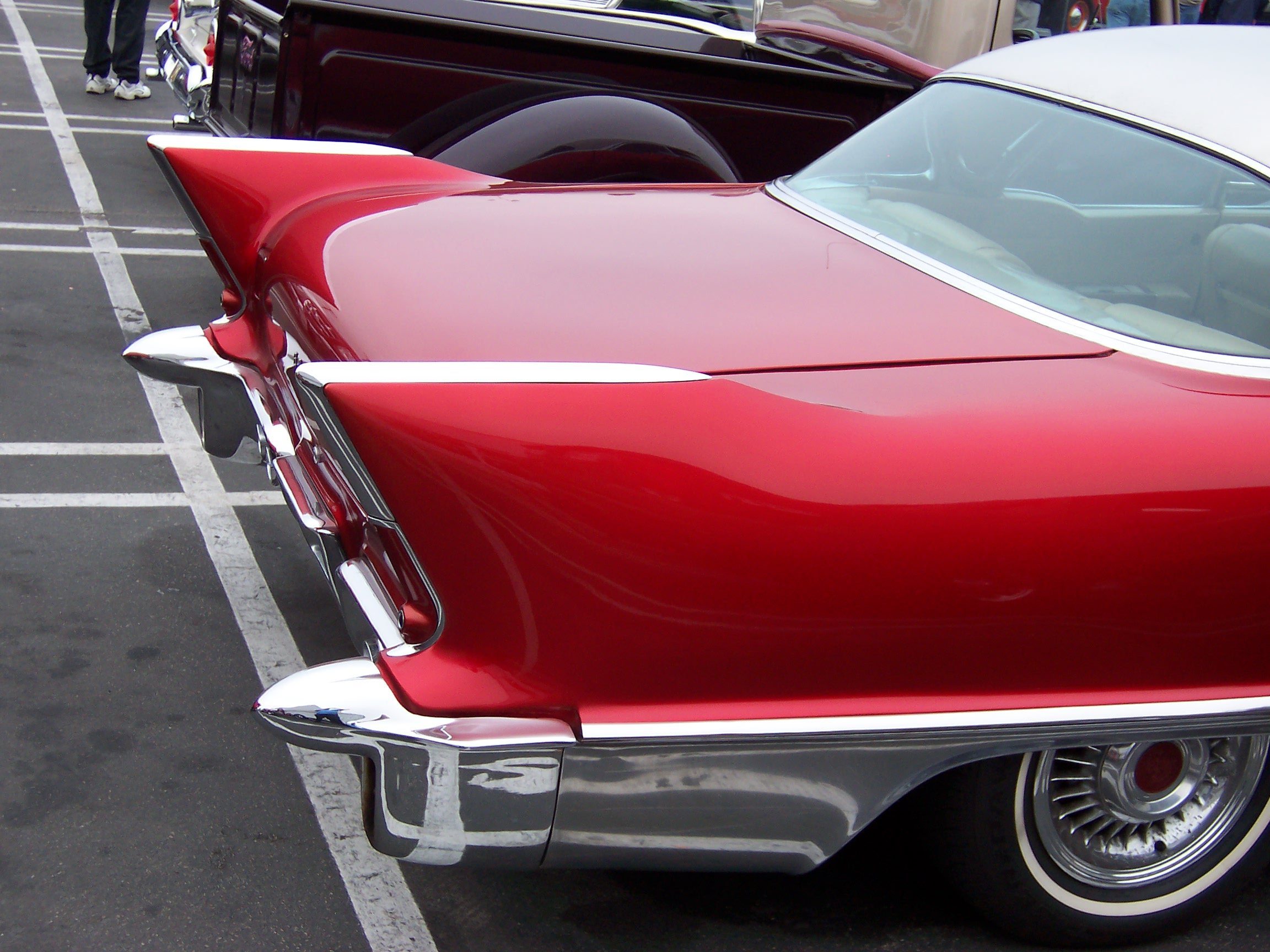
Cadillac Eldorado Brougham. Las aletas podían llegar a ser un peligro si un peatón tropezaba y se golpeba con ellas. Nótese la nula protección que daba el parachoques contra pequeños golpes de aparcamiento.
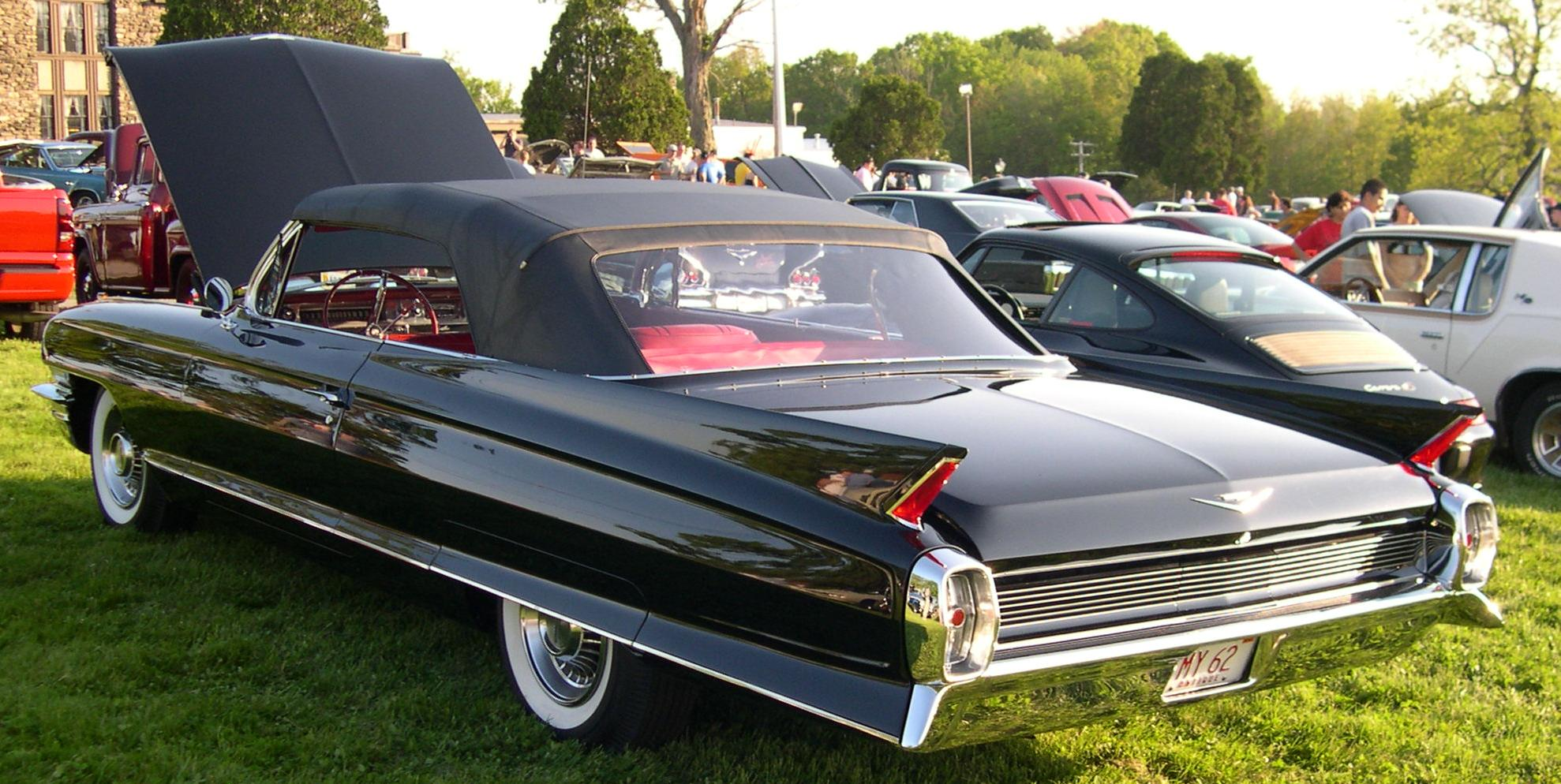
Aletas vestigiales en un Cadillac de Ville de 1962.
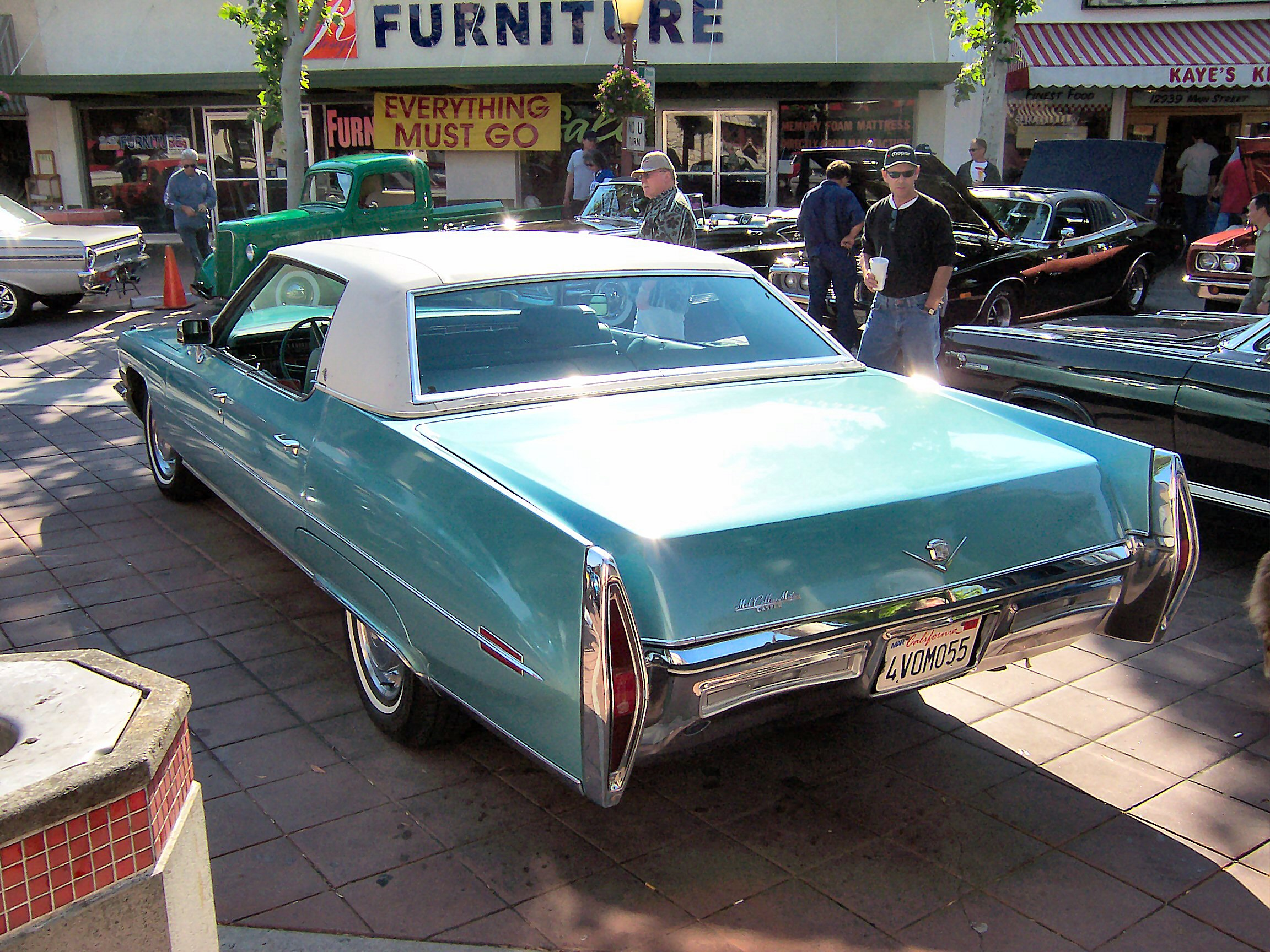
Cadillac Sedan de Ville hardtop 4 puertas de 1972. Las aletas casi han desaparecido.

### Ejemplos de alerones en Europa

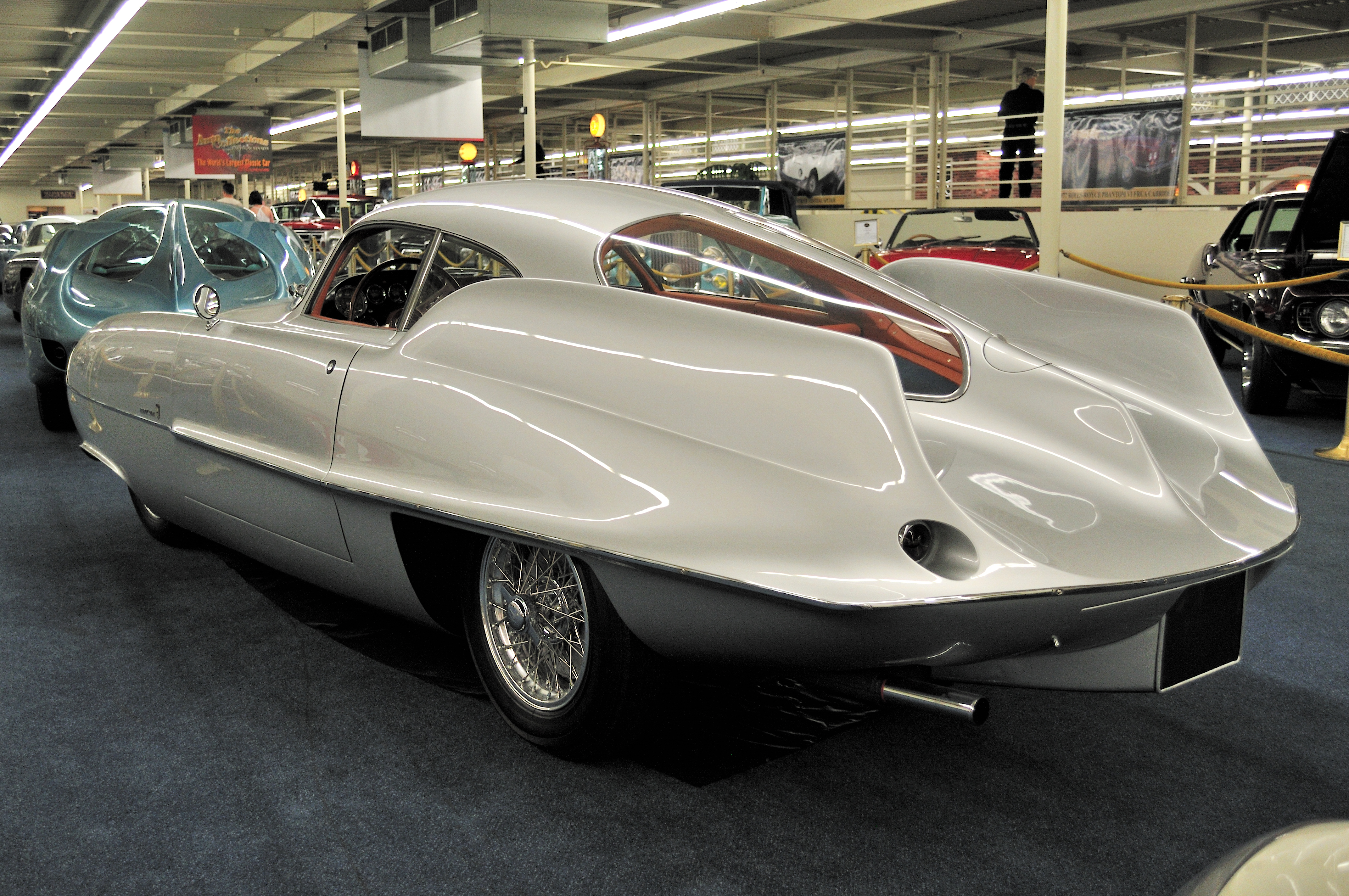
Prototipo de 1955 Alfa Romeo BAT. Estudios aerodinámicos de los años 50 realizados por Bertone.

Las aletas en Europa fueron mucho más moderadas que en Estados Unidos, y además llegaron con cierto retraso, haciendo así que vehículos con aletas se siguiesen fabricando en Europa hasta bien entrados los años 1970.

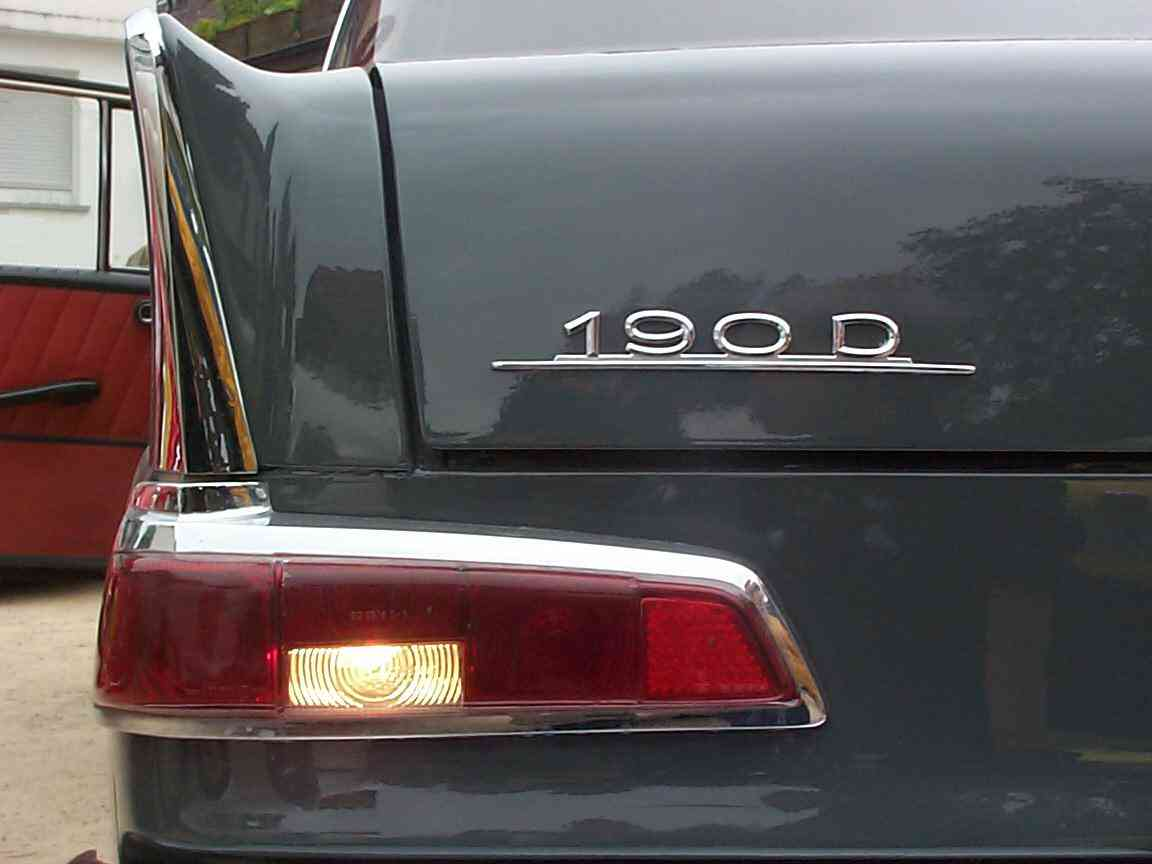
Mercedes Benz 190. Mercedes Benz decidió no llamar Aletas a sus aletas, sino líneas de visión, teóricamente con el fin de ayudar a situar el vehículo al aparcar.
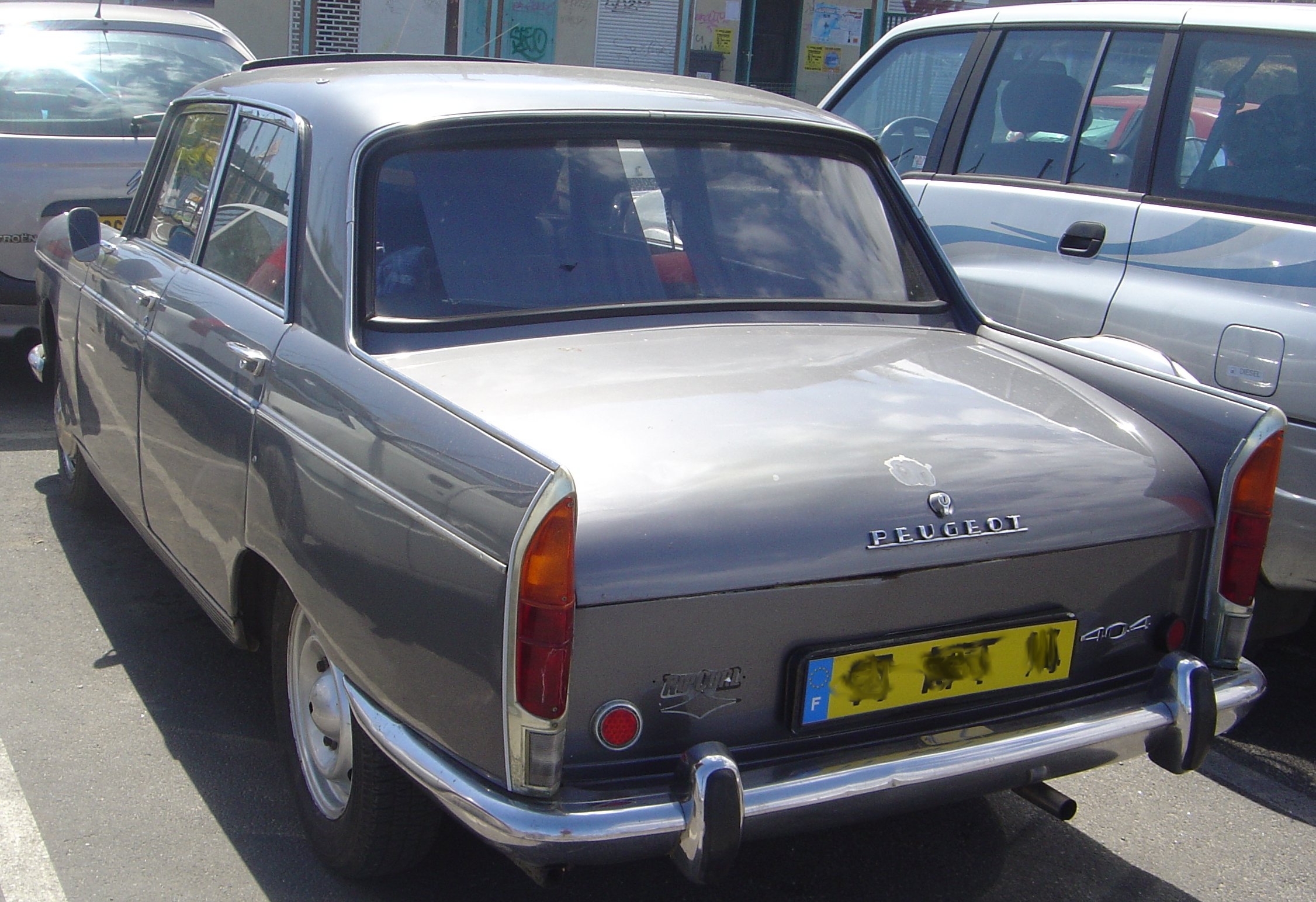
Peugeot 404.
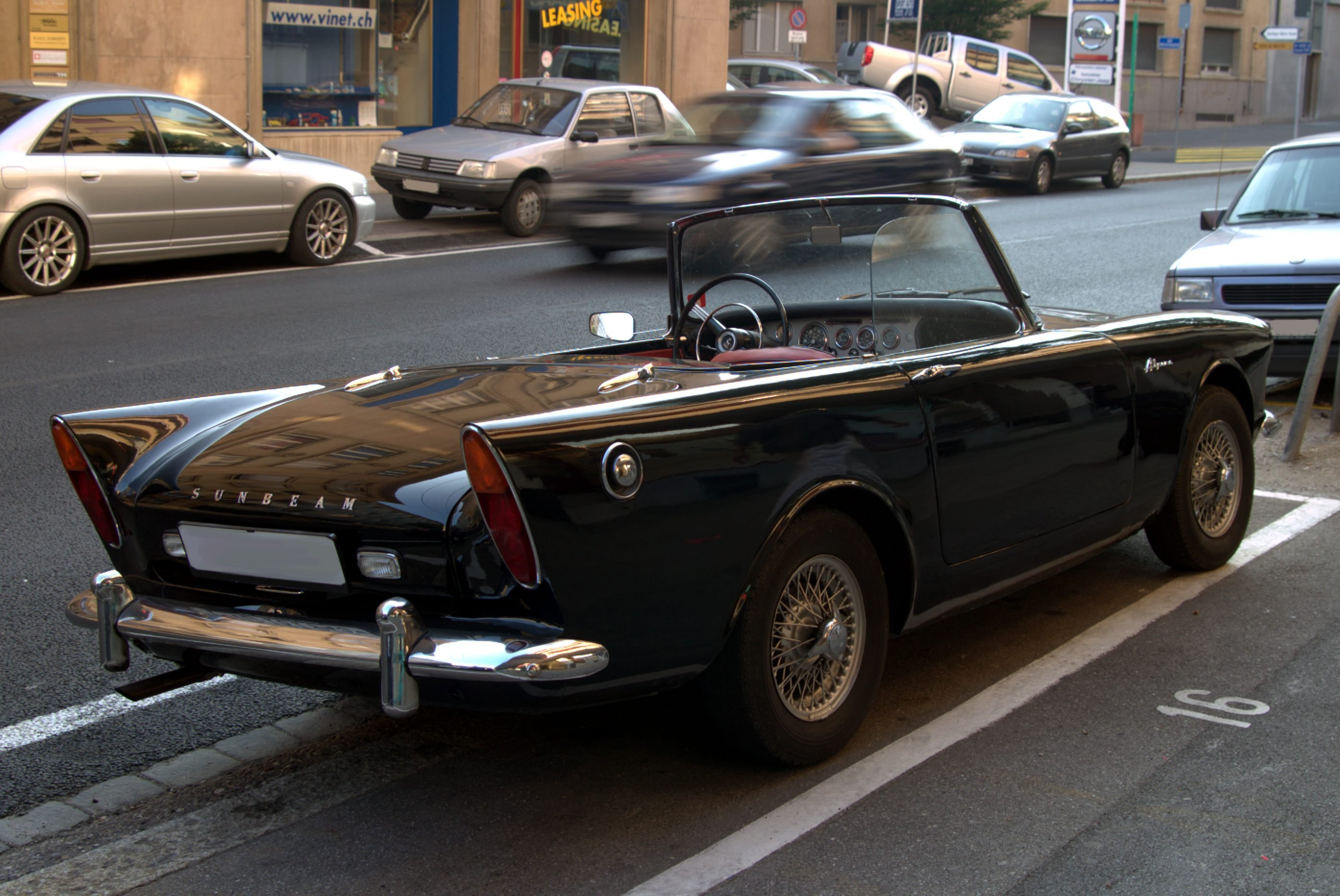
Sunbeam Alpine (→ en).

## Ventana de ópera
La ventanilla de opera ("opera window" en inglés) es una pequeña ventanilla en el pilar C, que en algunos casos solían ser del tipo ojo de buey, al estilo náutico. Aunque prácticamente han dejado de usarse, pueden aumentar la visibilidad en casos donde el pilar C es muy ancho (véase en Wikipedia en inglés: Blind spot (automobile))

### Ejemplos

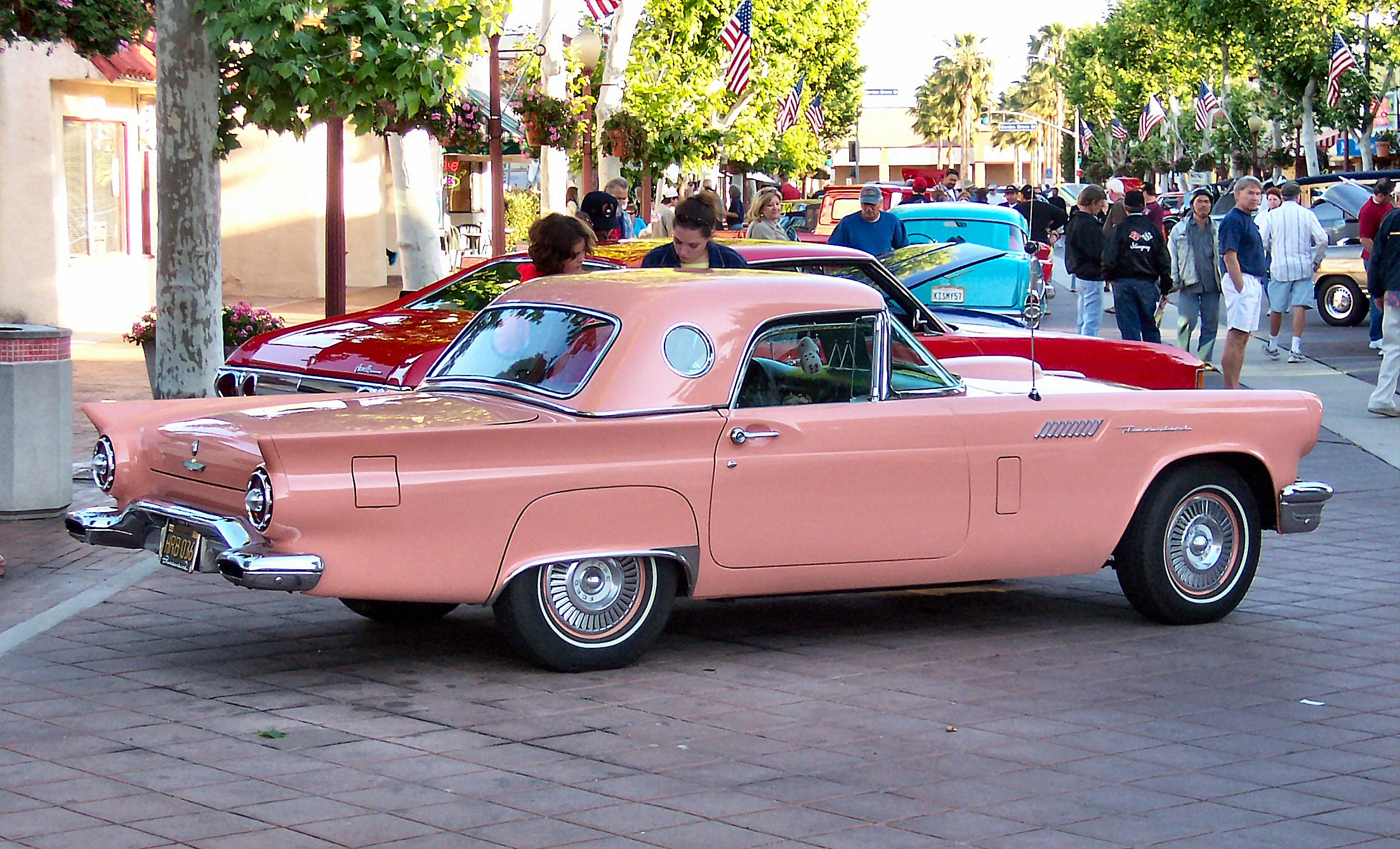
Ford Thunderbird de 1957. Ojo de Buey en el pilar C.
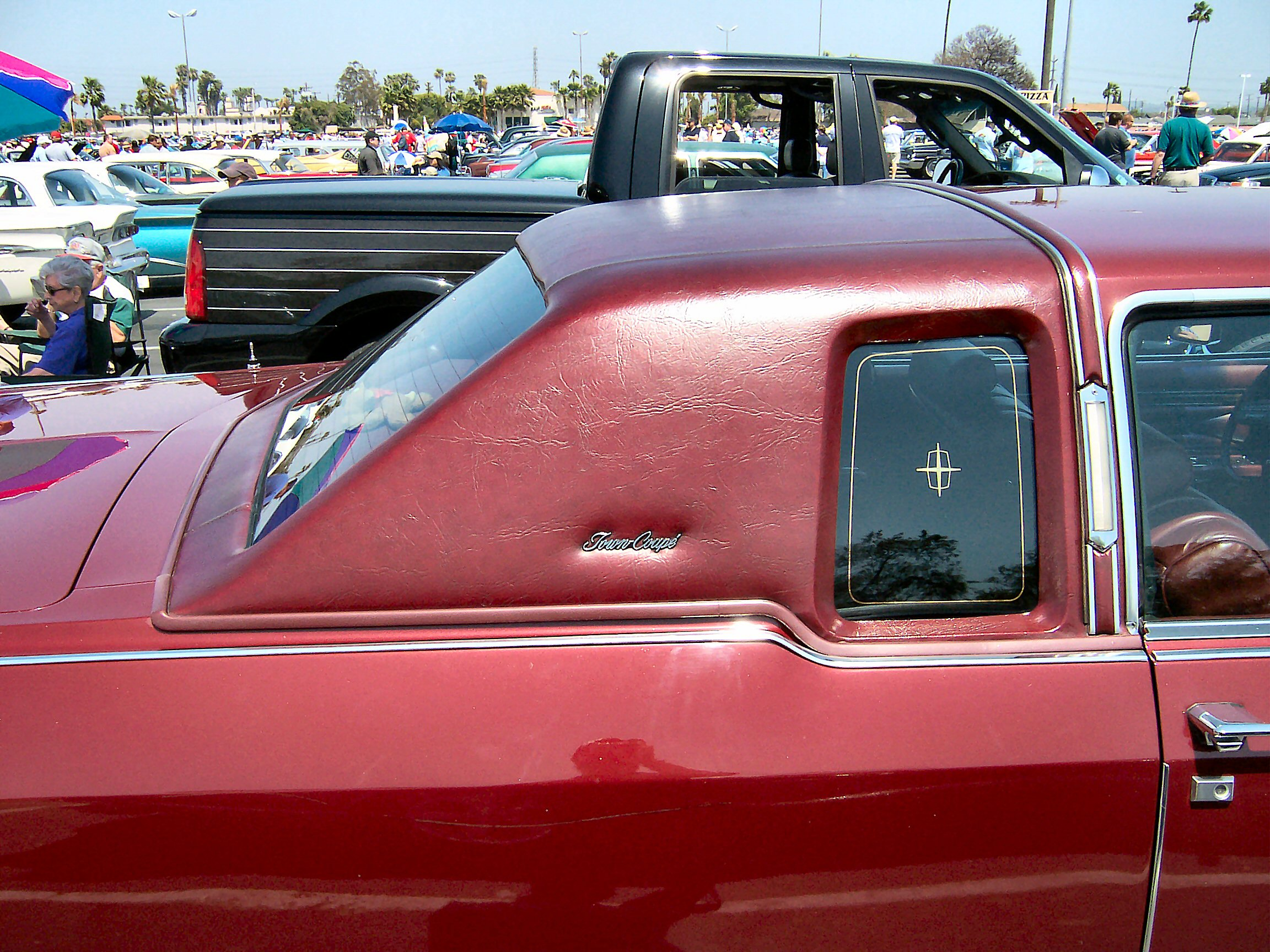
Lincoln Continental Town Coupe. Opera Window en pilar C, el techo además está acolchado para simular una descapotabilidad inexistente.
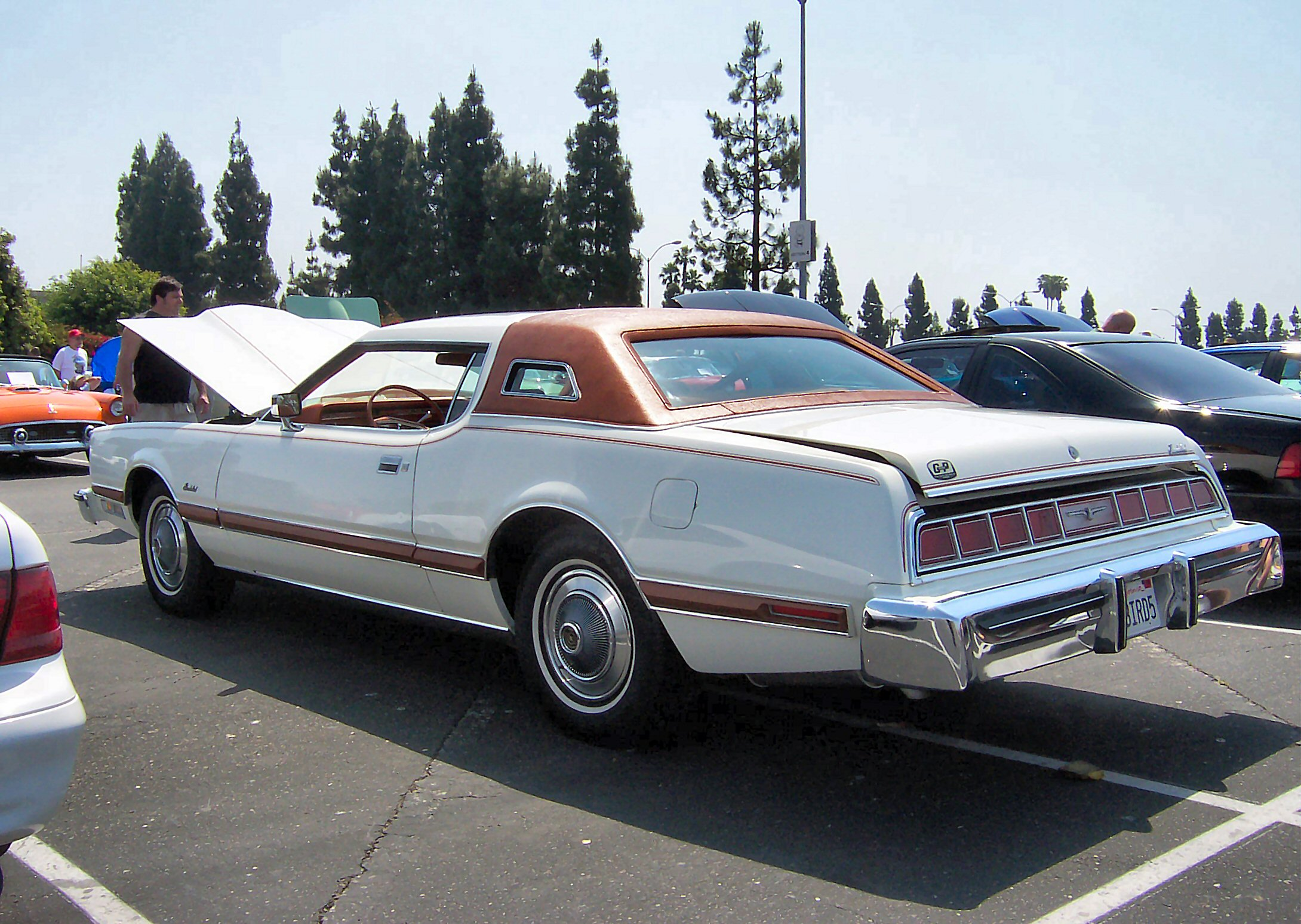
Ford Thunderbird de 1975. Ventanilla en pilar C artificialmente pequeña.

## Pilares del automóvil
A veces, los diseñadores, tratando de dar carácter a un coche, introducen elementos de estilo como pilares gruesos que restan visibilidad al conductor. (ver en Wikipedia en inglés: Driver visibility)

### Ejemplos

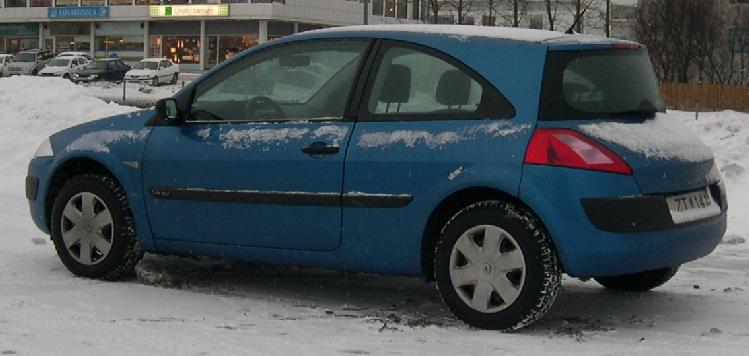
El Renault Mégane II, lanzado en el año 2003, fue coche del año, y ganó 5 estrellas en la prueba EuroNCAP. No obstante, el pilar C triangular, una concesión al estilo, deja al conductor con un gran punto ciego. El coche fue también criticado por su Cola de pato, que no aprovecha bien el espacio que ocupa.
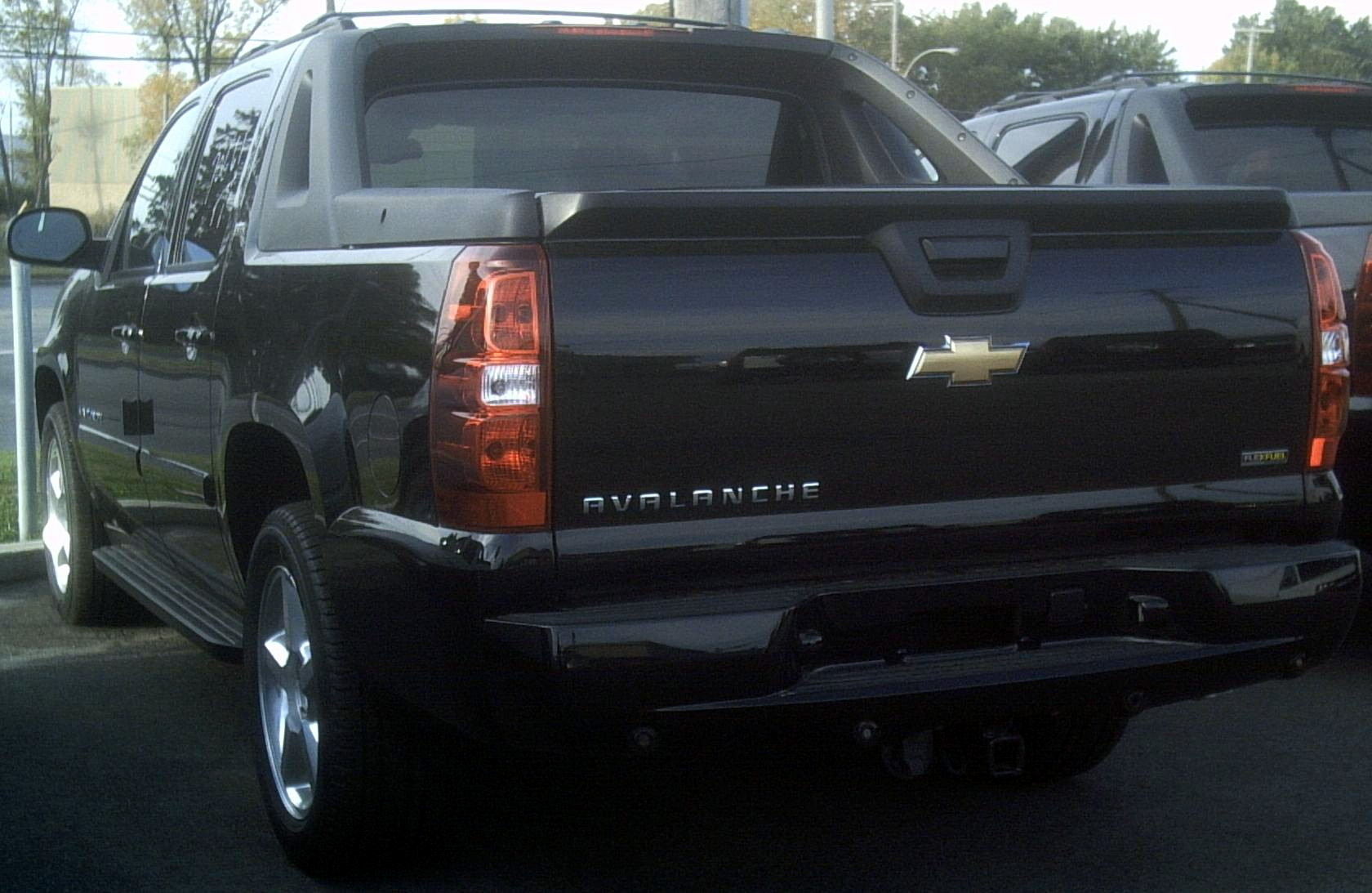
Chevrolet Avalanche, unos de los peores con visibilidad trasera.

## Parabrisas envolvente
Llamado en inglés wrap-around windshield es un parabrisas panorámico curvado hacia los lados, típico de los automóviles norteamericanos de los años 1950. Este parabrisas provocaba distorsiones en los lados curvados, era caro de fabricar y entorpecía el acceso a las plazas delanteras. (ver en Wikipedia en inglés: Driver visibility)

### Ejemplos

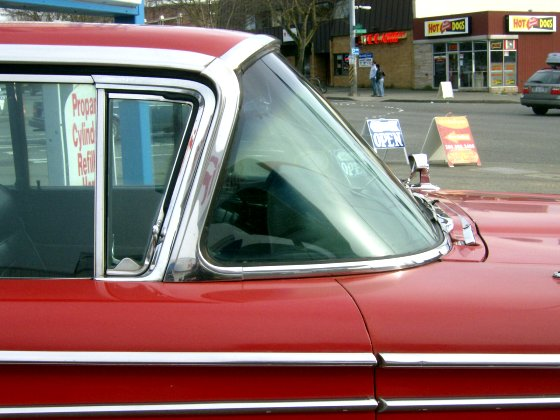
Parabrisas envolvente, también conocido en inglés como panoramic windshield en un 1959 Edsel Corsair
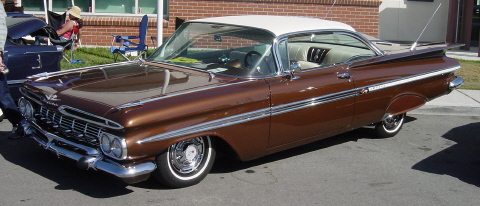
Parabrisas envolvente en un Chevrolet Impala de 1959
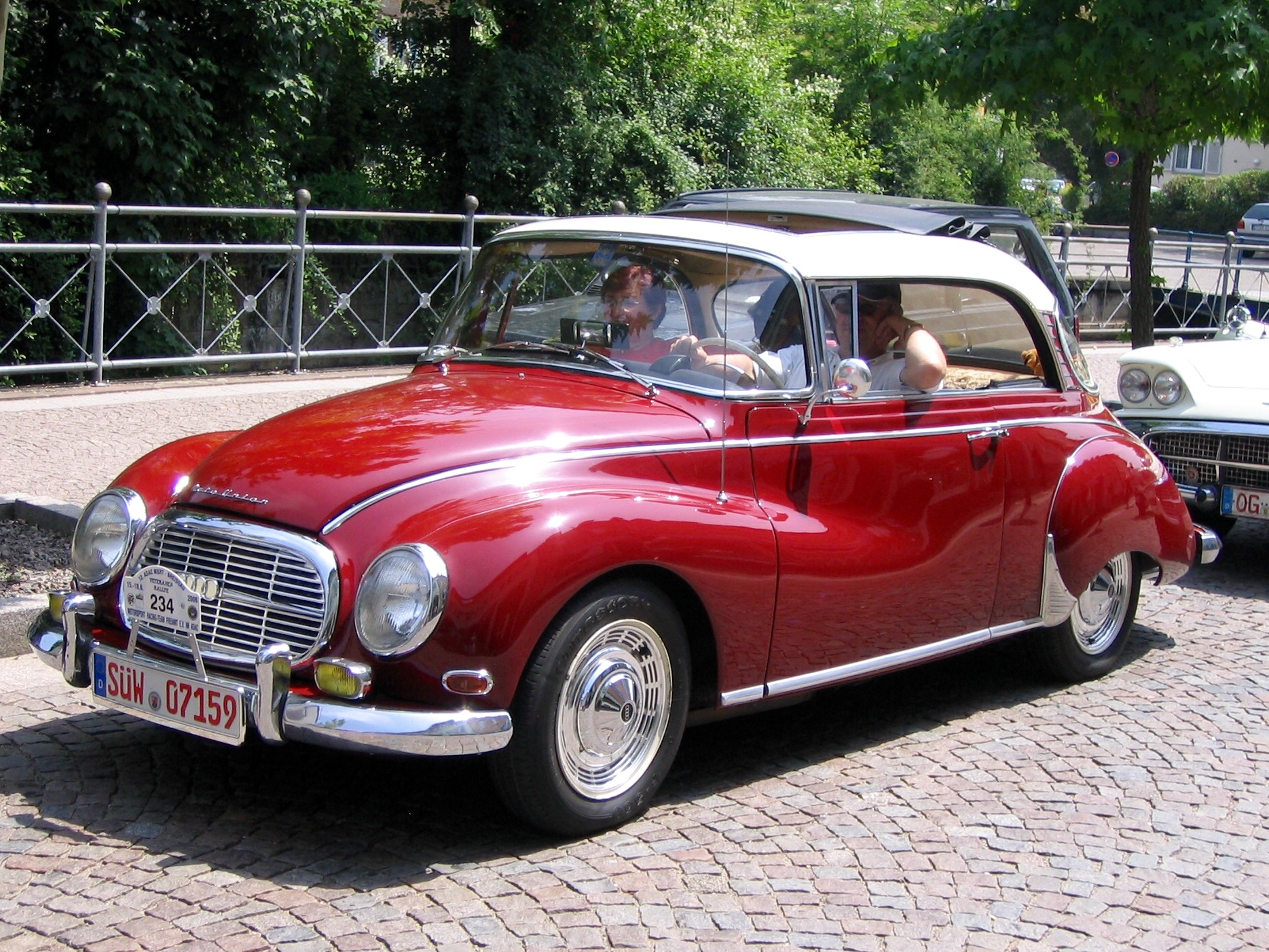
Parabrisas envolvente en un Auto Union 1000 de 1959

## Toma de aire

### Toma de aire de capó
La toma de aire del capó del motor de un automóvil, en inglés se lo conoce como Hood Scoop. Esta toma de aire puede ser funcional o un mero adorno y puede empeorar o mejorar la aerodinámica del vehículo. Las tomas funcionales en algunos casos provocan problemas de entrada de agua en el compartimento del motor. (ver en Wikipedia en inglés: Hood scoop)
Ejemplos:

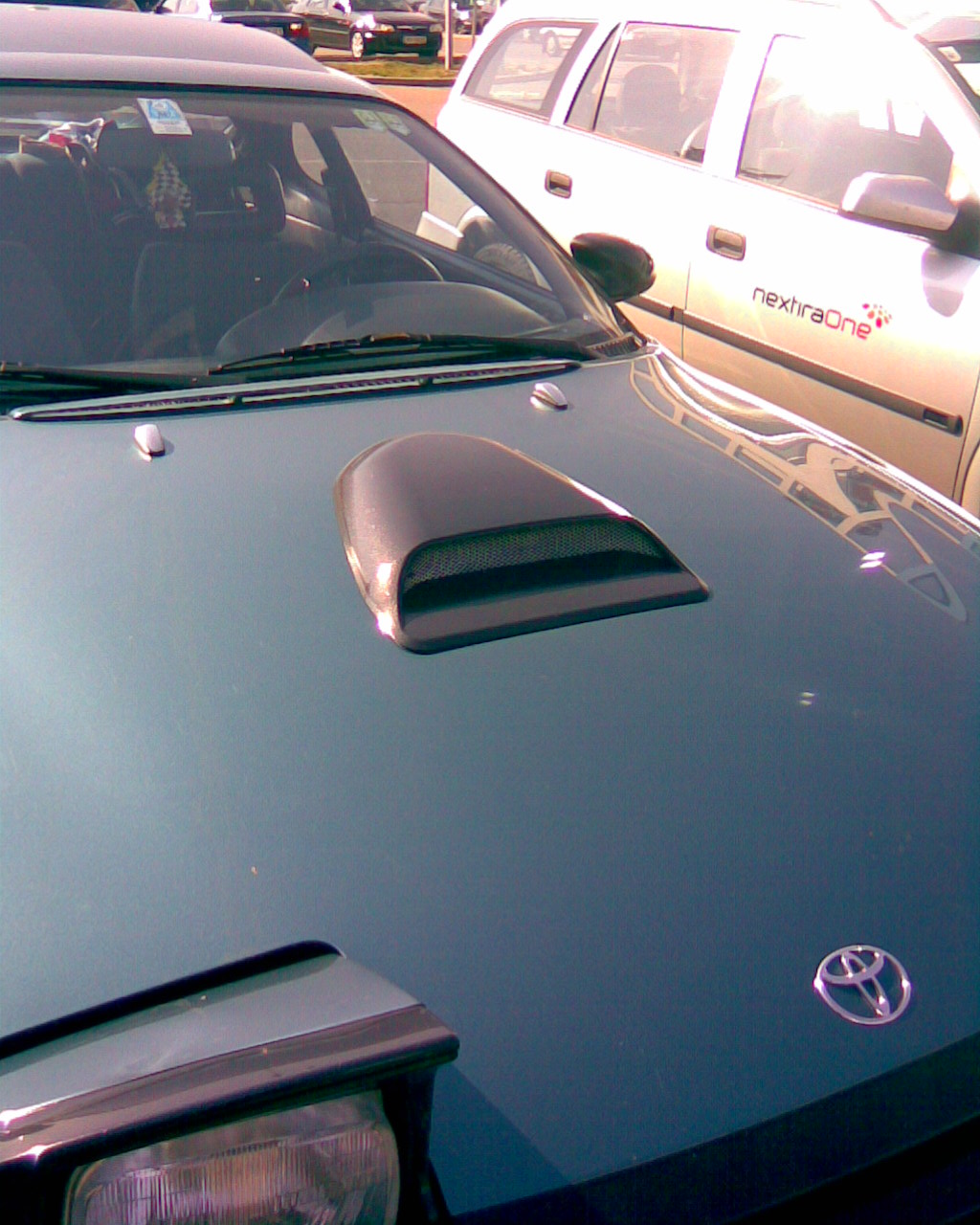
Toma de aire como repuestos genéricos donde se instalan en cualquier vehículo.
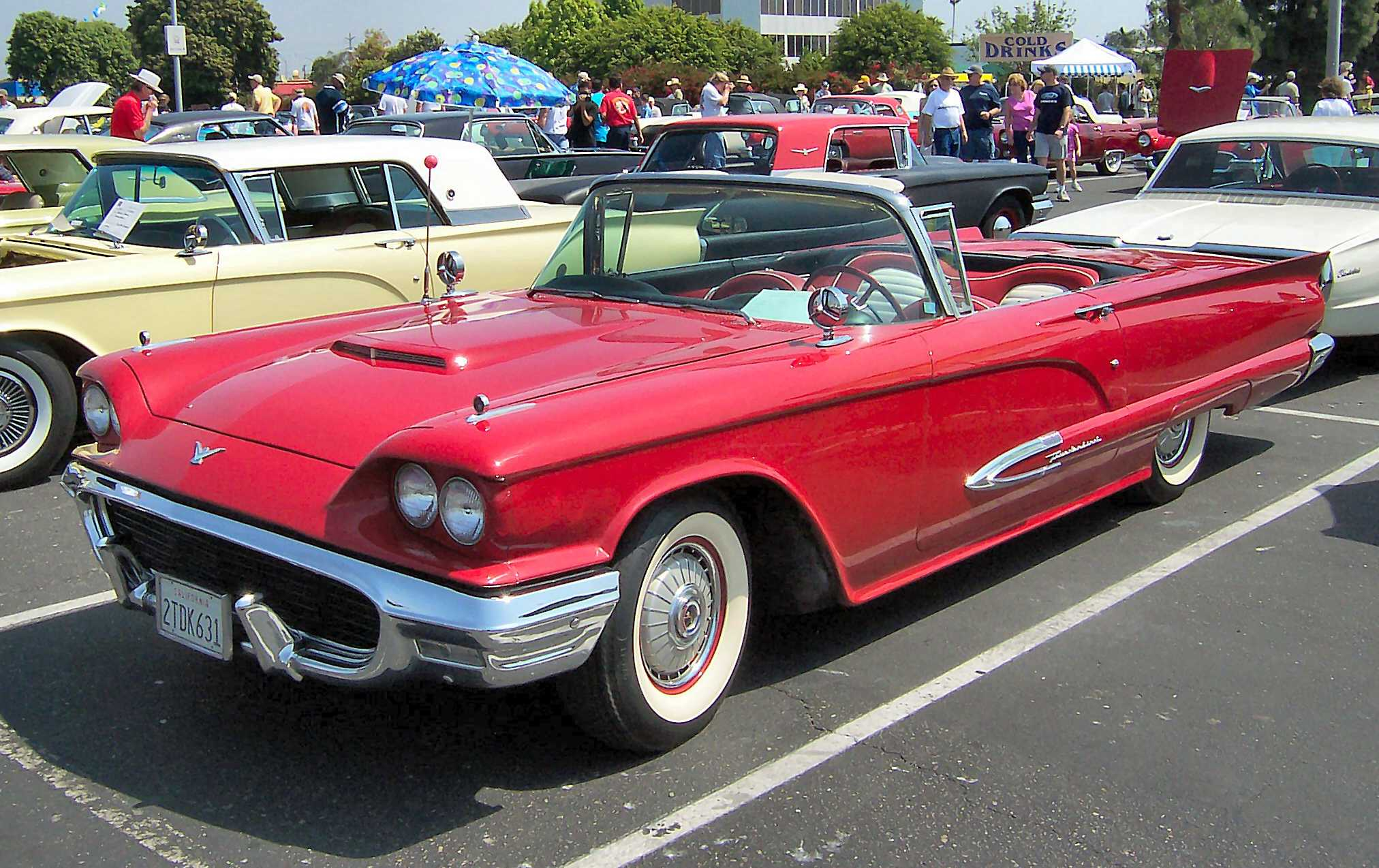
Toma de aire del capó de un Ford Thunderbird de 1959
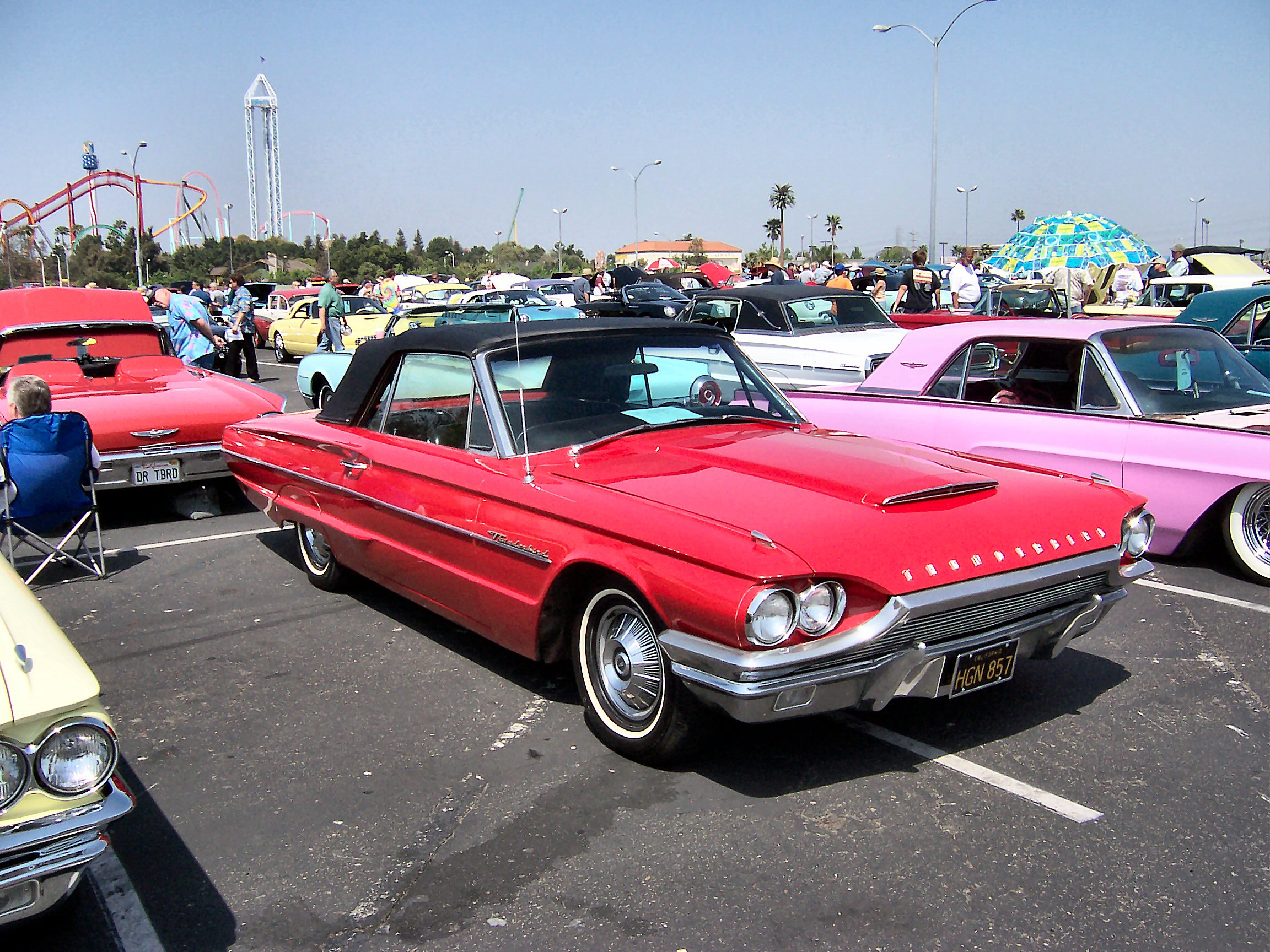
Ford Thunderbird de 1964.
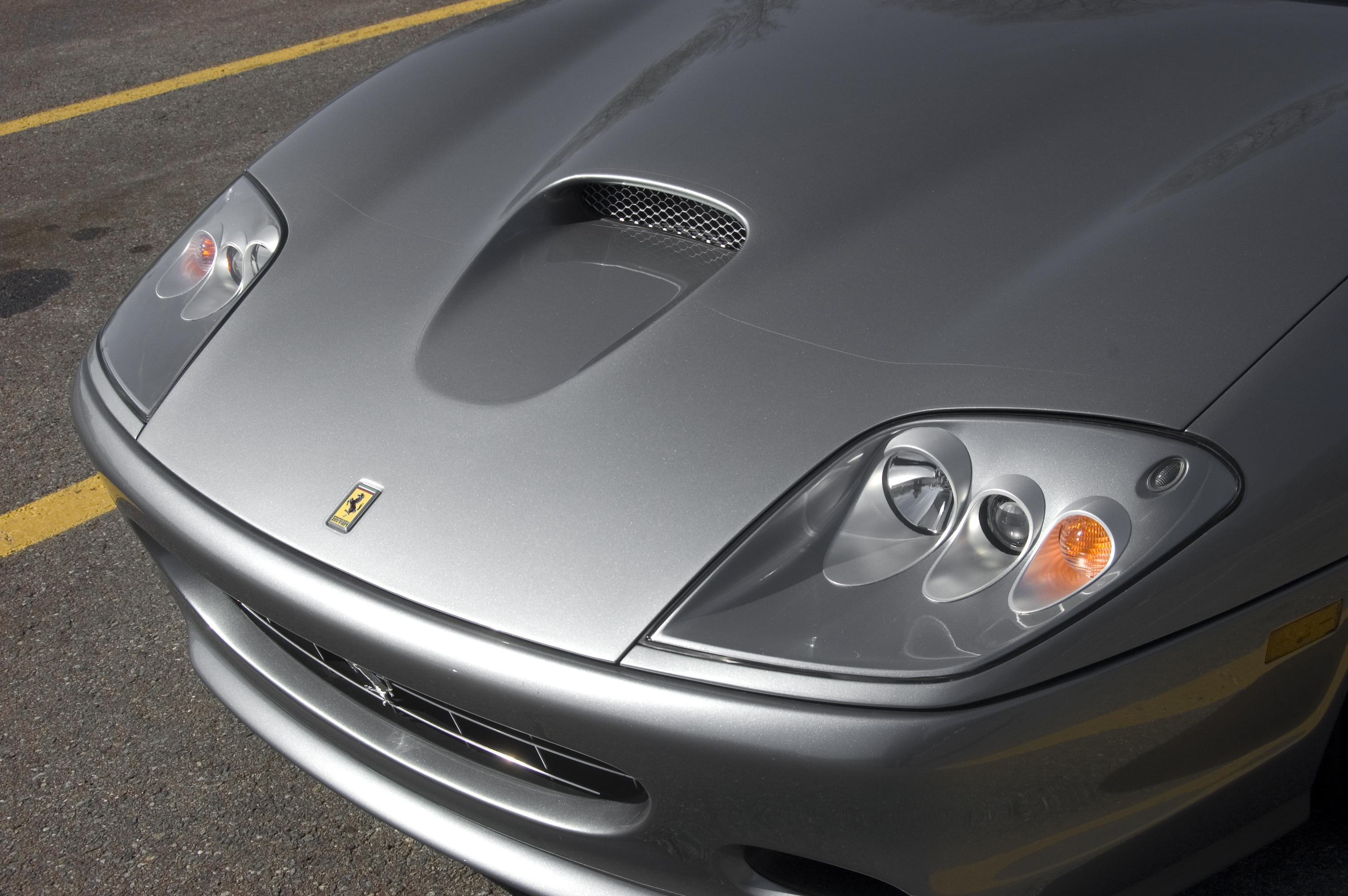
Ferrari 575 Superamerica

### Tomas de aires y extractores en la carrocería

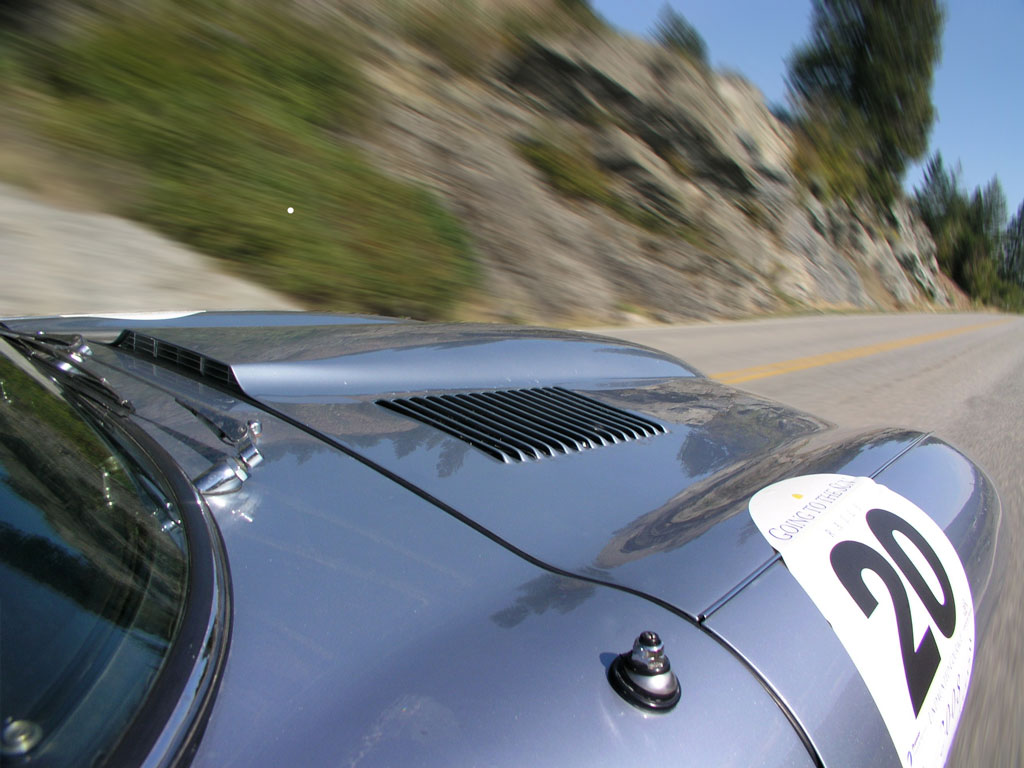
Extractor de aire en el capó de un Jaguar E-Type.

La toma de aire en la carrocería, en inglés se lo conoce como air scoop, puede ayudar a la ventilación en ciertos vehículos.
Ejemplos:

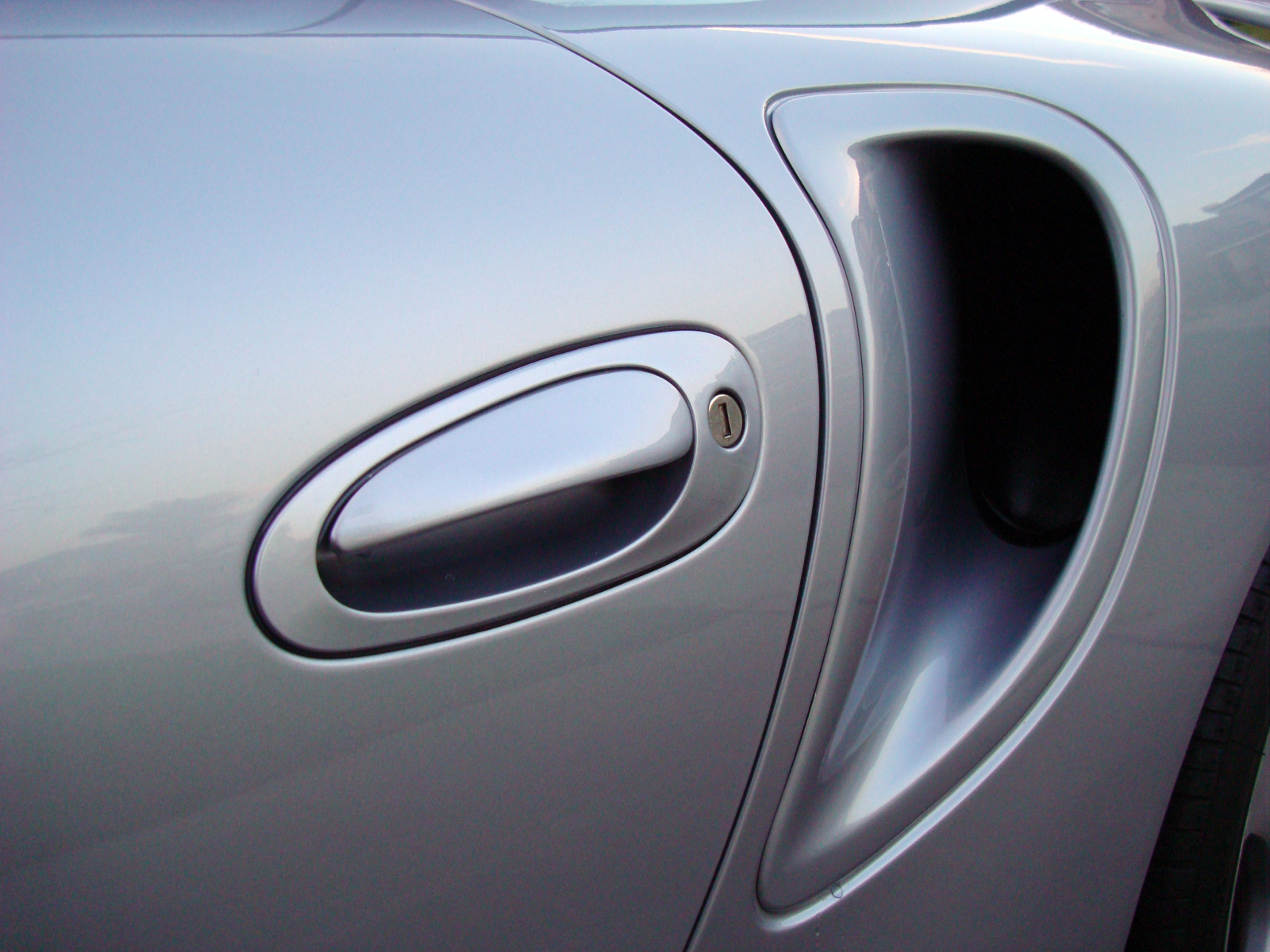
Toma de aire en un Porsche 996 Turbo.
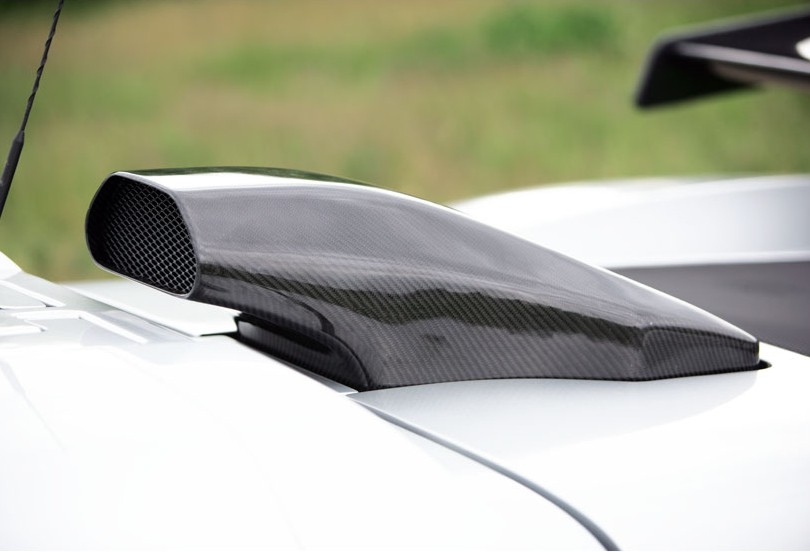
Toma de aire de un Gumpert Apollo.

## Taloneras
Las taloneras (Fender skirts en inglés) son piezas de metal que cubren parcialmente la rueda trasera. Son un elemento primordialmente de estilo, aunque si bien diseñados pueden mejorar ligeramente la aerodinámica del vehículo. (ver en Wikipedia en inglés: Fender skirts)
Ejemplos:

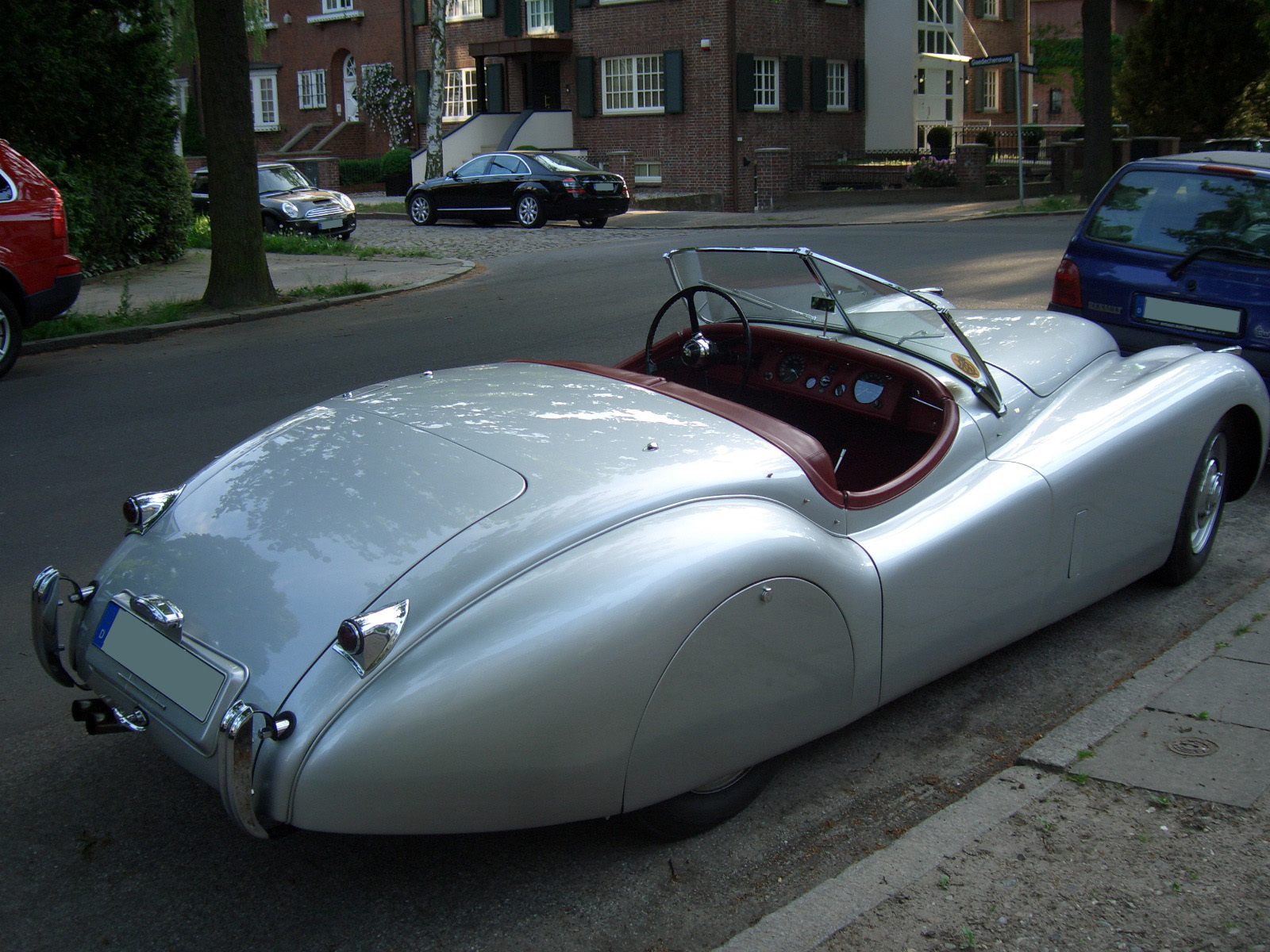
Jaguar XK con taloneras (fender skirts) para cubrir las llantas traseras
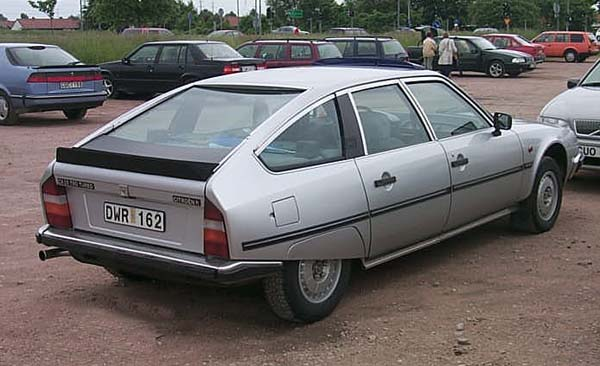
Taloneras en un Citroën CX.
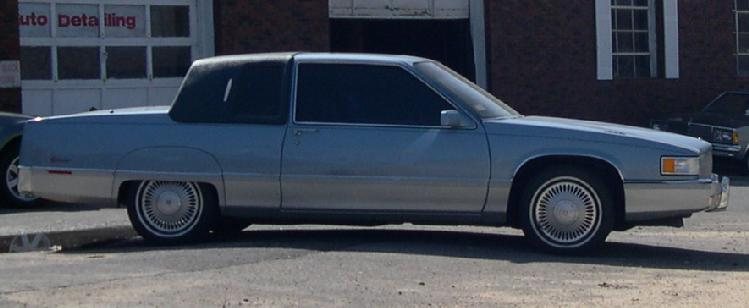
Cadillac Fleetwood con taloneras
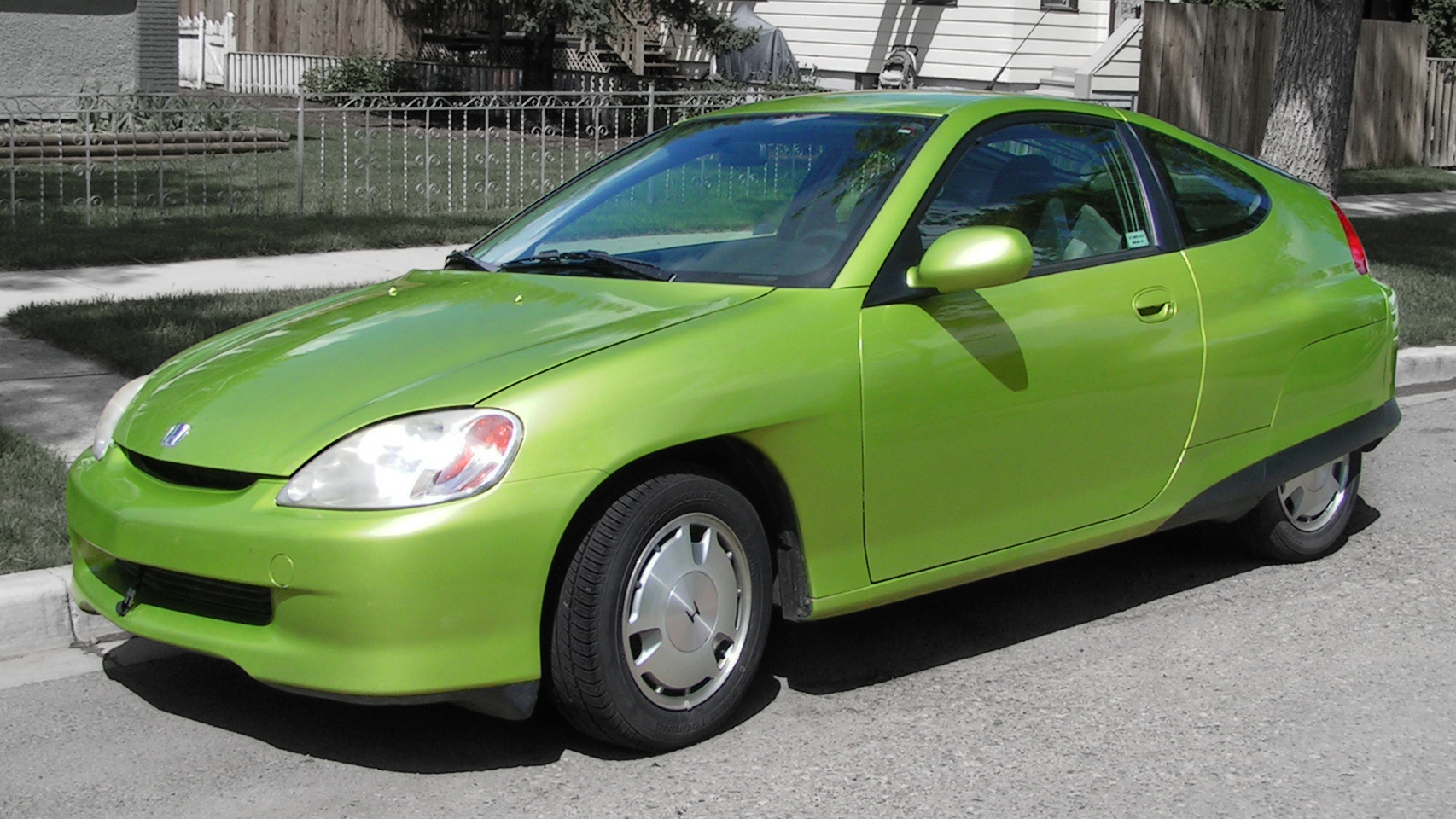
Las Taloneras en el Honda Insight son un elemento aerodinámico.

## Cromados
La época dorada del material llegó en los años cincuenta, década en la que los automóviles fueron incorporando cada vez más cromados para irradiar una sensación de lujo.

### Ejemplos

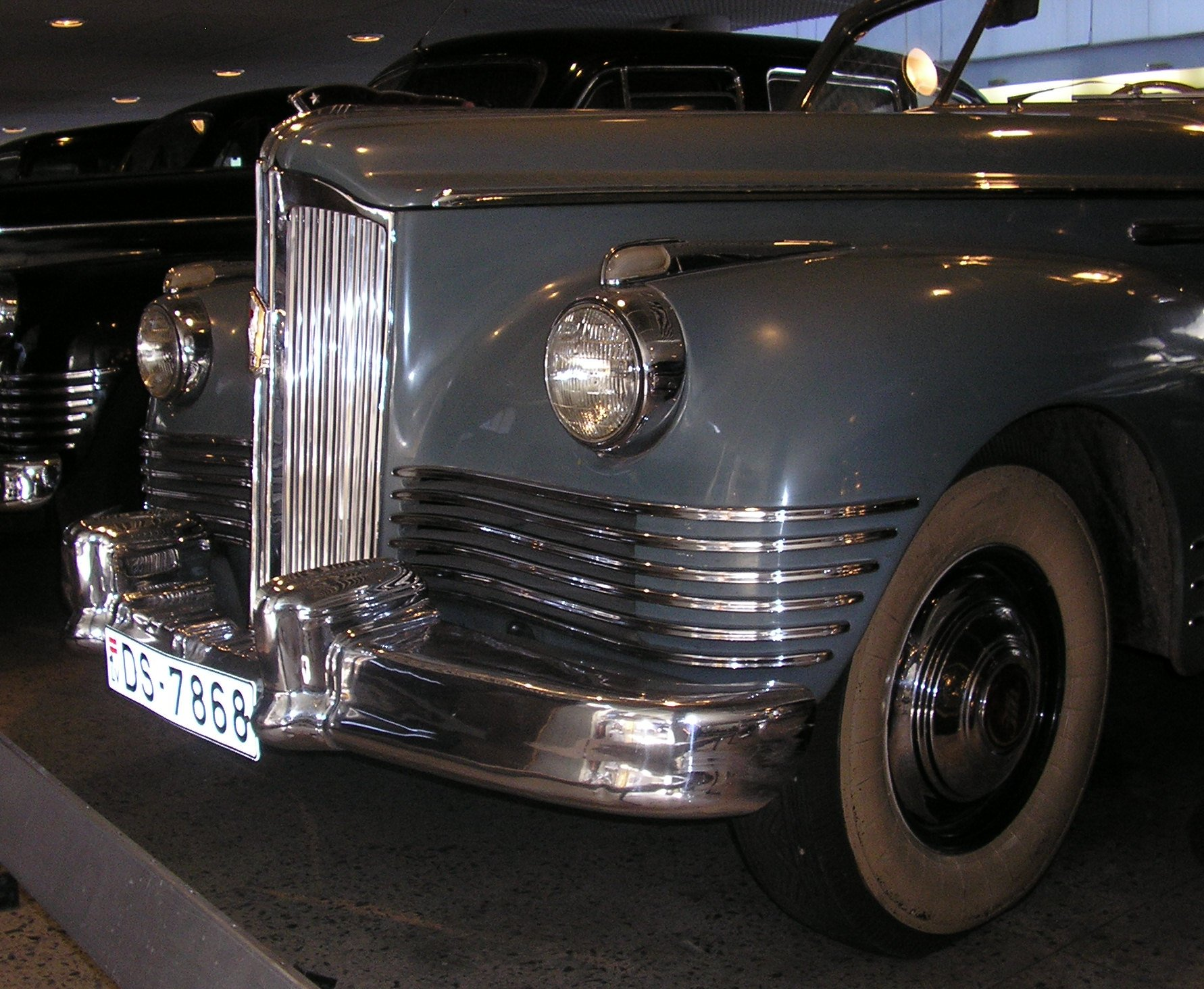
1950 ZiS 110B de origen Ruso
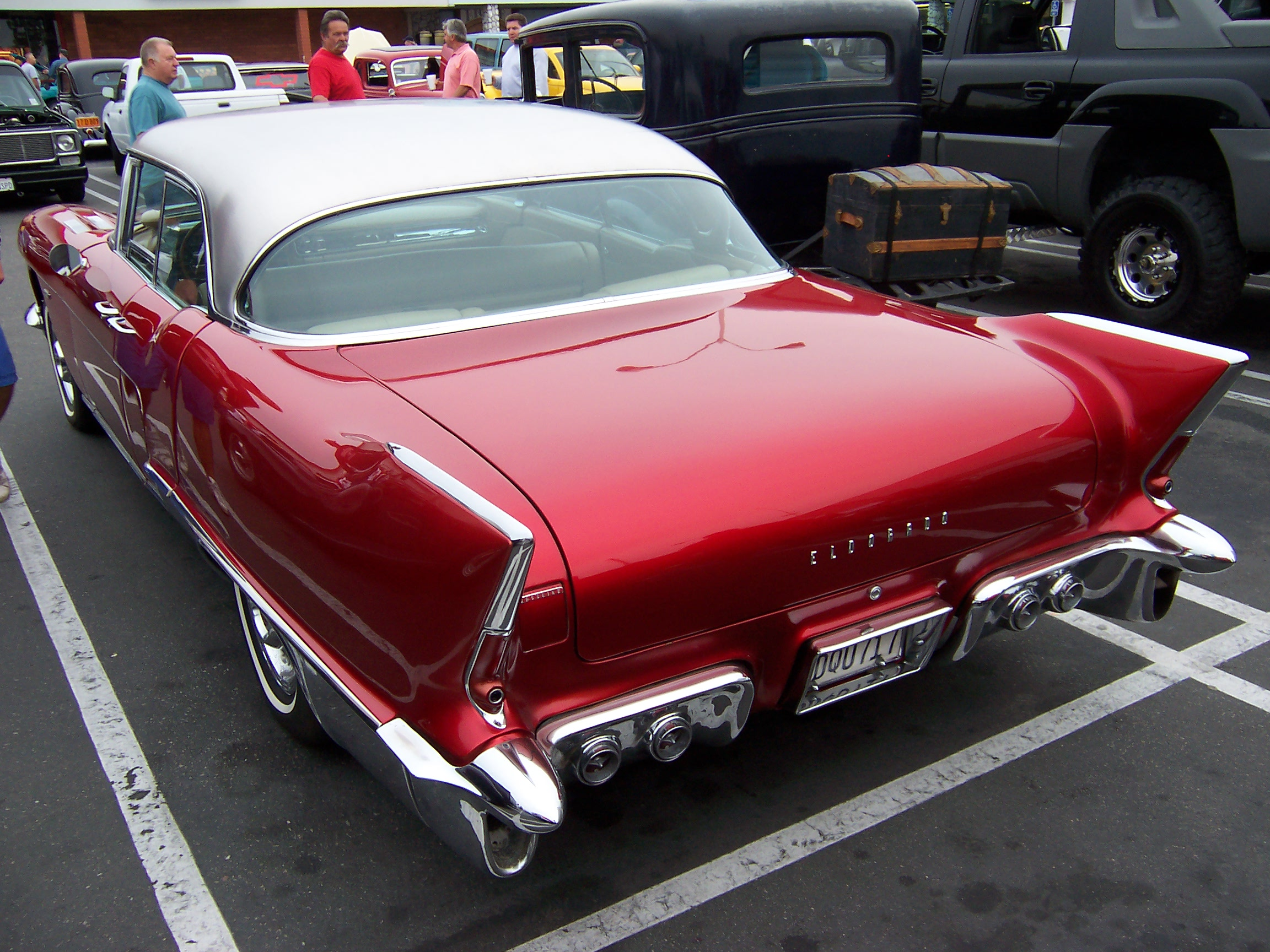
1957 Cadillac Eldorado Brougham, parachoques cromados y con protrusiones.
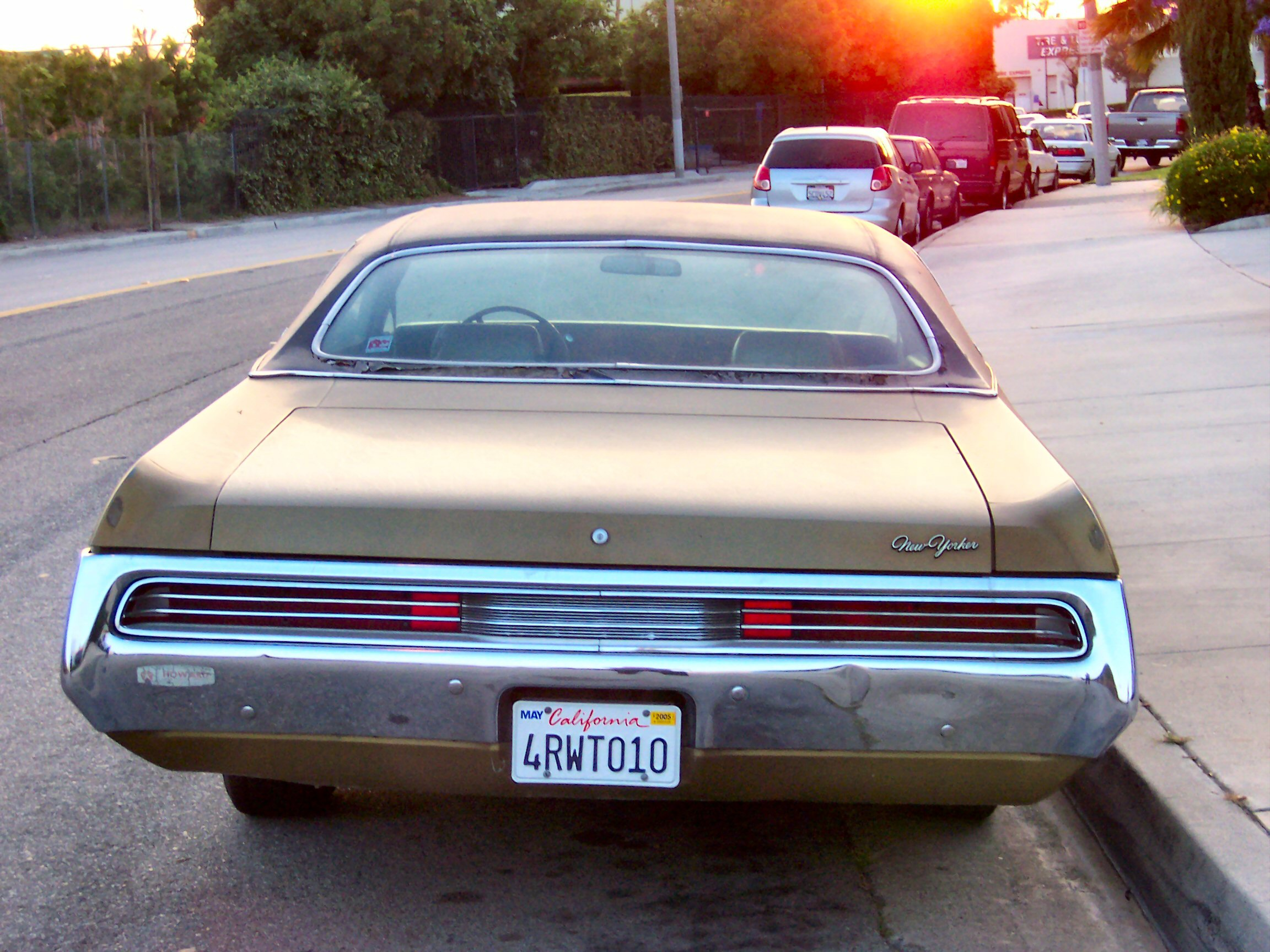
Paragolpes cromados en un Chrysler New Yorker de 1970
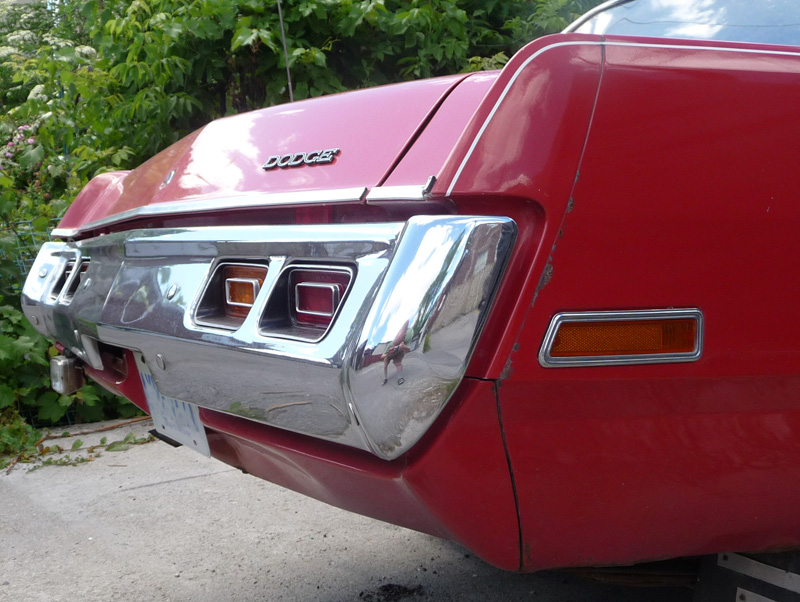
Paragolpes cromados en un Dodge Dart del 1971

## ParagolpesDagmars

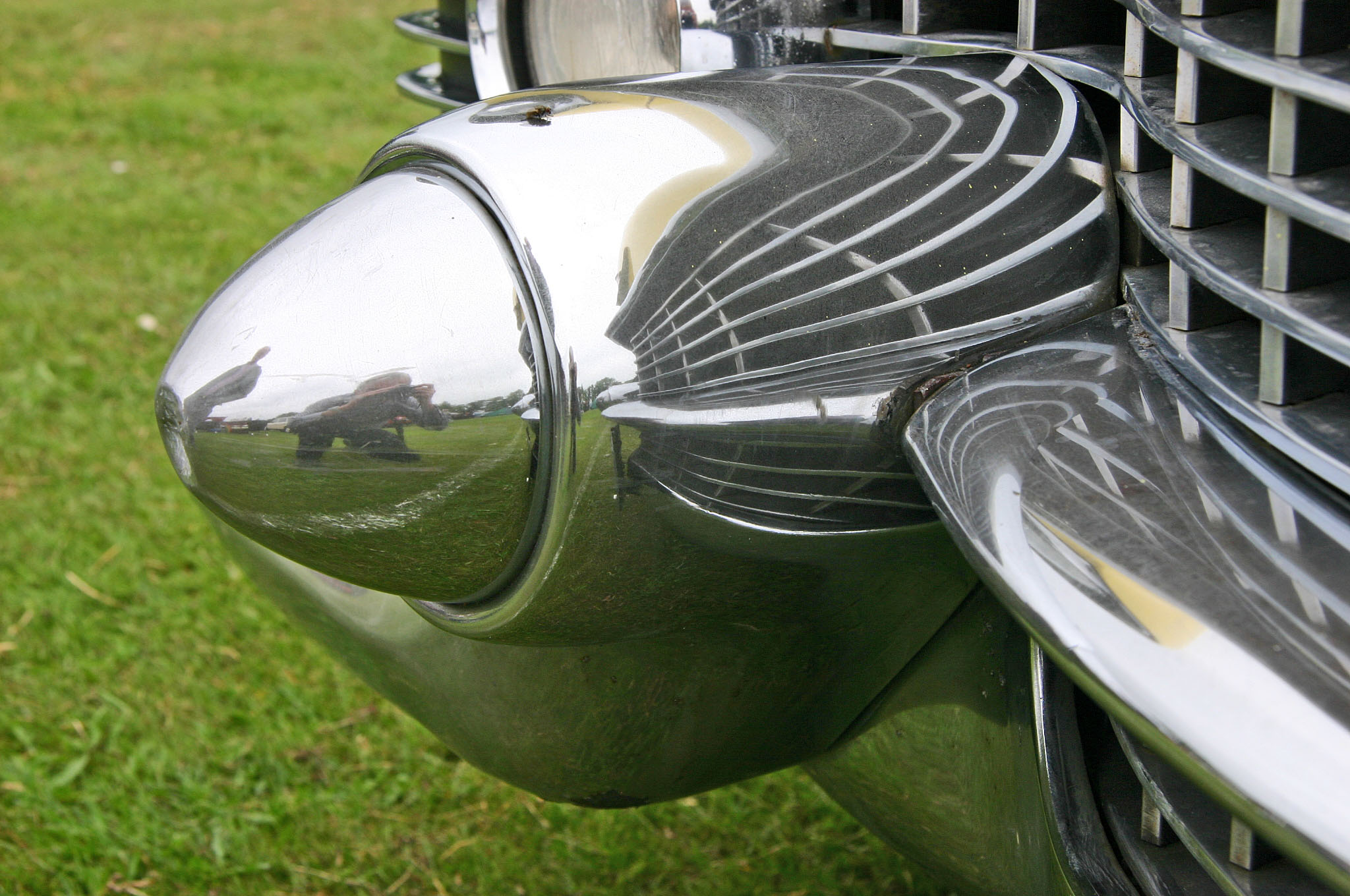
Un Dagmar de un Cadillac Coupe de Ville de 1954

Se llaman Dagmars a las protuberancias en forma de obús de artillería en los parachoques delanteros de varios automóviles norteamericanos (especialmente Cadillacs) de los años 1950. Fueron inventados por Harley Earl, jefe de diseño de GM.
El nombre Dagmar hace referencia a al parecido de estas protuberancias con los pechos de una actriz con ese pseudónimo.

### Ejemplos

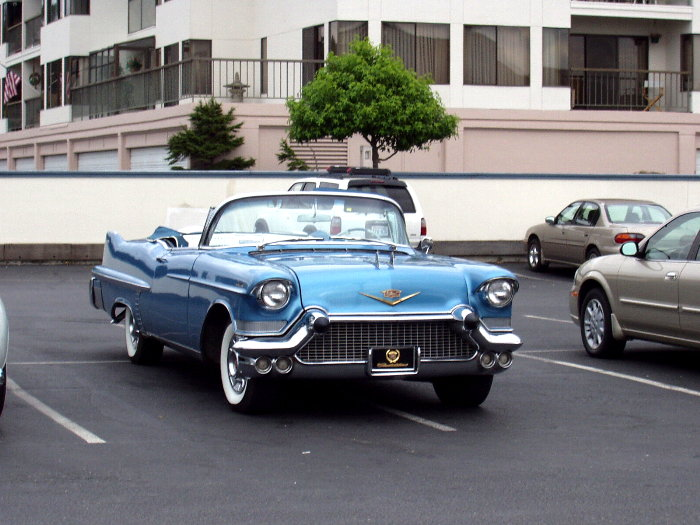
Dagmars con topes de goma en un Cadillac de 1957. A estos topes de goma se les llamaba Nipples (Pezones).
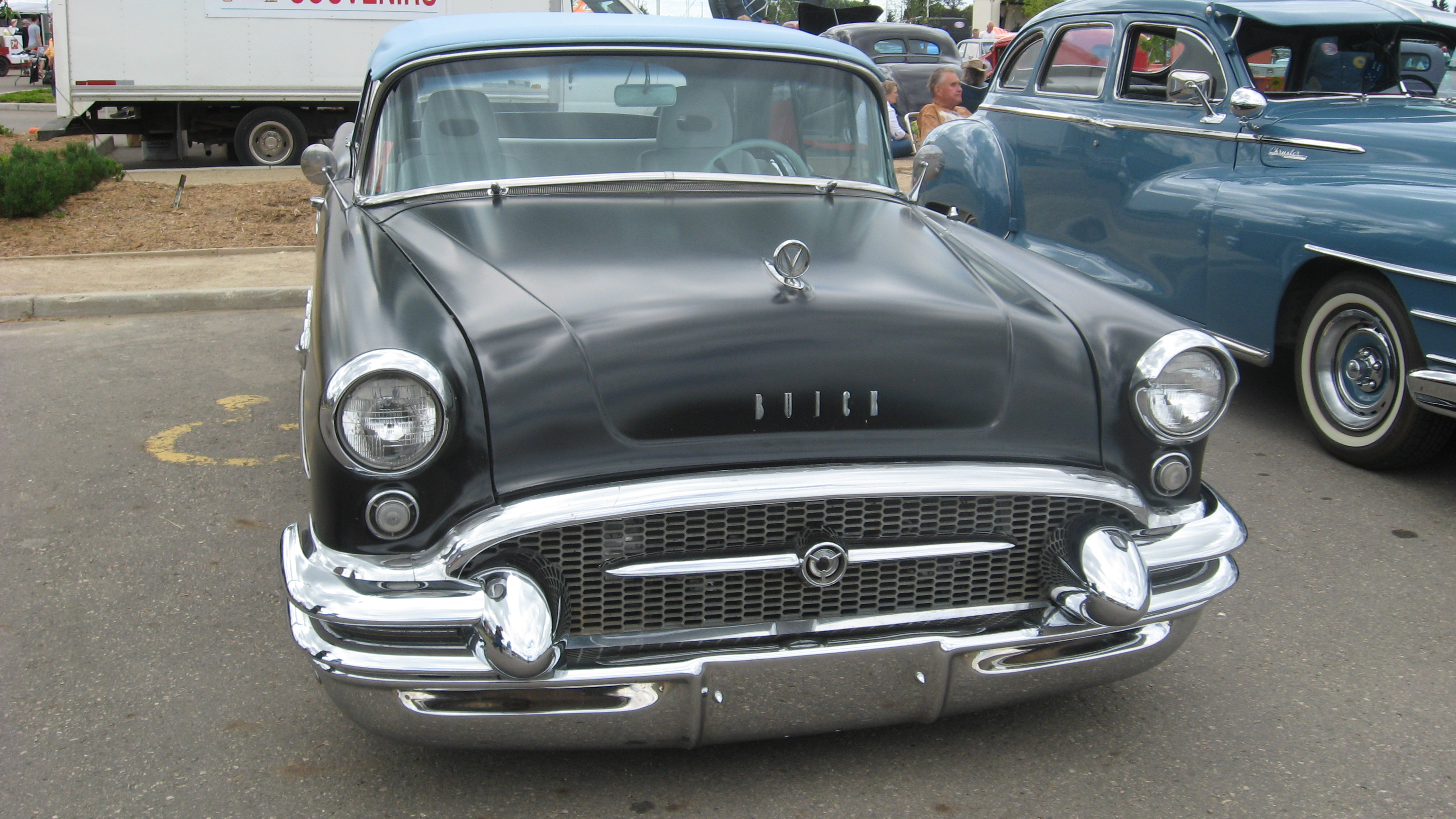
Dagmars totalmente cromados de un 1955 Buick Century Series 60
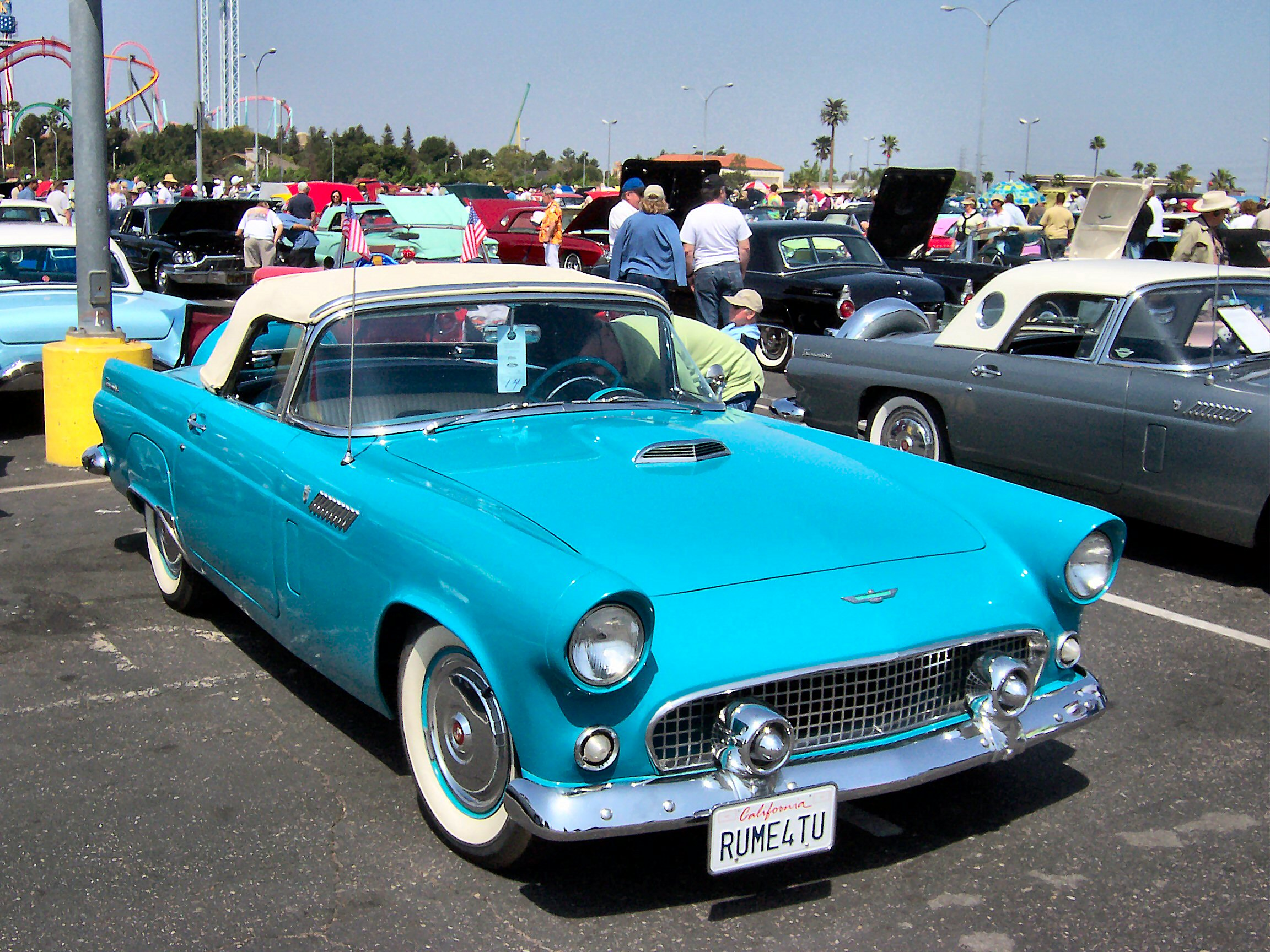
Ford Thunderbird de 1956. Dagmars totalmente cromados.
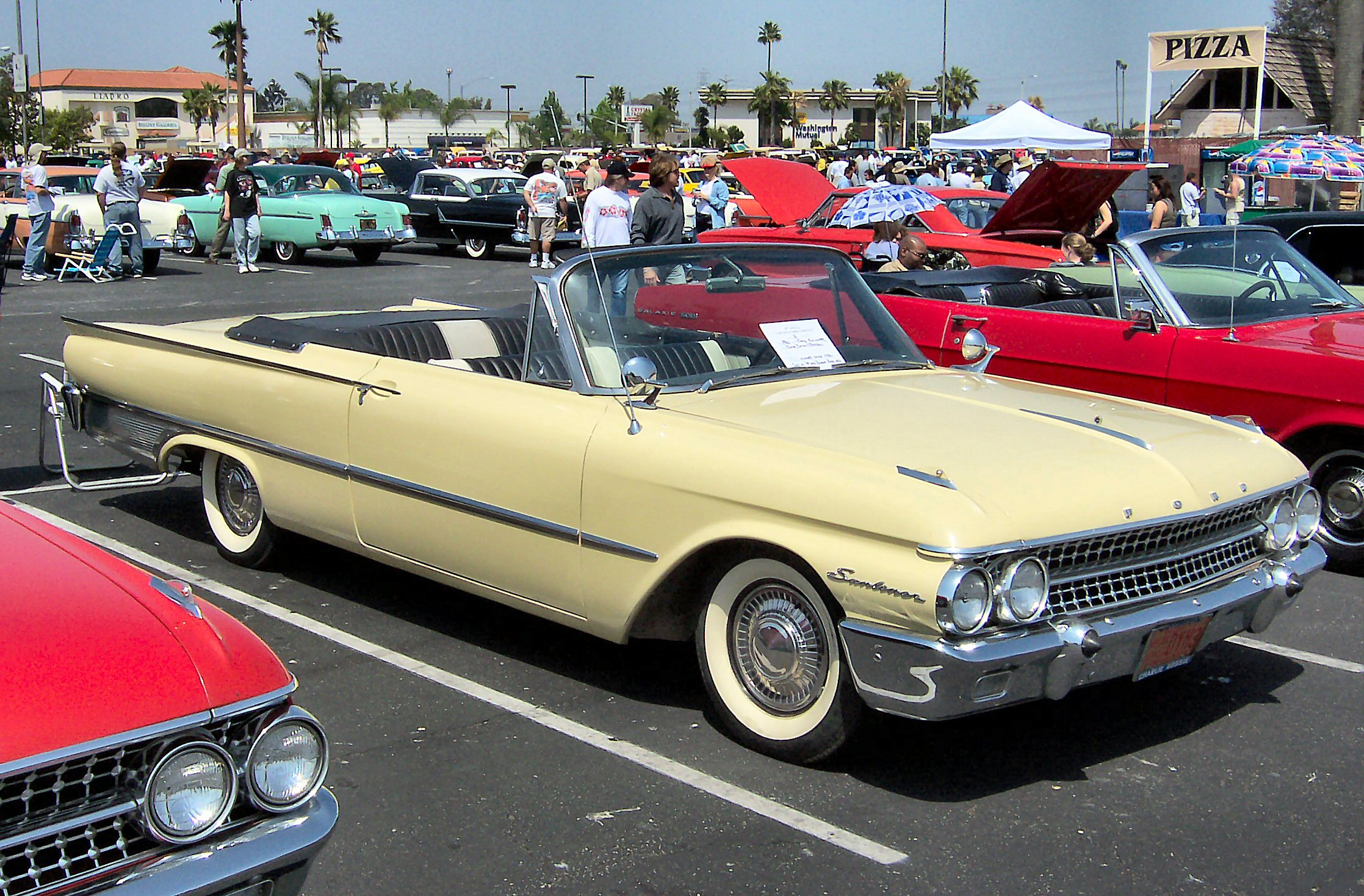
Ford Galaxie Sunliner de 1961. Dagmars vestigiales: Ya sólo quedan los Nipples (Pezones) de goma.

## Bumperettes

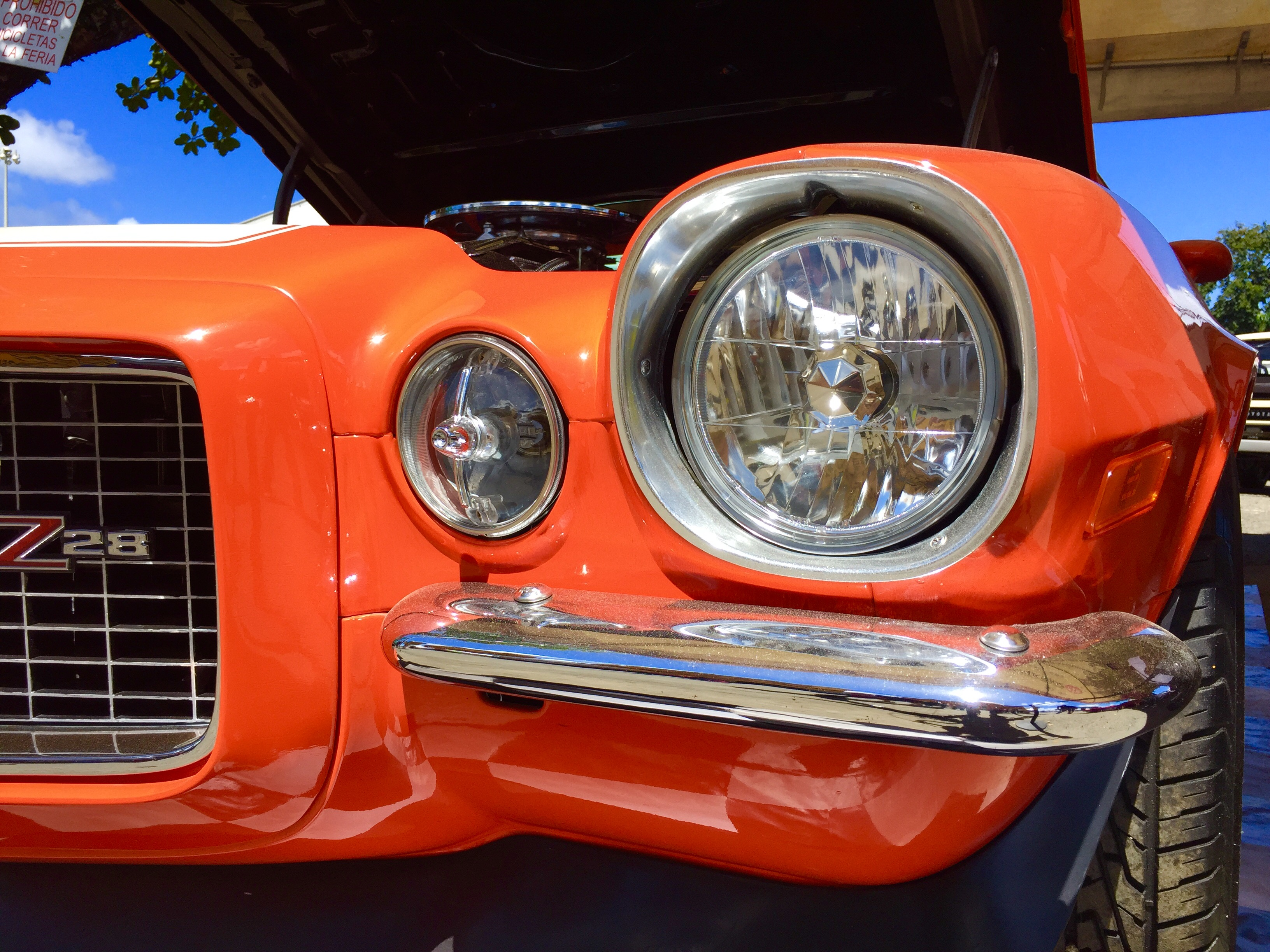
Bumperettes en un Chevrolet Camaro Z28

Son pequeños paragolpes delanteros y en algunos casos traseros, muy populares en los años 1950-70 en modelos y versiones super deportivos de varios automóviles.

### Ejemplos

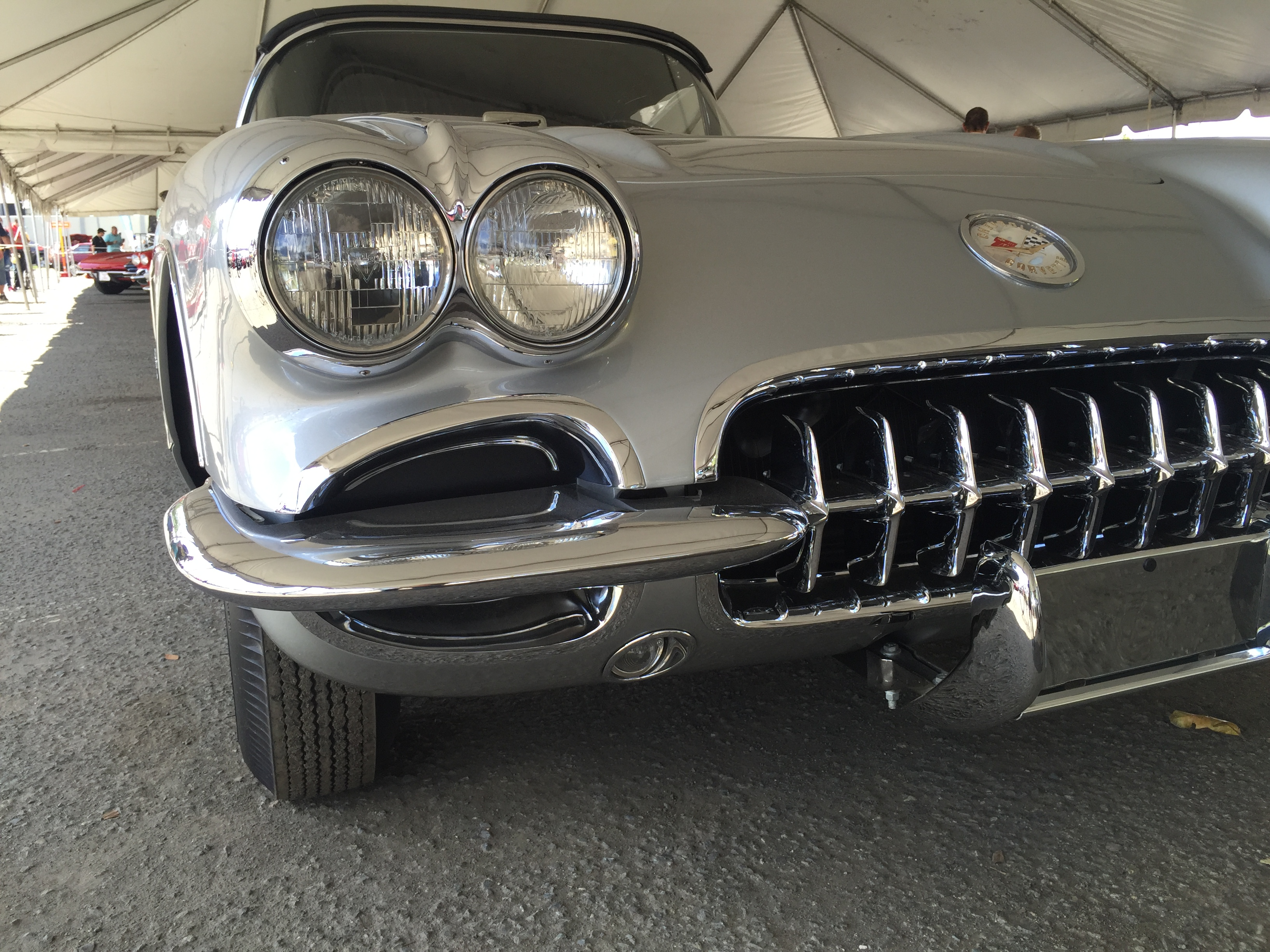
Bumperettes en un Chevrolet Corvette C1
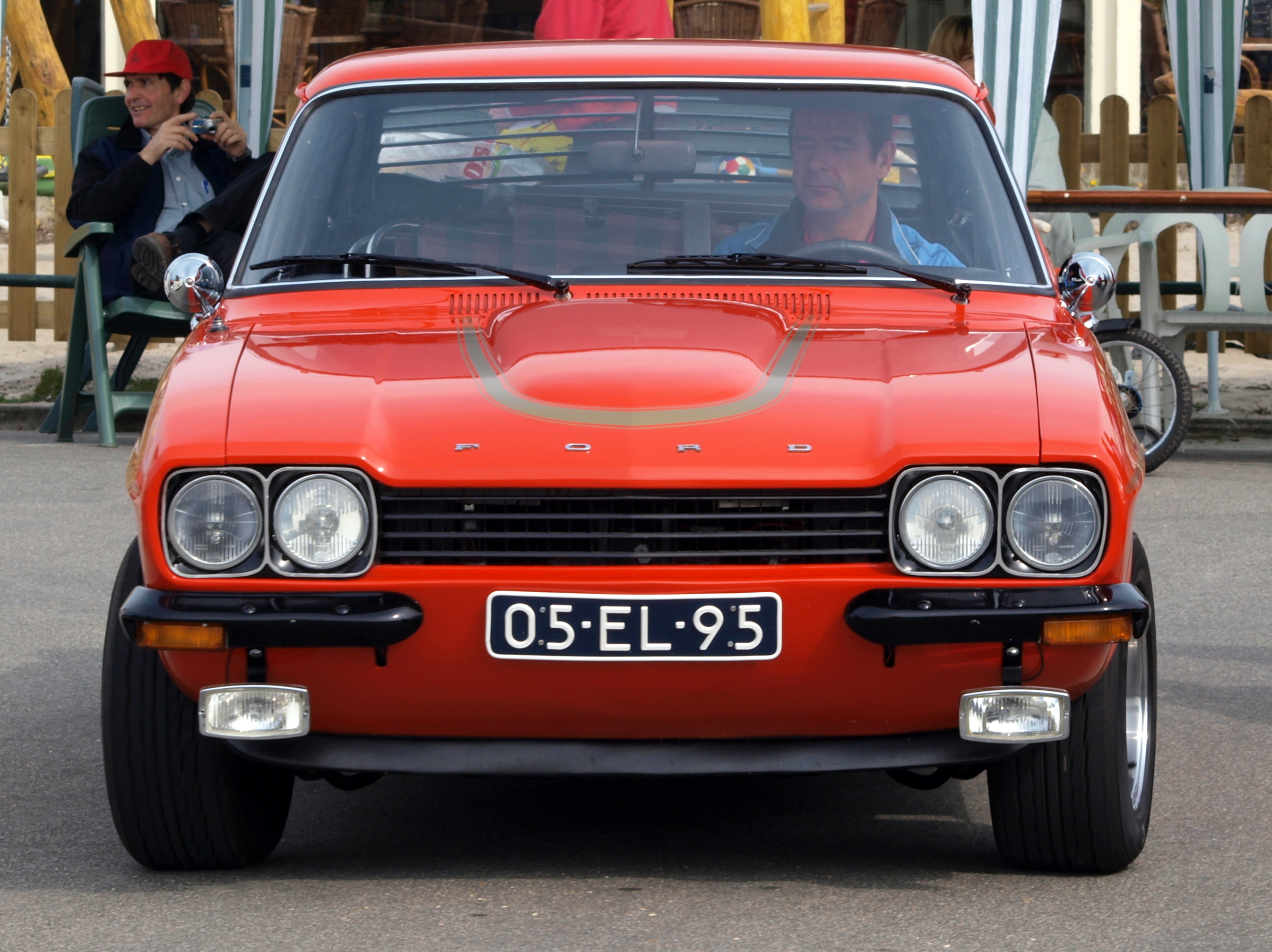
Negros en un Ford Capri 300GXL de 1974
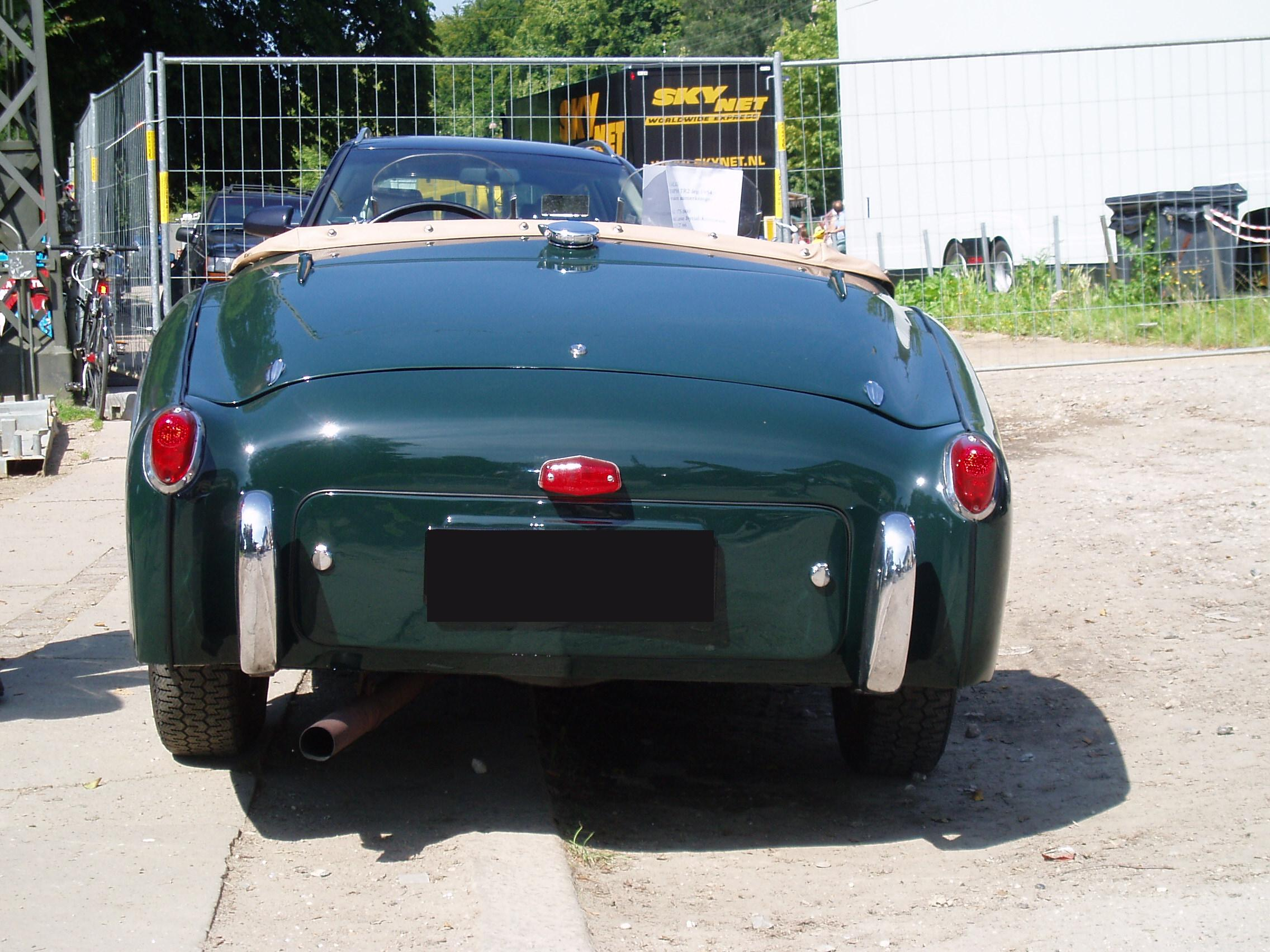
Bumperettes traseros verticales en un Triumph TR2 de 1954
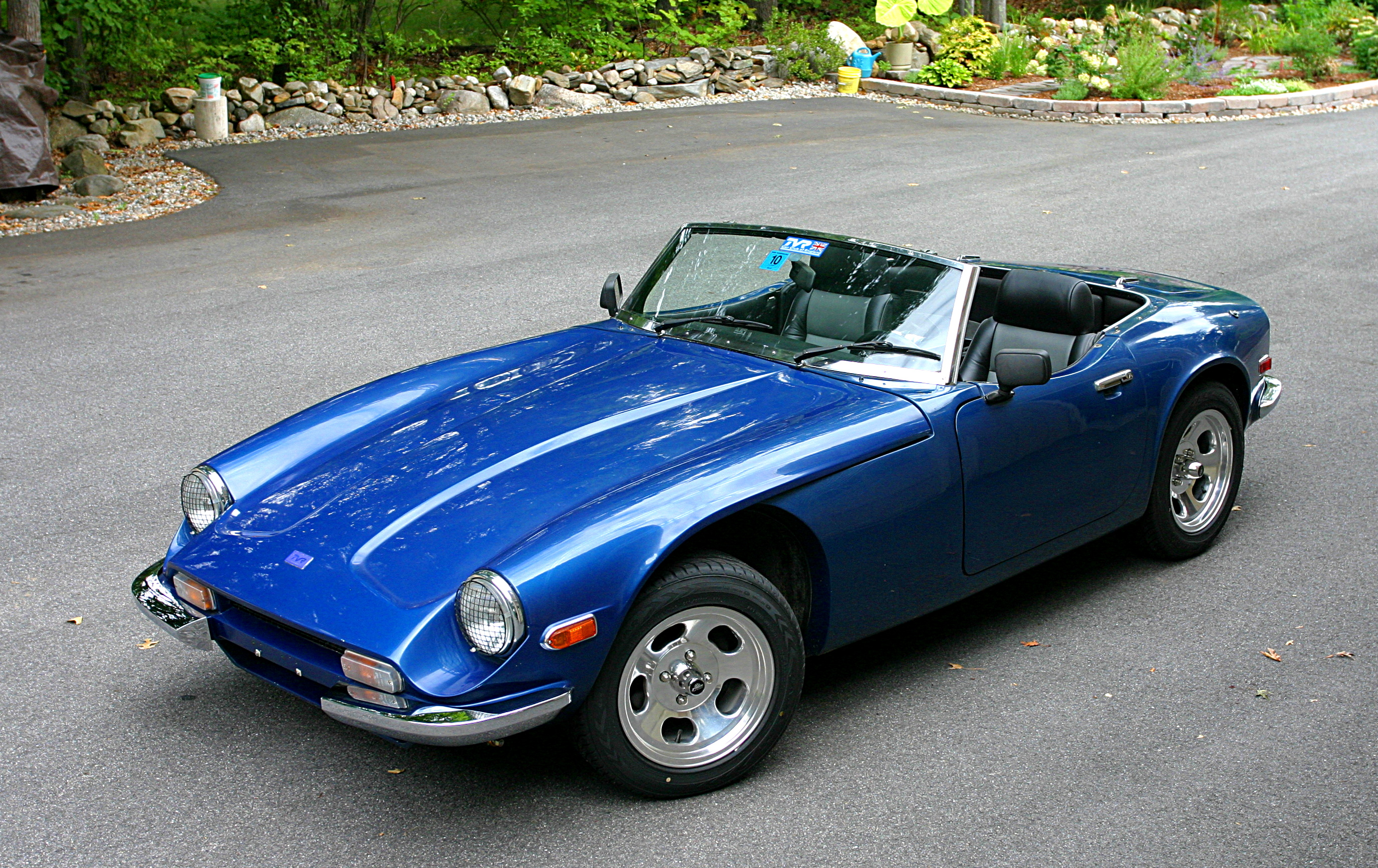
En un  TVR 3000S de 1979

## Alargamiento
El Renault 10 (Compacto de lujo, según Renault) era una versión alargada y sobrepotenciada del Renault 8. Los carroceros de Renault alargaron el R-8 doce centímetros por delante, y 8.5 por detrás, para equilibrar la línea. El alargado delantero servía para mejorar algo la pobre aerodinámica y el espacio del maletero (el Renault 8 era de motor trasero), el alargamiento trasero sólo servía para equilibrar la silueta del vehículo y para dificultar el aparcamiento. Fuente www.foro.pieldetoro.net
Los Renault 10 fueron muy visibles en las carreteras españolas, al ser coches de dotación de la Guardia Civil.

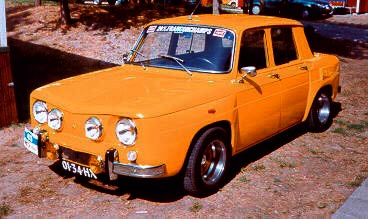
Renault 8.
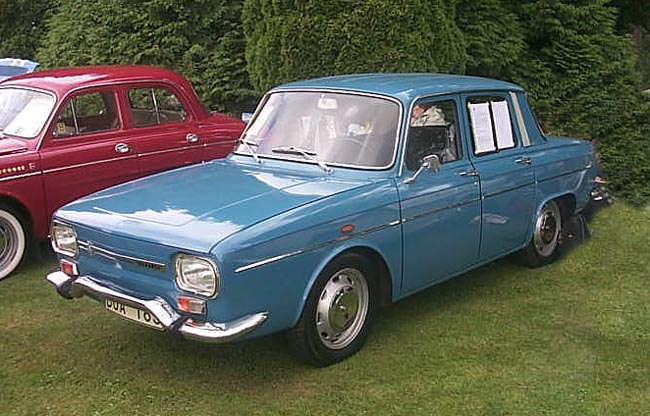
Renault 10. Versión alargada del Renault 8.
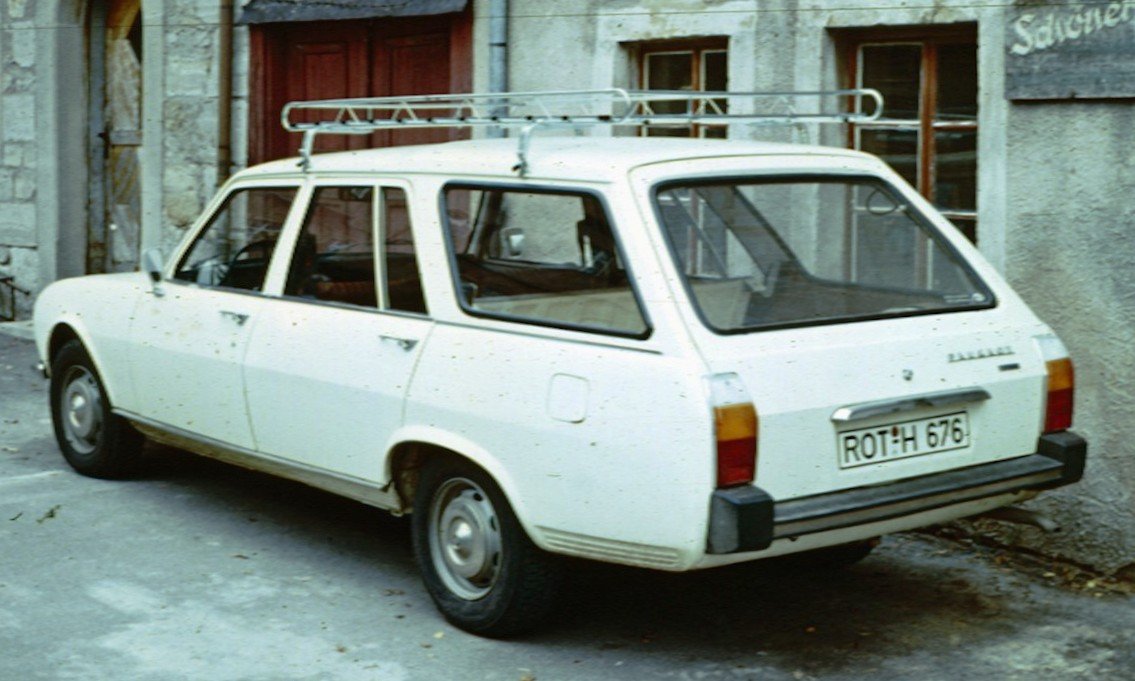
Peugeot 505 Break con una batalla alargada por 236.22 mm (9.2 in), y más de 350 mm (14 in) de largo total e incluyendo un techo más alto, le brinda mayor espacio interior y en algunos modelos, una hilera de tres asientos.
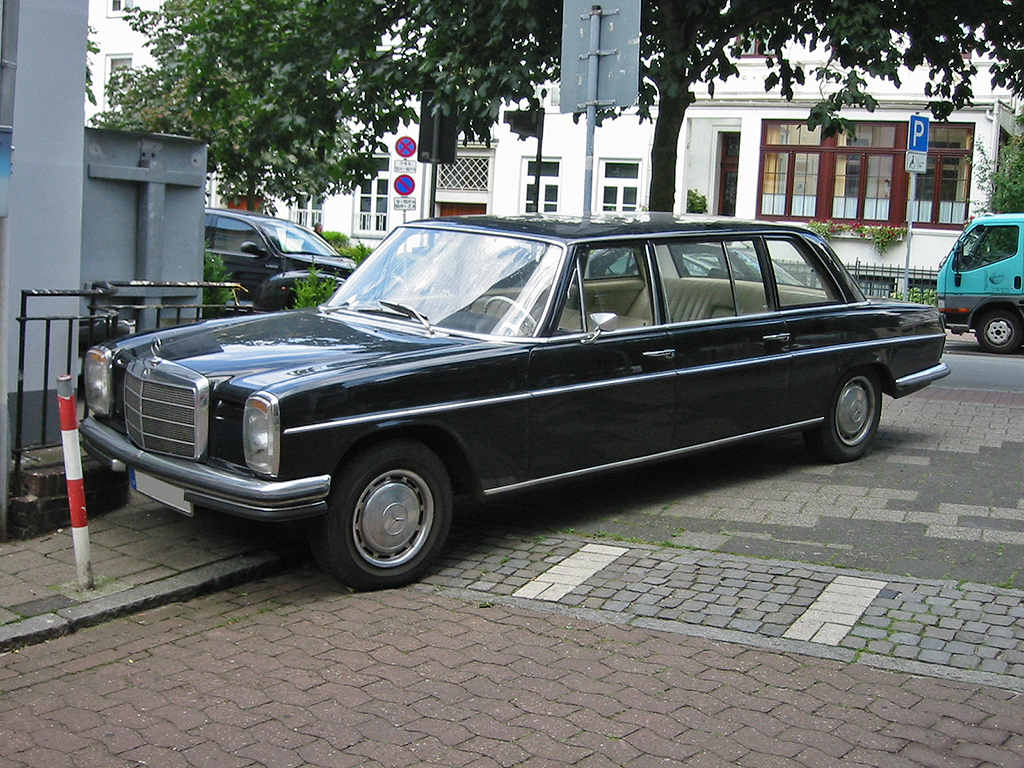
Larga distancia entre ejes de los modelos Mercedes-Benz W114 saloon.

## Iluminación y ópticas
La Iluminación automotriz es considerada como un elemento de estilo en la carrocería.

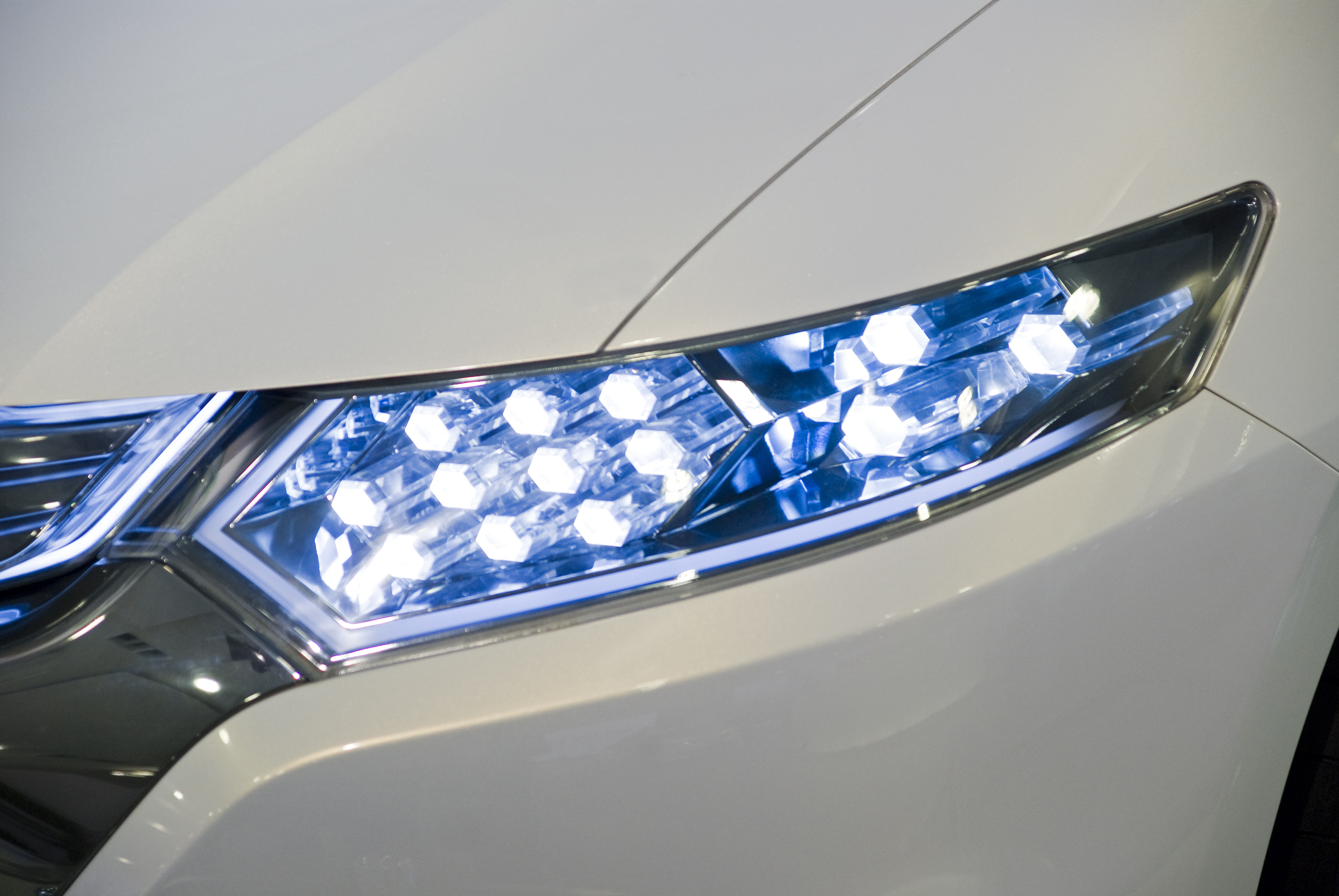
Honda Insight Concept 2008.
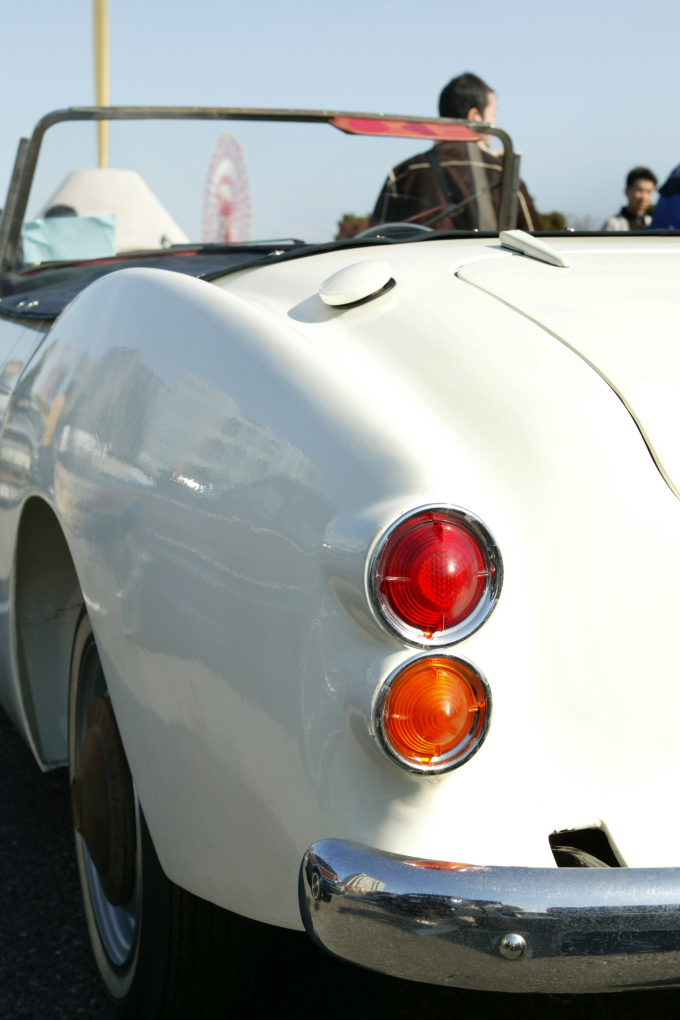
Datsun S211.
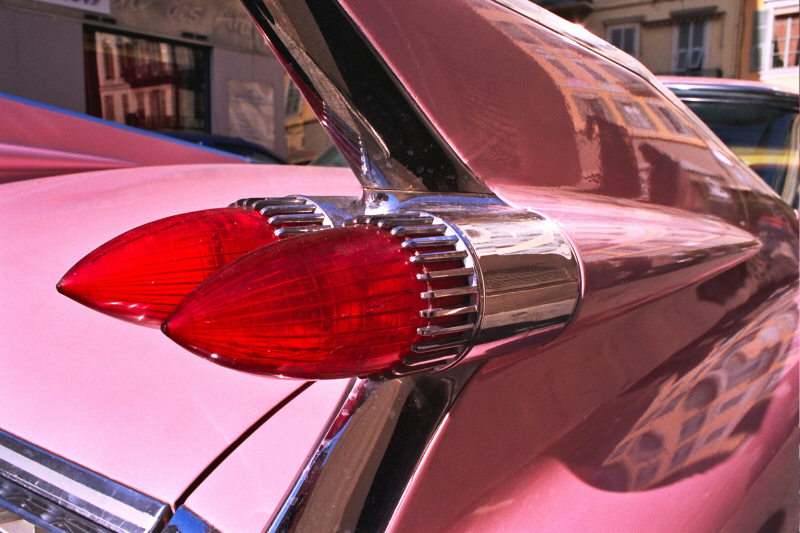
Cadillac Eldorado.